# 2016
2016 (MMXVI) a fost un  an bisect al calendarului gregorian, care a început într-o zi de vineri. A fost al 2016-lea an d.Hr., al 16-lea an din mileniul al III-lea și din secolul al XXI-lea, precum și al 7-lea an din deceniul 2010-2019. A fost desemnat:
- Anul Internațional al Leguminoaselor, de către ONU.
- Anul Internațional al Camelidelor.
- Anul orașelor San Sebastián (Spania) și Wrocław (Polonia), numite Capitale Europene ale Culturii.

## Evenimente

### Ianuarie

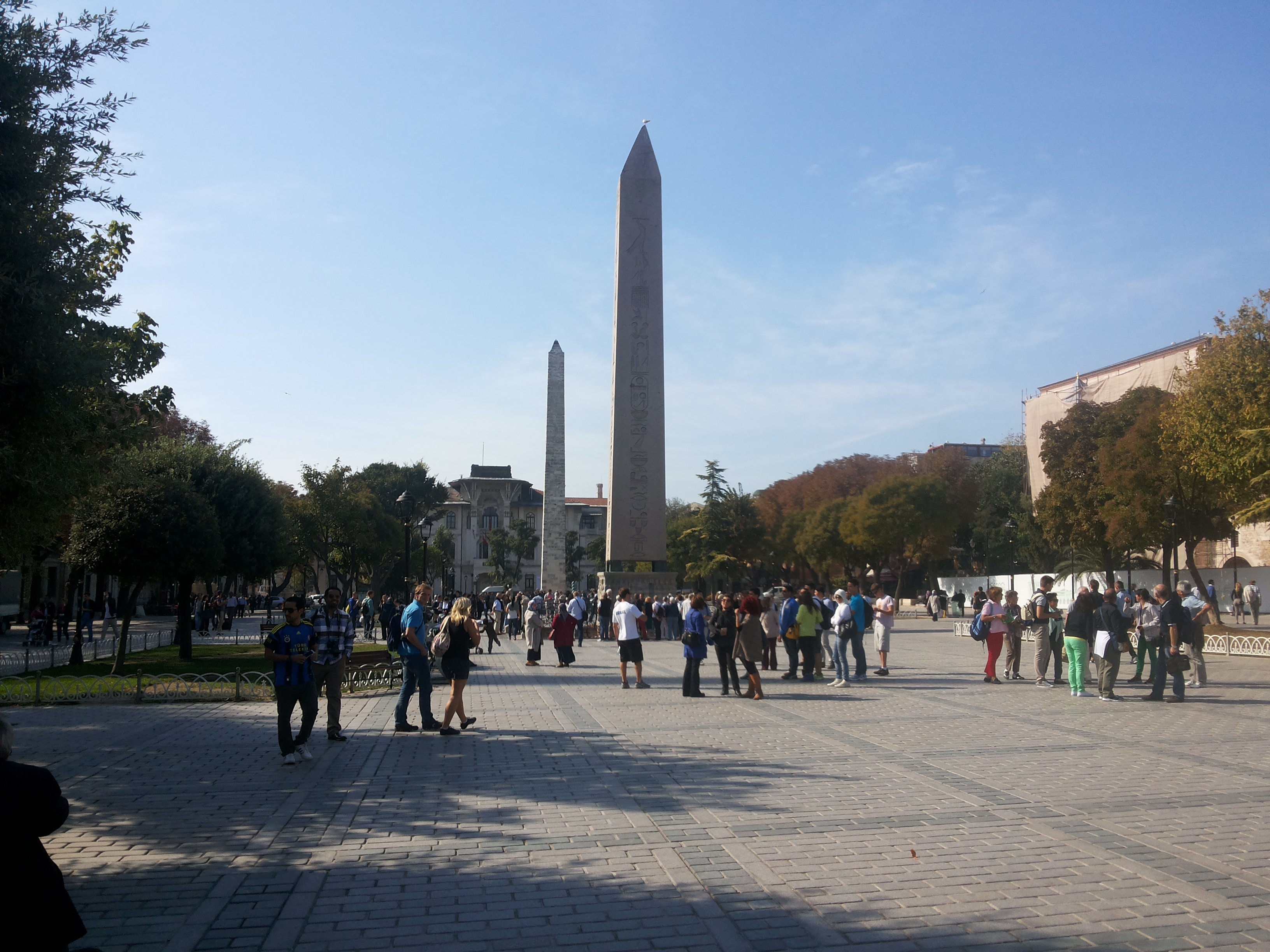
12 ianuarie: Atentatul de la Istanbul din 2016

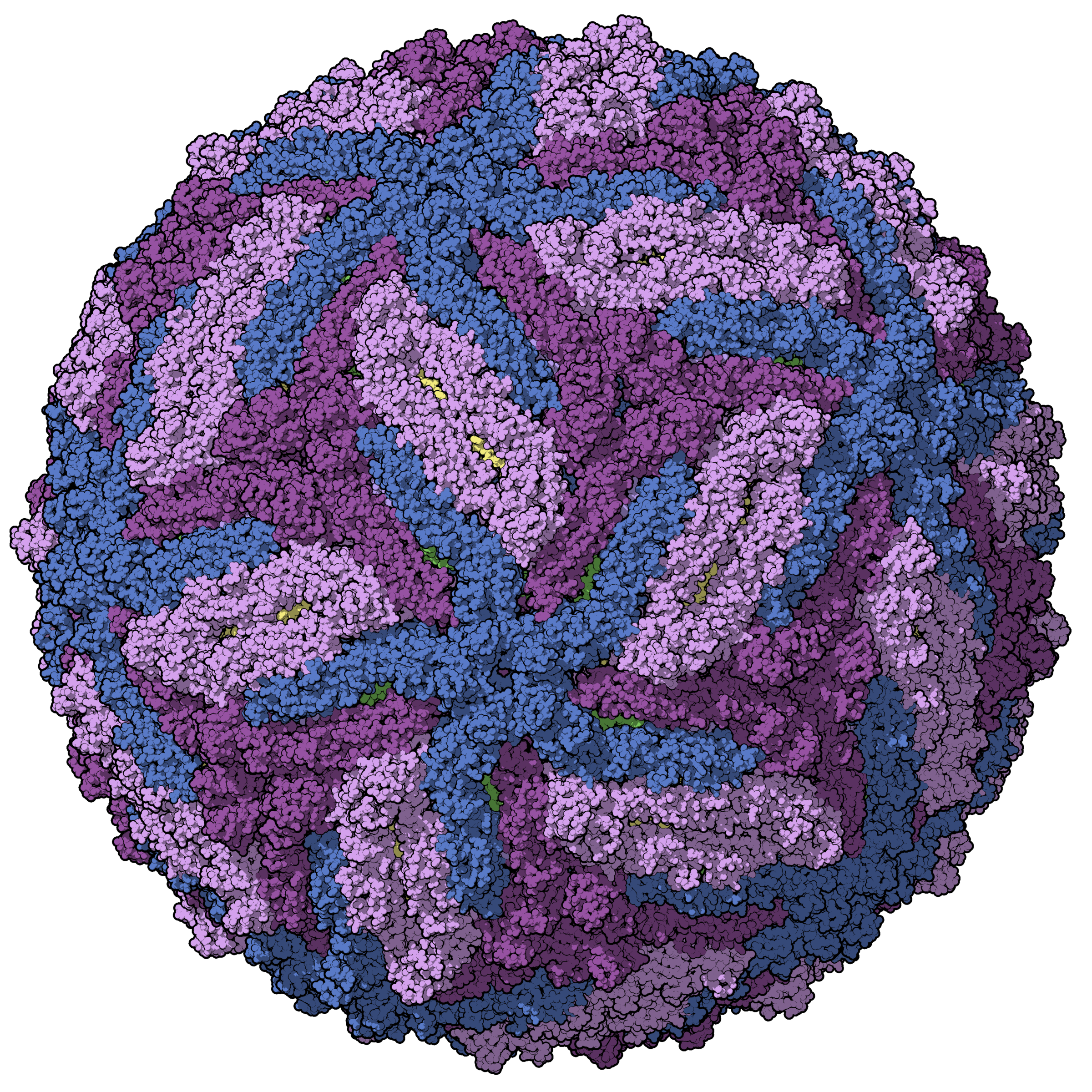
27 ianuarie: Primele cazuri în Europa cu Virusul Zika au fost raportate în Danemarca, Italia, Spania, Marea Britanie și Elveția.

- 1 ianuarie: Olanda a preluat președinția semestrială a Consiliului Uniunii Europene de la Luxemburg.
- 1 ianuarie: Acordul de liber schimb dintre Ucraina și Uniunea Europeană a intrat în vigoare la 1 ianuarie, dată la care a început și embargo-ul impus de Rusia produselor alimentare din Ucraina. Acordul de liber schimb a fost semnat în iunie 2014, el face parte din tratatul de asociere Ucraina-Uniunea Europeană, și a dus la deteriorarea drastică a relațiilor dintre Moscova și Kiev.
- 1 ianuarie: Începînd cu 2016 în Ucraina în loc de pașaportul de cetățean al Ucrainei vor fi eliberate Cărți de identitate (ID-card) din plastic, care vor înlocui pașaportul intern.
- 1 ianuarie: Ucraina, Egipt, Senegal, Uruguay și Japonia au fost alese membre nepermanente în Consiliul de Securitate al ONU, pentru perioada 2016-2017.
- 2 ianuarie: Arabia Saudită l-a executat pe imamul șiit Nimr al-Nimr alături de alți 46 de oameni pentru rolul lor în protestele din Arabia Saudită din 2011–2012.  Arabia Saudită și-a asumat astfel riscul de a escalada periculos războiul dintre șiiți și suniți în lumea arabă.
- 3 ianuarie: Gruparea jihadistă Statul Islamic (SI) a amenințat Marea Britanie într-o nouă înregistrare video a execuției a cinci "spioni".
- 3 ianuarie: Donald Trump, candidatul republican la alegerile prezidențale americane, a declarat că președintele Barack Obama și democrata Hillary Clinton au fondat rețeaua teroristă Stat Islamic (SI).
- 4 ianuarie: China a oprit luni tranzacționarea acțiunilor, după activarea unui mecanism destinat să prevină volatilitatea, în urma declinului cu peste 7% al indicelui CSI 300 (care cuprinde acțiunile listate la bursele din Shanghai și Shenzhen).
- 4 ianuarie: Gazprom a oprit achizițiile de gaze naturale din Turkmenistan în baza unui contract semnat în 2003, timp de 25 de ani.
- 4 ianuarie: Arabia Saudită, Bahrain și Sudan rup relațiile diplomatice cu Iranul
- 6 ianuarie: Testul nuclear nord-coreean din 2016, primul test de bombă cu hidrogen efectuat de Coreea de Nord.
- 10 ianuarie: Premiile Globul de Aur: The Revenant de Alejandro González Iñárritu și The Martian de Ridley Scott, au fost desemnate cel mai bun film-dramă, respectiv cel mai bun film-comedie, la cea de-a 73-a gală a premiilor Globul de Aur, care a avut loc la Los Angeles.
- 11 ianuarie: Lionel Messi își adjudecă pentru a cincea oară Balonul de Aur.
- 12 ianuarie: Cel puțin 11 persoane au fost ucise și alte 15 rănite într-un atentat cu bombă la Istanbul. Atentatul a fost revendicat de Statul Islamic (IS).
- 13 ianuarie: Președintele Republicii Moldova, Nicolae Timofti, a respins propunerea de a-l desemna pe controversatul om de afaceri Vladimir Plahotniuc pentru funcția de prim-ministru.
- 14 ianuarie: La alegerile prezidențiale din Taiwan, Tsai Ing-wen a ieșit câștigătoare în fața actualului președinte Ma Ying-jeou, fiind prima femeie președinte al acestui stat (funcție pe care o va prelua începând cu 20 mai 2016).[1]
- 14 ianuarie: Atentate sinucigașe și atacuri cu armă coordonate într-un cartier central din Jakarta care s-au soldat cu două victime și peste 20 de răniți. Cei cinci atacatori ISIS au fost de asemenea uciși în aceste violențe. Atacul a fost revendicat de Statul Islamic (SI).
- 15 ianuarie: Atac armat asupra unui hotel și a unui restaurant frecventate de occidentali în capitala Burkina Faso, Ouagadougou. Atacul, care a făcut 28 de victime și peste 58 de răniți, a fost revendicat de Gruparea jihadistă Al Qaida în Maghrebul Islamic.
- 16 ianuarie: Europa și Statele Unite au ridicat toate sancțiunile impuse Iranului legate de programul nuclear în conformitate cu acordul nuclear încheiat pe 14 iulie 2015.[2]
- 18 ianuarie: NASA a făcut publică o fotografie cu prima floare care a crescut în spațiu, pe Stația Spațială Internațională (ISS). Este prima oară când înfloresc plante în afara atmosferei terestre. Este vorba de cârciumărese (Zinnia elegans) comestibile.
- 20 ianuarie: Bărbați înarmați neidentificați au atacat Universitatea Bacha Khan din nord-vestul Pakistanului. Cel puțin 21 de persoane au fost ucise.[3]
- 20 ianuarie: NASA și Administrația Națională Oceanică și Atmosferică au anunțat că anul 2015 a fost cel mai cald an din istorie de la începutul înregistrărilor meteorologice în 1890.[4]
- 20 ianuarie: O echipă de cercetători de la California Institute of Technology a dedus existența potențială a unei planete noi (planeta Nouă), la marginea Sistemului Solar, care efectuează o rotație completă în jurul Soarelui într-un interval cuprins între 10.000 și 20.000 de ani.[5]
- 20 ianuarie: Republica Moldova: În urma învestirii guvernului condus de Pavel Filip, mii de persoane au protestat în fața clădirii parlamentului de la Chișinău.[6]
- 23 ianuarie: Cel puțin zece persoane au murit și peste 8.000 de curse aeriene au fost anulate, în Statele Unite, din cauza Furtunii Jonas, care a generat condiții de viscol extrem pe Coasta de Est a SUA.
- 24 ianuarie: Un cutremur cu magnitudinea inițială de 7,1 grade pe scara Richter a avut loc, în statul american Alaska, fără a genera tsunami.
- 25 ianuarie: Un cutremur cu magnitudinea de 6,3 grade Richter s-a produs în Marea Mediterană, în apropierea coastelor Spaniei, fiind resimțit în Andaluzia, de la Malaga, Granada, Jaén și până la Sevilia, dar și în enclava spaniolă Melilla.
- 25 ianuarie: Politicianul de centru-dreapta Marcelo Rebelo de Sousa a câștigat din primul tur alegerile prezidențiale din Portugalia, obținând 52% din voturi, potrivit rezultatelor parțiale.
- 26 ianuarie: România oferă Republicii Moldova un împrumut de 60 de milioane euro pentru a o ajuta la oprirea colapsului economic și pentru a o păstra pe un curs pro-european, cu condiția ca guvernul Republicii Moldova să implementeaze reforme majore. Fonduri guvernamentale au fost necesare pentru a acoperi mai mult de 1 miliard de dolari care "au dispărut" de la trei bănci din Republica Moldova în luna noiembrie 2014. În capitala Chișinău, în frig, 15.000 de persoane au protestat în 24 ianuarie față de actualul guvern și au cerut noi alegeri. Prim-ministrul Pavel Filip, care a preluat mandatul săptămâna trecută, este al 6-lea prim-ministru al țării într-un an.[necesită citare]
- 27 ianuarie: Primele cazuri în Europa cu Virusul Zika au fost raportate în Danemarca, Italia, Spania, Marea Britanie și Elveția.[7]
- 27 ianuarie: Un sistem informatic numit AlphaGo a învins campionul european la jocul de go, Fan Hui, cu 5-0. Este pentru prima dată când inteligența artificială învinge un jucător profesionist la acest joc strategic intuitiv și foarte complex.[8]

### Februarie

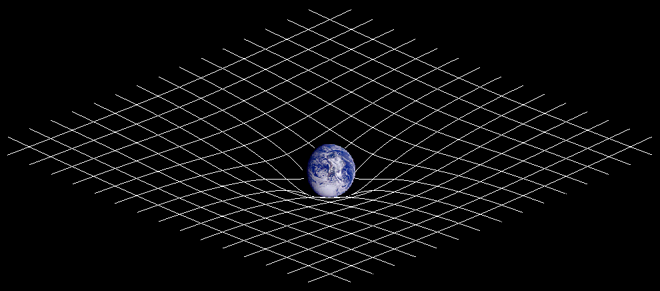
11 februarie: Cercetătorii de la LIGO (Laser Interferometer Gravitational-wave Observatory) anunță prima observarea directă a undelor gravitaționale

- 7 februarie: Coreea de Nord a lansat o rachetă cu rază lungă de acțiune, susținând că a plasat pe orbită un satelit, dar Coreea de Sud, Japonia și Statele Unite consideră că a fost testată o rachetă intercontinentală.[9]
- 10 februarie: Alexandru Vișinescu, primul comandant de penitenciar din perioada comunistă trimis în judecată, a fost condamnat definitiv, de Înalta Curte de Casație și Justiție, la 20 de ani de închisoare.[10] Vișinescu a fost comandant al Penitenciarului Râmnicu Sărat din anul 1956 și până la desființarea închisorii, în 1963.
- 11 februarie: Cercetătorii de la LIGO (Laser Interferometer Gravitational-wave Observatory) anunță prima observarea directă a undelor gravitaționale.[11][12] Undele gravitationale sunt generate de perturbările produse de rețeaua spațiu-timp sub efectul deplasării unui obiect cu masa mare, precum gaurile negre.
- 12 februarie: Papa Francisc se întâlnește cu Patriarhul Kiril al Moscovei la Havana, Cuba. Este pentru prima dată când capul Bisericii Romano Catolice și capul Bisericii Ortodoxe Ruse se întâlnesc.[13]
- 14 februarie: Un cutremur cu magnitudinea de 5,7 grade Richter s-a produs în estul Noii Zeelande, fără a se înregistra victime, după ce în urmă cu cinci ani circa 200 de persoane au murit într-un alt seism produs în zonă.
- 19 februarie: Liderii Uniunii Europene au semnat un acord asupra reformelor care vizează păstrarea Regatul Unit în blocul celor 28 de națiuni înaintea referendumului din UK programat la 2 iunie 2016 și care are ca subiect continuarea aderării la Uniunea Europeană a Regatului Unit.[14] Premierul britanic David Cameron a anunțat că Marea Britanie a obținut prin acest acord un "statut special" în cadrul Uniunii.
- 23 februarie: Fostul eurodeputat Adrian Severin (PSD) a fost condamnat de ÎCCJ la trei ani și trei luni de închisoare în procesul bani pentru amendamente.
- 28 februarie: Oscar 2016: "Spotlight", de Tom McCarthy, a primit premiul Oscar pentru cel mai bun film, la cea de-a 88-a gală de decernare a acestor distincții, în care "The Revenant" a obținut trei trofee, inclusiv pentru "cel mai bun regizor" (Alejandro Iñárritu) și "cel mai bun actor în rol principal" (Leonardo DiCaprio).

### Martie

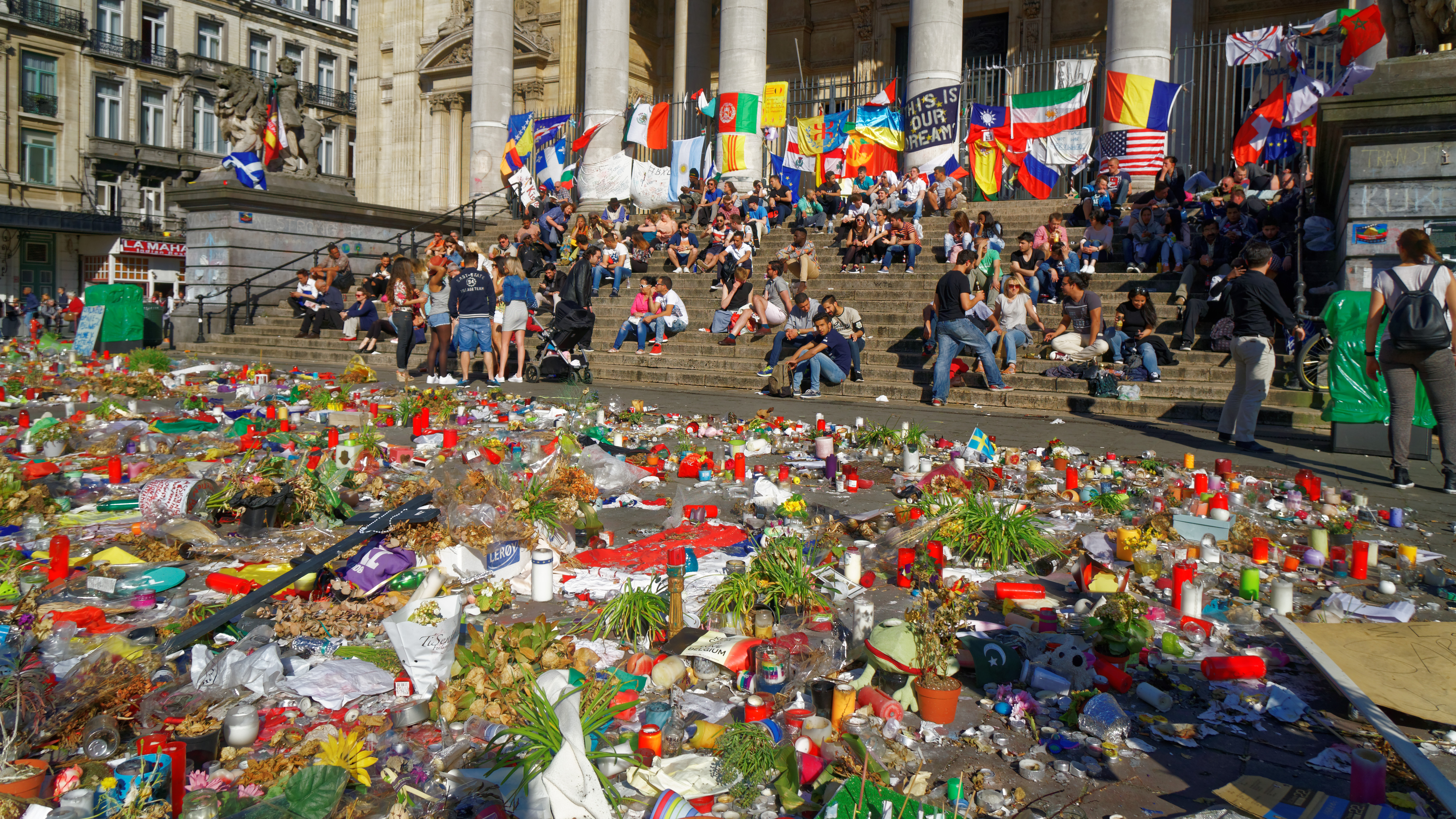
22 martie: Atentat cu bombă la metroul din Bruxelles și la aeroportul Zaventem, Belgia. 31 de persoane au murit și alte 300 au fost rănite.

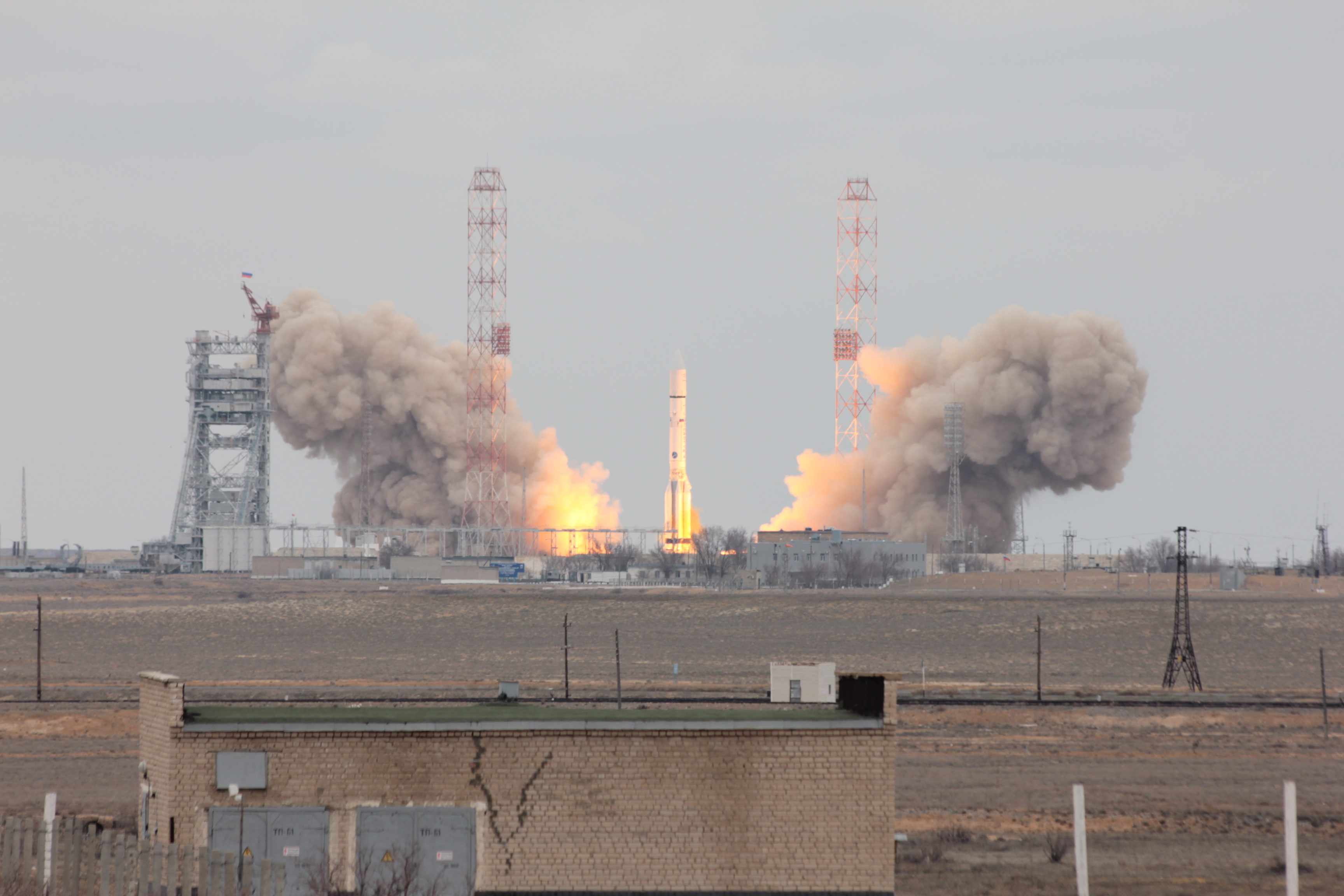
14 martie: ESA și Roscosmos lansează proiectul comun ExoMars Trace Gas Orbiter pe Marte.

- 2 martie: Regele Mihai I anunță că se retrage din viața publică, după ce a fost diagnosticat cu leucemie, urmând ca prerogativele sale să fie preluate de Principesa Margareta.
- 3 martie: Astronomii au anunțat descoperirea celei mai îndepărtate galaxii cunoscute, GN-z11.[15]
- 14 martie: Bilanțul incendiului din clubul Colectiv a ajuns la 64 de decese.
- 14 martie: ESA și Roscosmos lansează proiectul comun ExoMars Trace Gas Orbiter pe Marte.
- 15 martie: Matematicianul englez Andrew Wiles a câștigat Premiul Abel (supranumit adesea "Nobelul pentru matematică") pentru soluția sa la teorema lui Fermat în 1994.[16]
- 17 martie: Statul român a ajuns la un acord cu actualii proprietari ai lucrării "Cumințenia pământului" de Constantin Brâncuși pentru suma de 11 milioane de euro. Statul va oferi 5 milioane de euro iar Ministerul Culturii va organiza o subscripție publică în încercarea de a aduna restul de 6 milioane de euro. Este prima data când se va organiza o subscripție publică națională după 128 de ani, de când s-a înființat Ateneul Român.[17]
- 17 martie: În România intră în vigoarea Legea antifumat; fumătorii nu vor mai putea să-și aprindă țigara în restaurant, în bar, în club sau în orice spațiu public delimitat de doi pereți și care are acoperiș.[18]
- 18 martie: În cadrul unei operațiuni antiteroriste la Bruxelles, a fost rănit și apoi arestat Salah Abdeslam, unul dintre principalii suspecți în atentatele de la Paris și singurul aflat încă în libertate.
- 20 martie: Președintele american Barack Obama a sosit în Cuba, devenind primul șef de stat american în funcție care vizitează această țară în ultimii aproape 90 de ani.[19]
- 22 martie: Atentat cu bombă la metroul din Bruxelles și la aeroportul Zaventem, Belgia. 31 de persoane au murit și alte 300 au fost rănite.
- 24 martie: Fostul lider politic al sârbilor bosniaci, Radovan Karadzic, a fost condamnat de Tribunalul Penal Internațional pentru fosta Iugoslavie la 40 de ani de închisoare pentru genocid și Crime împotriva umanității în timpul războiului din Bosnia.
- 30 martie: Noul președinte Htin Kyaw și doi vicepreședinți, Myint Swe și Henry Van Tio, au depus jurământul în funcții, ințiind astfel un transfer de putere către primul guvern condus de civili din Myanmar din ultimii peste cincizeci de ani.

### Aprilie

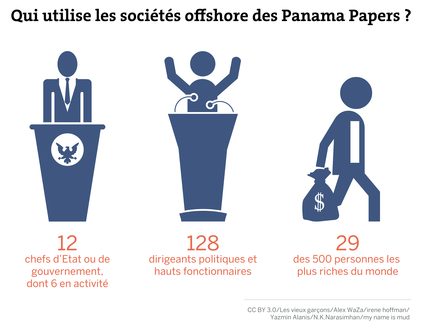
3 aprilie: Dosarele Panama - O scurgere de 11,5 milioane de documente fiscale de la firma de avocatură Mossack Fonseca dezvaluie detalii ale companiilor fantomă utilizate de 12 lideri actuali sau foști din lume.

- 3 aprilie: O scurgere de 11,5 milioane de documente fiscale de la firma de avocatură Mossack Fonseca dezvăluie detalii ale companiilor fantomă utilizate de 12 lideri actuali sau foști din lume, inclusiv președintele Rusiei, Vladimir Putin, ai cărui apropiați ar fi fost implicați cu miliarde de dolari.[20]
- 7 aprilie: Pe fondul scandalului provocat de documentele Panama, o scurgere de documente juridice care dezvăluie informații cu privire la companiile offshore, premierul Islandei, Sigmundur Davíð Gunnlaugsson, demisionează.
- 8 aprilie: Papa Francisc prezintă exhortația apostolică Amoris Laetitia (Bucuria iubirii), un document foarte așteptat pe tema familiei care întinde mâna persoanelor divorțate recăsătorite și recunoaște valoarea anumitor stări de concubinaj, dar fără să se atingă de dogma căsătoriei catolice.[21] Papa afirmă, de asemenea, dreptul la o moarte naturală, fără tratament agresiv, respinge cu fermitate pedeapsa cu moartea și reiterează opoziția Bisericii față de căsătoriile de același sex.[22]
- 10 aprilie: Premierul Ucrainei, Arseni Iațeniuk, și-a anunțat demisia în cadrul unui discurs televizat.
- 10 aprilie: Doi pakistanezi au murit și alți patru au fost răniți, în urma unui cutremur cu magnitudinea de 6,6 grade Richter resimțit în Afganistan, Pakistan și India.
- 16 aprilie: Ecuadorul a fost lovit de un cutremur de mare amploare, cu magnitudinea 7,8 grade Richter. Sunt cel puțin 77 de morți și 600 de răniți, însă bilanțul victimelor ar putea crește pentru că zeci de oameni sunt prinși sub dărâmături.
- 17 aprilie: Echipa feminină de gimnastică artistică a României a ratat calificarea la Jocurile Olimpice de la Rio de Janeiro, după ce a terminat pe locul 7 din 8 participante la turneul preolimpic și este pentru prima oară din anul 1968 când România nu va avea o echipă în concursul olimpic.
- 21 aprilie: Președintele în exercițiu al Ciadului, Idriss Déby, este ales pentru al cincilea mandat, pe fondul acuzațiilor de fraudă.[23]
- 22 aprilie: România este exclusă din concursul Eurovision din acest an de la Stockholm, Suedia, după ce Televiziunea Română (TVR) nu a reușit să achite datoriile restante care datează din 2007 (16,5 milioane de euro).[24]

### Mai

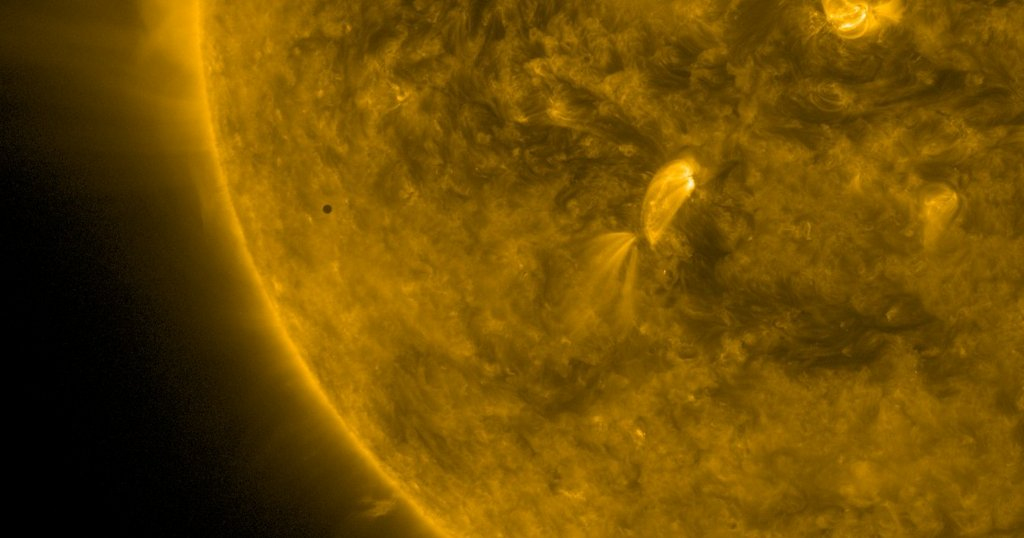
9 mai: Se produce tranzitul lui Mercur. Tranzitul a avut o vizibilitate completă în America de Sud, estul Americii de Nord și Europa Occidentală; tranzit parțial vizibil în tot restul lumii, inclusiv în România, cu excepția Australiei și a Asiei Orientale.

- 2 mai: Cercetătorii au informat în revista Nature descoperirea a trei planete de mărrimea Terrei ce orbitează în jurul unei stele mici, aflate la 40 de ani lumină depărtare, în constelația Vărsător. Descoperirea marchează prima oară când sunt găsite planete orbitând un tip comun de stea cunoscută ca pitică ultra-rece (ultra-cool dwarf).[25][26]
- 5 mai: Donald Trump nu mai are oficial nici un adversar în cursa pentru învestitura republicană pentru Casa Albă după retragerea oficială a guvernatorului de Ohio, John Kasich.
- 5 mai: Incendiu uriaș în Canada care a forțat 88.000 de oameni să fugă din orașul petrolier Fort McMurray, Alberta din vestul țării si a ars peste 1.600 de locuințe.
- 6 mai: Deputatul Sadiq Khan, membru al opoziției laburiste, a fost ales primar al Londrei, devenind primul edil musulman al unei mari capitale occidentale.[27]
- 8 mai: CSM București a câștigat trofeul Ligii Campionilor Europeni la Handbal Feminin, după ce a învins formația maghiară Győri Audi ETO în finala desfășurată la Sala Sporturilor László Papp din Budapesta.
- 9 mai: Se produce tranzitul lui Mercur. Tranzitul a avut o vizibilitate completă în America de Sud, estul Americii de Nord și Europa Occidentală; tranzit parțial vizibil în tot restul lumii, inclusiv în România, cu excepția Australiei și a Asiei Orientale.
- 10 mai: A început a 61-a ediție a Concursului Muzical Eurovision 2016 de la Stockholm. Finala a fost câștigată de cântăreața Jamala din Ucraina cu melodia 1944.
- 12 mai: Scutul american antirachetă de la Deveselu a fost activat. Rusia a criticat puternic lansarea sistemului de apărare antirachetă american din România, denunțând o amenințare directă la securitatea sa și promițând în schimb să își întărească capacitățile militare.
- 17/20 mai: Se organizează la Iași și Chișinău, a VIII-a ediție a Festivalului Internațional de Poezie „Grigore Vieru".
- 18 mai: În perioada 18-22 mai de desfășoară Festivalul Internațional de Poezie București, ediția a VII-a, având ca invitați peste 100 poeți din peste 20 de țări.
- 19 mai: O nouă specie de dinozaur cu coarne, Machairoceratops cronusi, despre care se crede că a trăit în urmă cu circa 77 de milioane de ani, a fost descoperită în sudul statului Utah.[28]
- 19 mai: Avionul EgyptAir Zborul 804 care zbura pe ruta Paris - Cairo, cu 66 de oameni la bord, s-a prăbușit în Marea Mediterană.
- 27 mai: Barack Obama devine primul președinte în exercițiu al Statelor Unite, care vizitează orașul-memorial Hiroshima distrus la 6 august 1945 de o bombă nucleară americană și soldat cu 140.000 decese. A fost criticat că nu și-a cerut iertare pentru atacurile de la Hiroshima și Nagasaki (9 august, 35.000 decese) de acum 71 de ani.

### Iunie

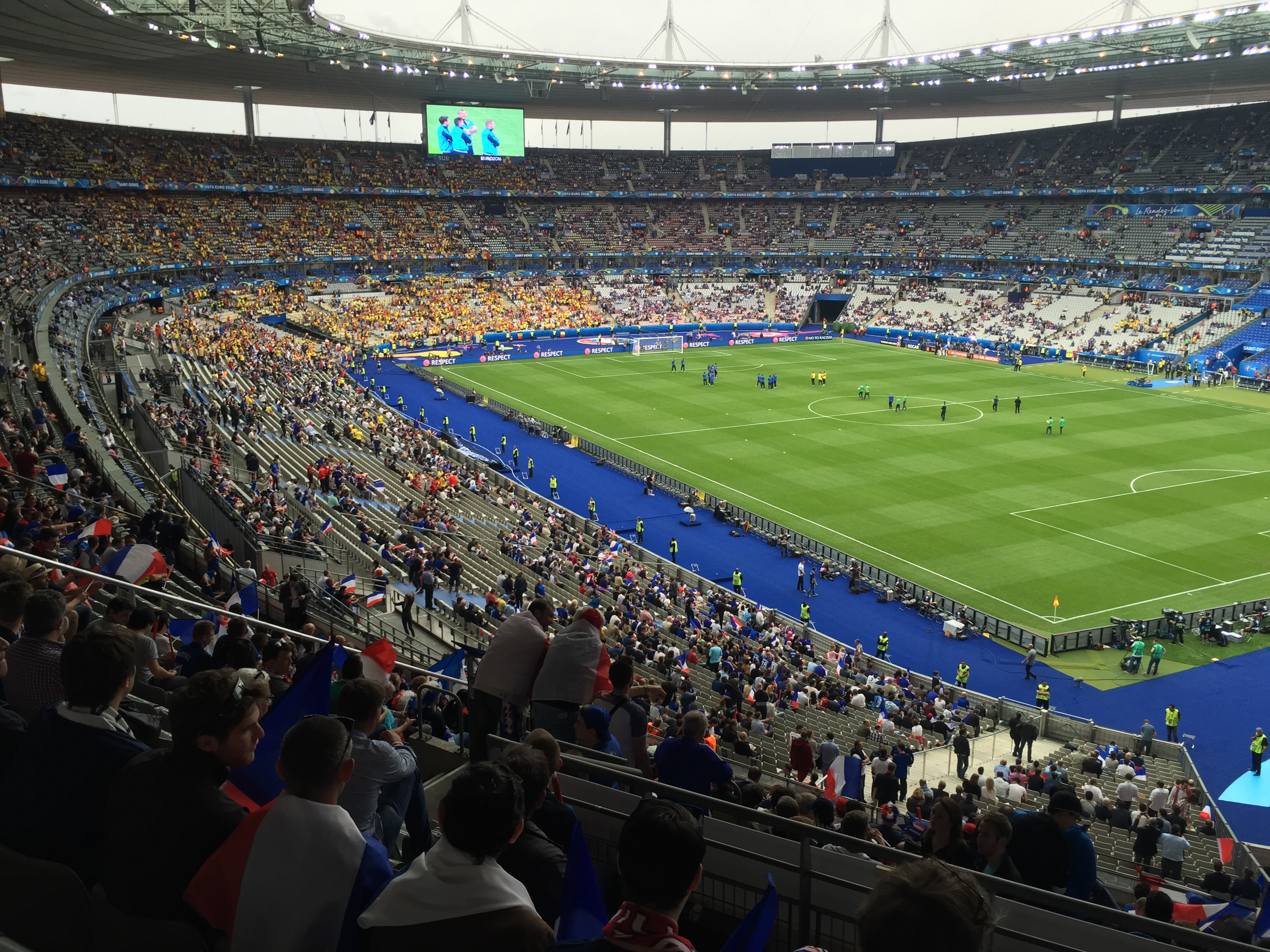
10 iunie: Deschiderea Campionatul European de Fotbal de la Paris cu meciul dintre Franța și România.

- 1 iunie: A fost deschis Tunelul de bază Gotthard, cel mai lung tunel de cale ferată din lume (57,09 km), prin Alpii Elvețieni.
- 2 iunie: Un elicopter medical românesc SMURD s-a prăbușit în localitatea Haragâș din Republica Moldova. Cele patru persoane aflate la bord (pilot, copilot, medic și asistent) au decedat.
- 2 iunie: Bundestagul german a votat o rezoluție ce recunoaște genocidul armean din 1915, provocând o reacție furioasă a Turciei.[29]
- 5 iunie: Alegeri locale în România: PSD 37,58%, PNL 31,93%, ALDE 6,31%, UDMR 5,33%. Prezența la vot a fost de 48,17%. Candidata PSD, Gabriela Firea, este aleasă primar general al Bucureștiului de 42,97% din voturile exprimate devenind prima femeie care ocupă această funcție. Pe locurile următoare s-au situat Nicușor Dan (USB) 30,52%, Cătălin Predoiu (PNL) 11,18% și Robert Turcescu (PMP) 6,46%.
- 6 iunie: Uniunea Internațională de Chimie Pură și Aplicată a propus numele finale pentru cele patru noi elemente chimice: nihonium (Nh), moscovium (Mc),  tennessine (Ts) și oganesson (Og). Nihonium este derivat din "Nippon", cuvântul japonez pentru Japonia, moscovium onorează capitala rusească, Moscova, tennessine este numit după statul Tennessee, cunoscut pentru cercetarea sa de pionierat în domeniul chimiei, iar oganesson a fost numit în cinstea fizicianului rus Iuri Țolacovici Oganesian.
- 7 iunie: 11 morți și 36 răniți, într-un atentat în centrul orașului Istanbul, după un atac cu mașină-capcană.
- 10 iunie: Deschiderea Campionatului European de Fotbal de la Paris cu meciul dintre Franța și România.
- 12 iunie: Atac armat într-un club gay din orașul american Orlando, statul Florida soldat cu 49 de morți și aproximativ 53 de răniți.[30][31]
- 16 iunie: Deputata pro-UE a Partidului Laburist Jo Cox a murit după ce a fost împușcată și înjunghiată, în timp ce se pregătită să organizeze o întâlnire cu alegătorii din Birstall, West Yorkshire, Regatul Unit al Marii Britanii.[32] Presupusul ucigaș era un simpatizant neonazist.
- 23 iunie: Are loc Referendumul asupra menținerii Regatului Unit în Uniunea Europeană.
- 24 iunie: Marea Britanie va ieși din UE, după ce 51,9% dintre cetățenii britanici au votat pentru ieșirea țării din Blocul Comunitar. Prezența la vot a fost de 72%. Prim-ministrul David Cameron, care a promis un referendum cu trei ani în urmă, a anunțat că va demisiona până în octombrie.[33][34]
- 28 iunie: Atac terotist la aeroportul Atatürk din Istanbul. Autoritățile turce afirmă că 36 de persoane au fost ucise și 147 rănite. A doua zi, noul bilanț al atentatului a ajuns la 41 de morți și 239 de răniți.[35][36]

### Iulie

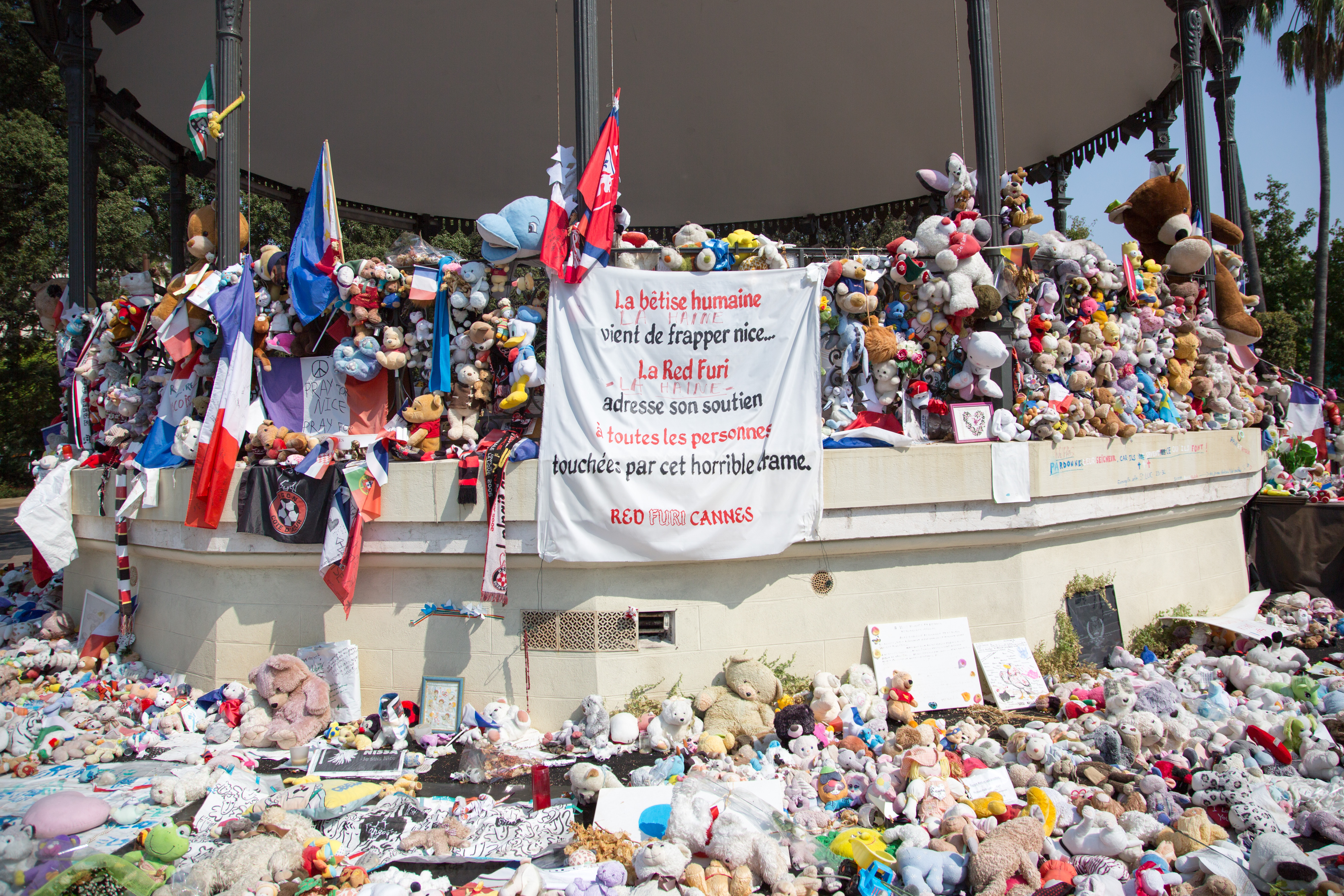
14 iulie: Atentatul de la Nisa, Franța

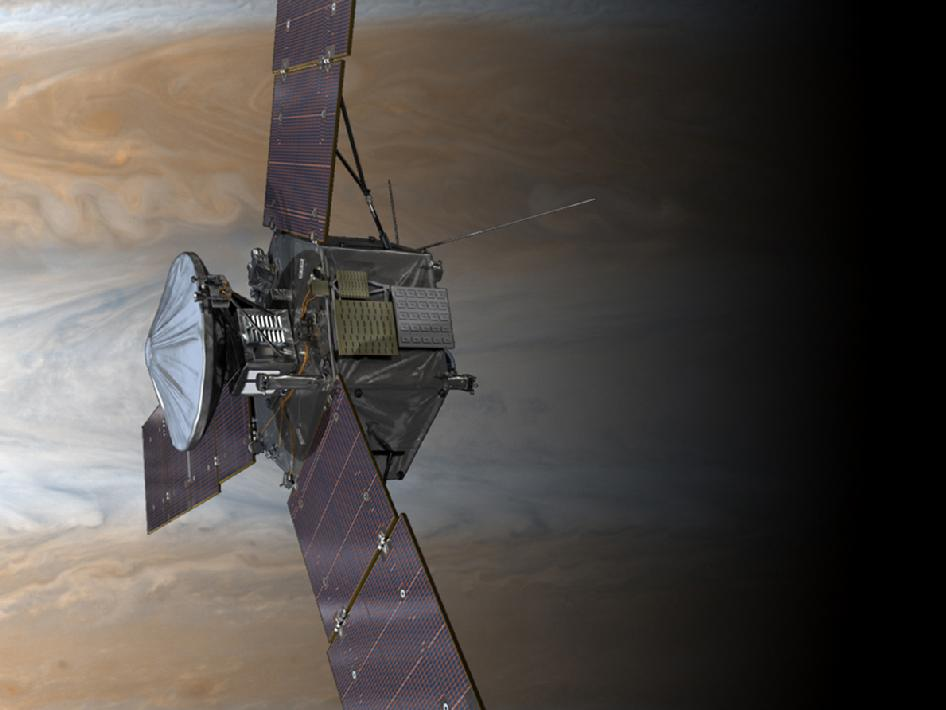
Lansarea sondei Juno spre planeta Jupiter

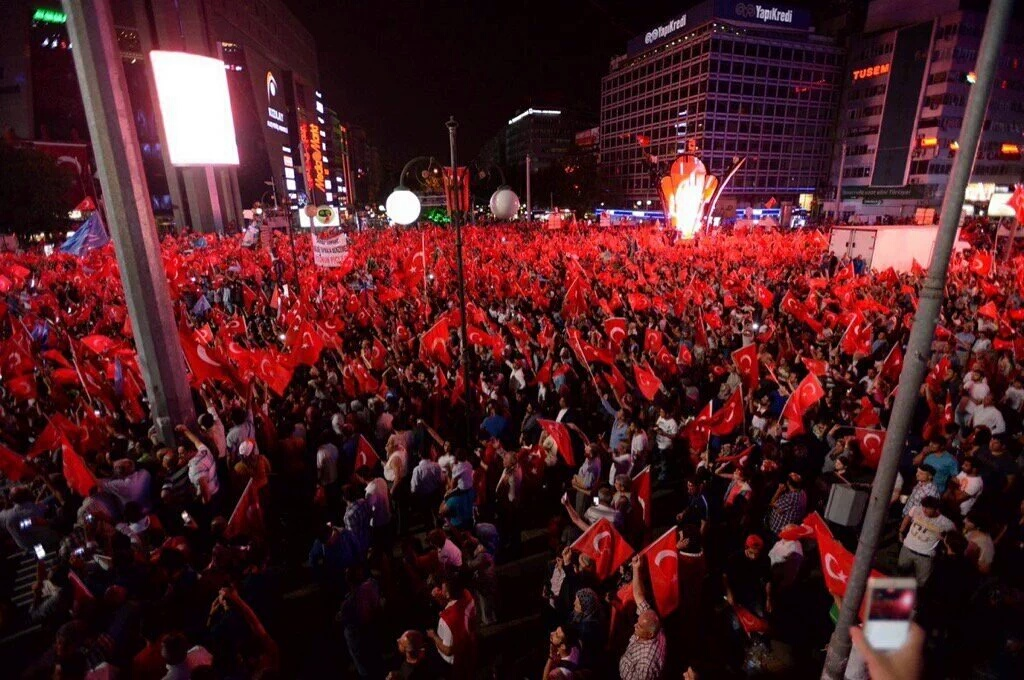
15 iulie: Are loc o tentativă eșuată de lovitură de stat în Turcia organizată de un grup de militari din cadrul Forțelor armate. Se desfășoară proteste anti-loviturii de stat.

- 1 iulie: Slovacia a preluat președinția semestrială a Consiliului Uniunii Europene de la Țările de Jos.
- 1 iulie: Curtea Constituțională din Austria a anulat rezultatul alegerilor prezidențiale din mai și a dispus organizarea unui nou scrutin. Curtea a constatat ca la votul prin corespondență au existat nereguli ce ar fi putut vicia rezultatul final. Marja de voturi dintre cei doi candidați a fost mai mică de 1%.[37]
- 2 iulie: Cel puțin 20 de persoane sunt ucise într-un atac terorist într-un restaurant în Dhaka, Bangladesh.
- 5 iulie: După un zbor de 5 ani, sonda spațială Juno s-a plasat pe orbita planetei Jupiter,[38] cea mai mare planetă din sistemul nostru solar, și va colecta timp de 20 de luni date despre planeta gazoasă.
- 8 iulie: Cel puțin cinci ofițeri de poliție au fost împușcați mortal de lunetiști, iar mai mulți au fost răniți, în timpul protestelor împotriva brutalității poliției, organizate la Dallas, SUA. Președintele Statelor Unite, Barack Obama, a declarat, de la summitul NATO care se desfășoară la Varșovia (8-9 iulie), că atacul din Dallas a fost unul "violent, calculat și demn de dispreț".
- 10 iulie: Finala CE de fotbal din Franța a desemnat a 10-a țară care a câștigat un campionat european de fotbal și anume Portugalia care s-a impus cu scorul de 1-0 în fața Franței.
- 13 iulie: Theresa May îl înlocuiește pe David Cameron ca lider al Partidului Conservator și devine prim-ministru al Regatului Unit.
- 14 iulie: Un șofer de origine tunisiană a intrat cu camionul în mulțimea adunată de Ziua Franței în centrul orașului Nisa și a ucis 84 de oameni, peste 100 fiind răniți.[39]
- 15 iulie: Are loc o tentativă eșuată de lovitură de stat în Turcia organizată de un grup de militari din cadrul Forțelor armate.[40]
- 22 iulie: Nouă persoane au fost ucise și cel puțin 16 persoane rănite într-un atac armat, numit de poliția din München „suspectat de terorism”, în jurul centrului comercial Olympia-Einkaufszentrum din cartierul Moosach din München, Germania, de lângă Stadionul Olimpic. Autorul, un tânăr de 18 ani cu dublă cetățenie germano-iraniană, s-a sinucis.[41][42]
- 22 iulie: În Kuweit, temperaturile au ajuns la +54 grade Celsius, cea mai mare temperatură înregistrată pe glob în timp ce în Irak, în orașul antic Basra, s-au înregistrat +53,9 grade Celsius. Organizația Mondială de Meteorologie a omologat temperaturile.[43] Recordul mondial de temperatură (+56,7 grade Celsius) a fost înregistrat la ferma Furnace Creek din Valea Morții, California, la 10 iulie 1913 însă este contestat pe motiv ca a fost măsurat cu instrumente inexacte acum peste 100 de ani.

### August

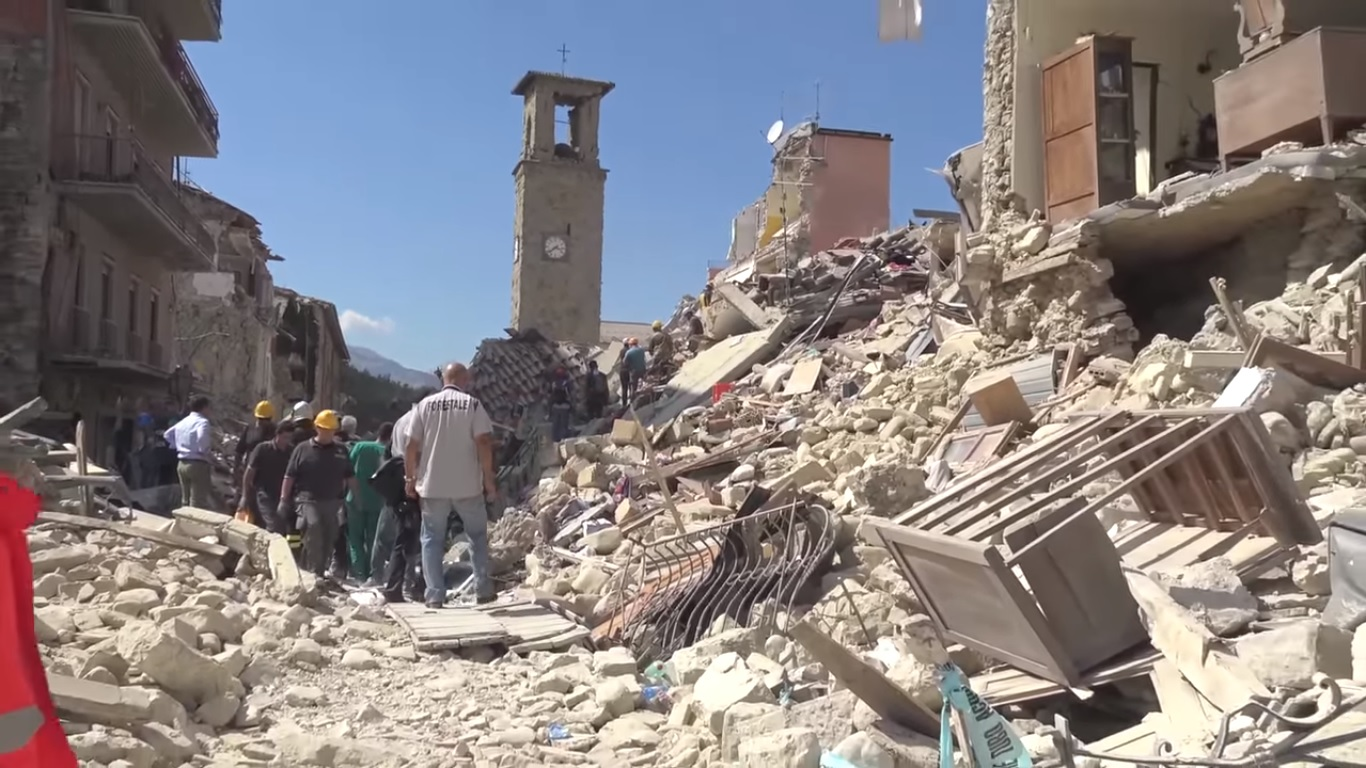
Cutremurul din Italia (2016)

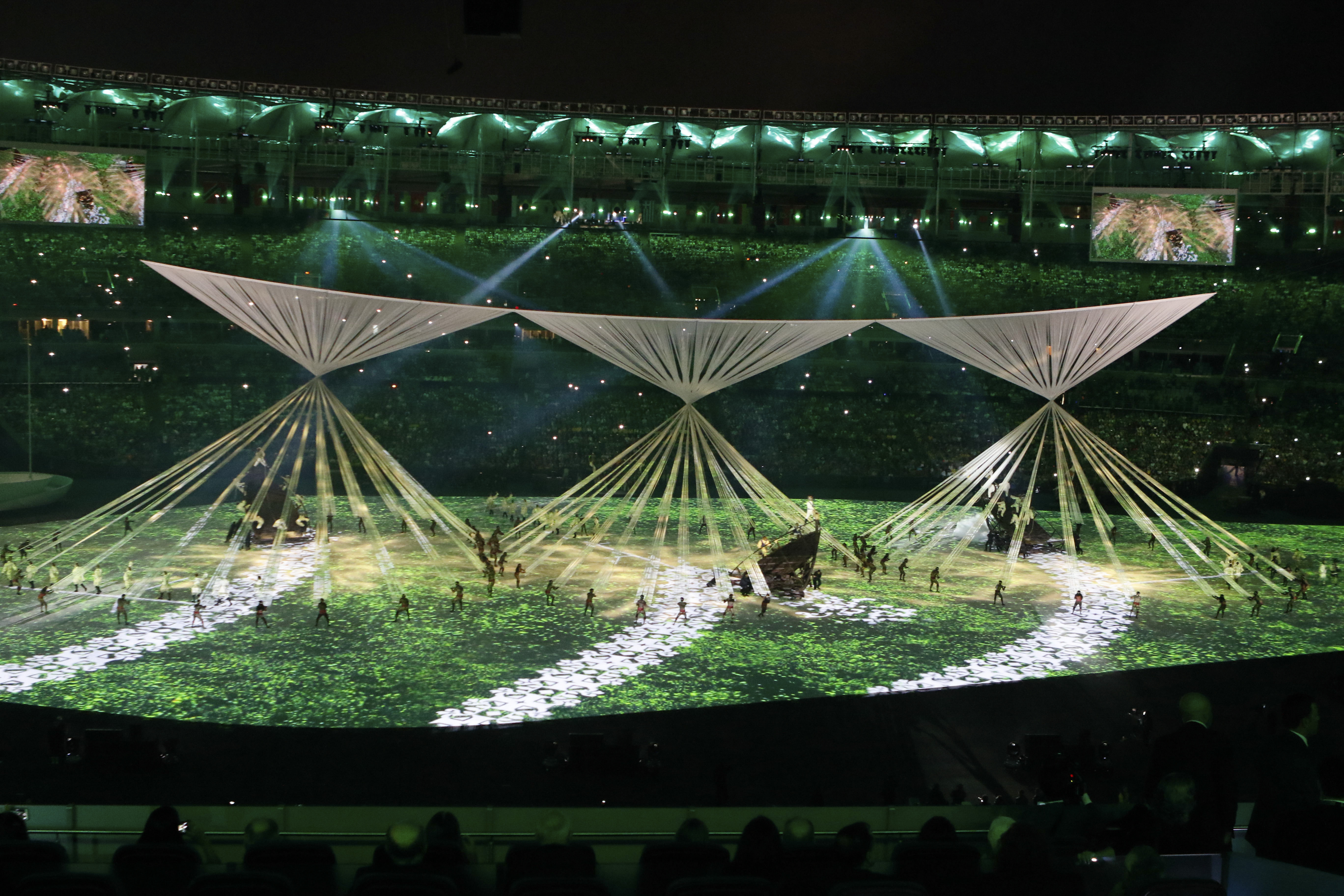
Ceremonia de deschidere a Jocurilor Olimpice de la Rio de Janeiro

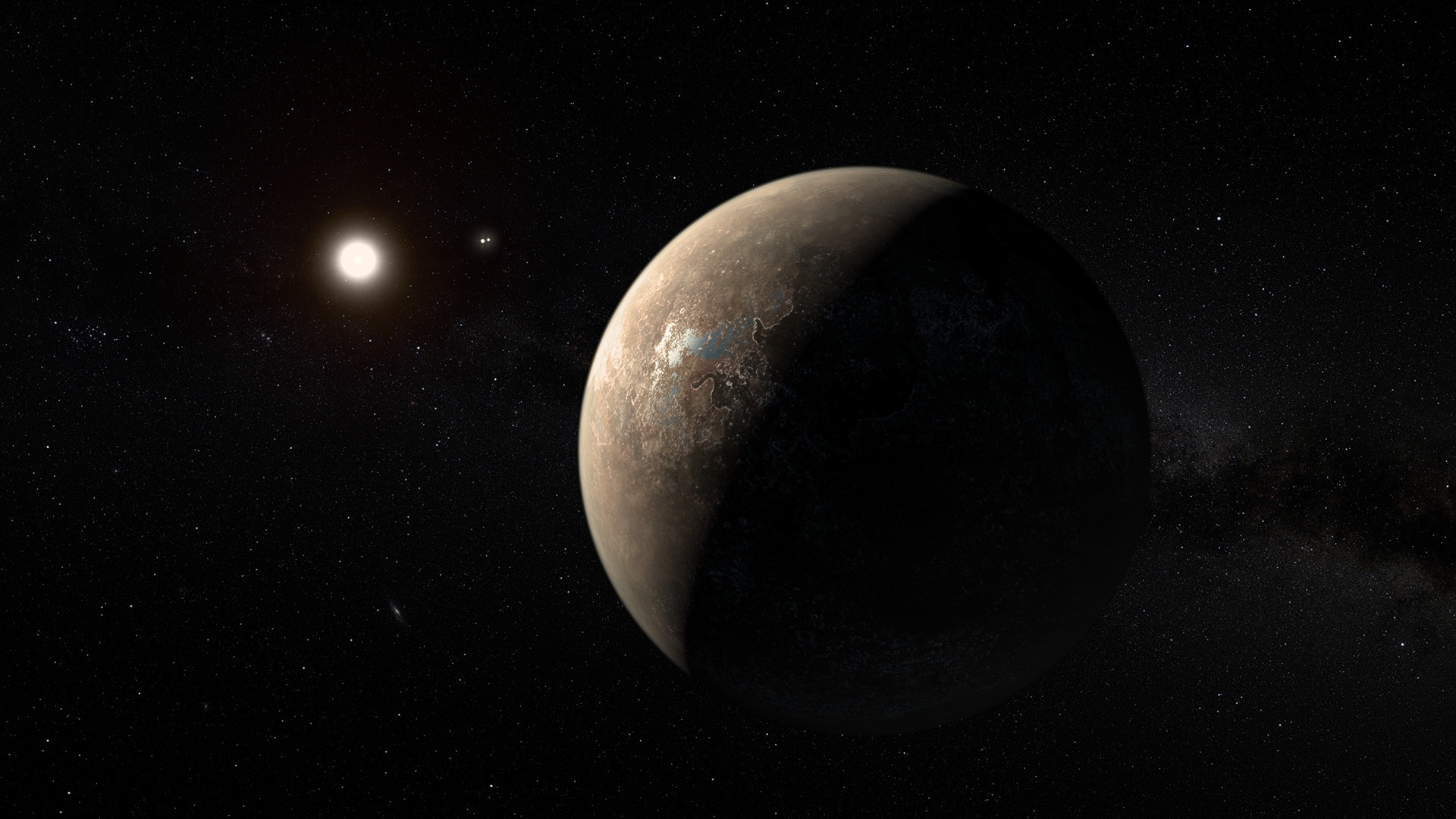
Exoplaneta Proxima Centauri b

- 5 august: a început cea de-a 31-a ediție a Jocurilor Olimpice de vară care se desfășoară la Rio de Janeiro, Brazilia între 5-21 august. România participă cu 96 sportivi în cadrul a 15 probe sportive. A câștigat un total de 4 medalii: 1 aur, 1 argint și 2 bronz, fiind pe poziția 47 în clasamentul pe medalii. Pe primul loc s-au situat Statele Unite ale Americii cu un total de 121 medalii.
- 12 august: Oamenii de știință spun că rechinii din Groenlanda sunt acum cunoscute a fi vertebratele cu cea mai lungă viață de pe Pământ, după ce cercetătorii de la Universitatea din Copenhaga, folosind radiocarbon, a determinat vârstele a 28 de animale, și a estimat că o femelă a avut aproape 400 de ani. Fostul record deținut de o vertebrată, a fost o balenă de Groenlanda estimată la 211 ani.
- 13 august: Funeraliile reginei Ana. Convoiul funerar al reginei Ana a plecat din București spre Curtea de Argeș unde are loc înmormântarea.
- 16 august: Cel puțin șapte persoane au decedat, iar 30.000 au fost nevoite să se refugieze din calea apelor, în urma inundațiilor care au afectat zona de sud a statului Louisiana, au anunțat autoritățile americane. Ploile torențiale, care au început joi seara, au provocat inundații masive în sudul statului, mai multe râuri ieșind din matcă. În urma ploilor, râul Amite, principala cauză a inundațiilor în mai multe zone, a crescut cu 4,3 metri peste cota de urgență, acesta fiind cel mai ridicat nivel înregistrat din 1983.
- 17 august: Autoritățile din sudul statului american California au decretat evacuarea a 82.000 de oameni, după ce un puternic incendiu a izbucnit într-o zonă montană și s-a răspândit rapid pe o suprafață de 6.070 hectare de teren.[44]
- 24 august: Un cutremur foarte puternic a avut loc în localitatea Amatrice din Italia, la adâncime de 10 kilometri. Autoritățile italiene au anunțat că localitatea Amatrice a fost puternic zguduită, de un seism cu magnitudinea de 6,2 grade Richter, iar mai multe persoane sunt blocate sub dărâmături.
- 24 august: A fost descoperită exoplaneta Proxima Centauri b.
- 31 august: Populația de elefanți africani a scăzut cu 30% între 2007 și 2014.[45]
- 31 august: Fosilele unei noi specii de pterozaur au fost descoperite în Insula Hornby, Columbia Britanică, Canada.[46]
- 31 august: Revista Nature publică un studiu conform căruia cele mai vechi fosile de pe Pământ au fost descoperite în Groenlanda. Stromatolitele au o vechime de 3,7 miliarde de ani și precedă cu 220 milioane de ani cele mai vechi dovezi fosile ale vieții pe Terra descoperite anterior în Australia.[47]

### Septembrie

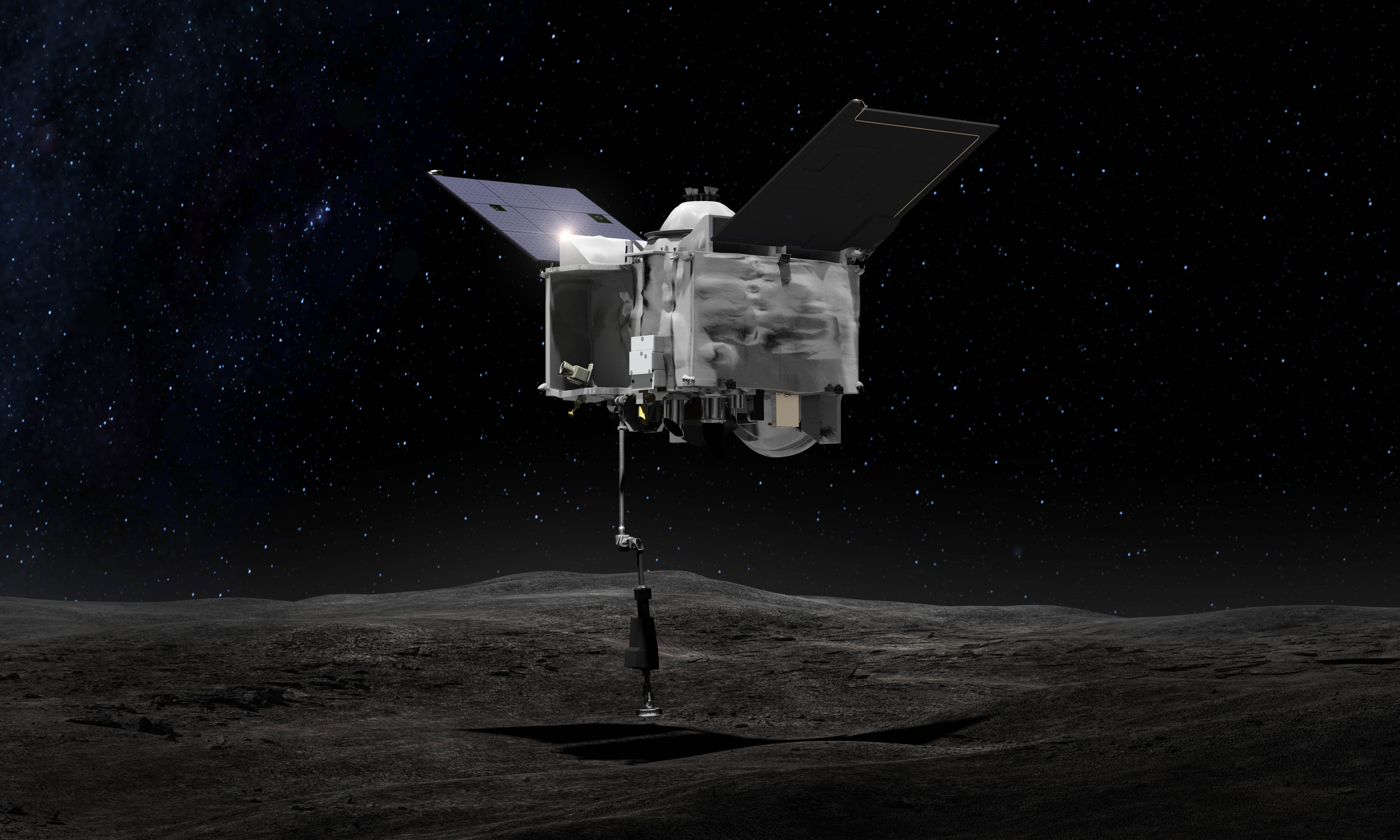
8 septembrie : NASA lansează sonda OSIRIS-REx spre asteroidul 101955 Bennu.

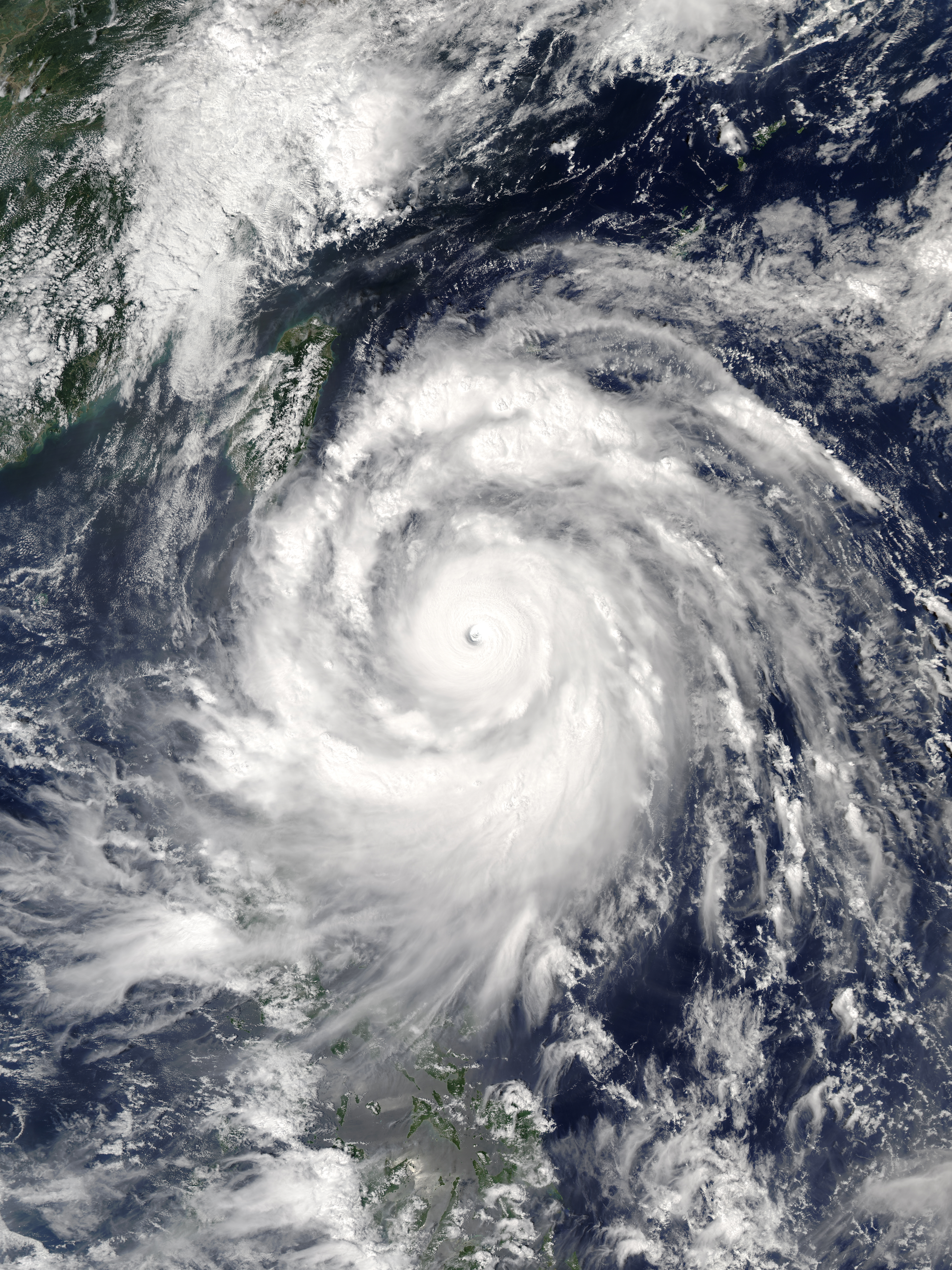
Taifunul Meranti

- 4–5 septembrie: Summitul G20 din China: Președintele chinez Xi Jinping susține că G20 ar trebui să devină un mecanism de reacție la crizele globale. Barack Obama a vorbit despre acordul privind Siria: "E aproape de a fi finalizat". Liderii Grupului celor mai puternice 20 de economii din lume se reunesc pe 4-5 septembrie în China pentru a discuta pe tema revigorării economiei mondiale, stimularea comerțului, dar vor aborda și o serie de chestiuni majore cu impact la nivel global.[48]
- 6 septembrie: Ursul panda uriaș nu mai este o specie pe cale de dispariție, statutul acestui mamifer a fost schimbat de către IUCN din „pe cale de dispariție” la „vulnerabil” însă creșterea braconajului a dus la scăderea numărului de gorile de est și la plasarea acestei specii pe lista animalelor pe cale de dispariție. Pe Pământ mai există doar 5.000 de gorile de est, considerate cele mai mari primate din lume.[49]
- 7 septembrie: A început cea de-a 15-a ediție  a Jocurilor Paralimpice de vară, care se vor desfășura la Rio de Janeiro între 7-18 septembrie. România va participa cu o delegație de 12 sportivi care vor concura în cadrul a șase sporturi. În clasamentul pe medalii a câștigat o singură medalie de bronz, situându-se pe locul 76. Pe primul loc, China cu un total de 239 medalii.
- 8 septembrie: NASA lansează sonda OSIRIS-REx spre asteroidul 101955 Bennu. Sosirea la destinație va avea loc în 2021.
- 13 septembrie: Are loc vizita președintelui francez, François Hollande, în România.
- 13–14 septembrie: Sud-estul insulei Taiwan a fost puternic afectat de trecerea taifunului Meranti, cea mai puternică furtună tropicală din anul acesta, care a lăsat fără curent 180.000 de case. În jurul orei 02:15 GMT, supertaifunul se afla la 30 kilometri S-V de Hengchun, punctul sudic al insulei însoțit de rafale de vânt de 263 km/h. Miercuri dimineața, stația meteo de la Hengchun a înregistrat cele mai puternice vânturi din istorie, potrivit Agenției meteorologice centrale din Taiwan.[50]

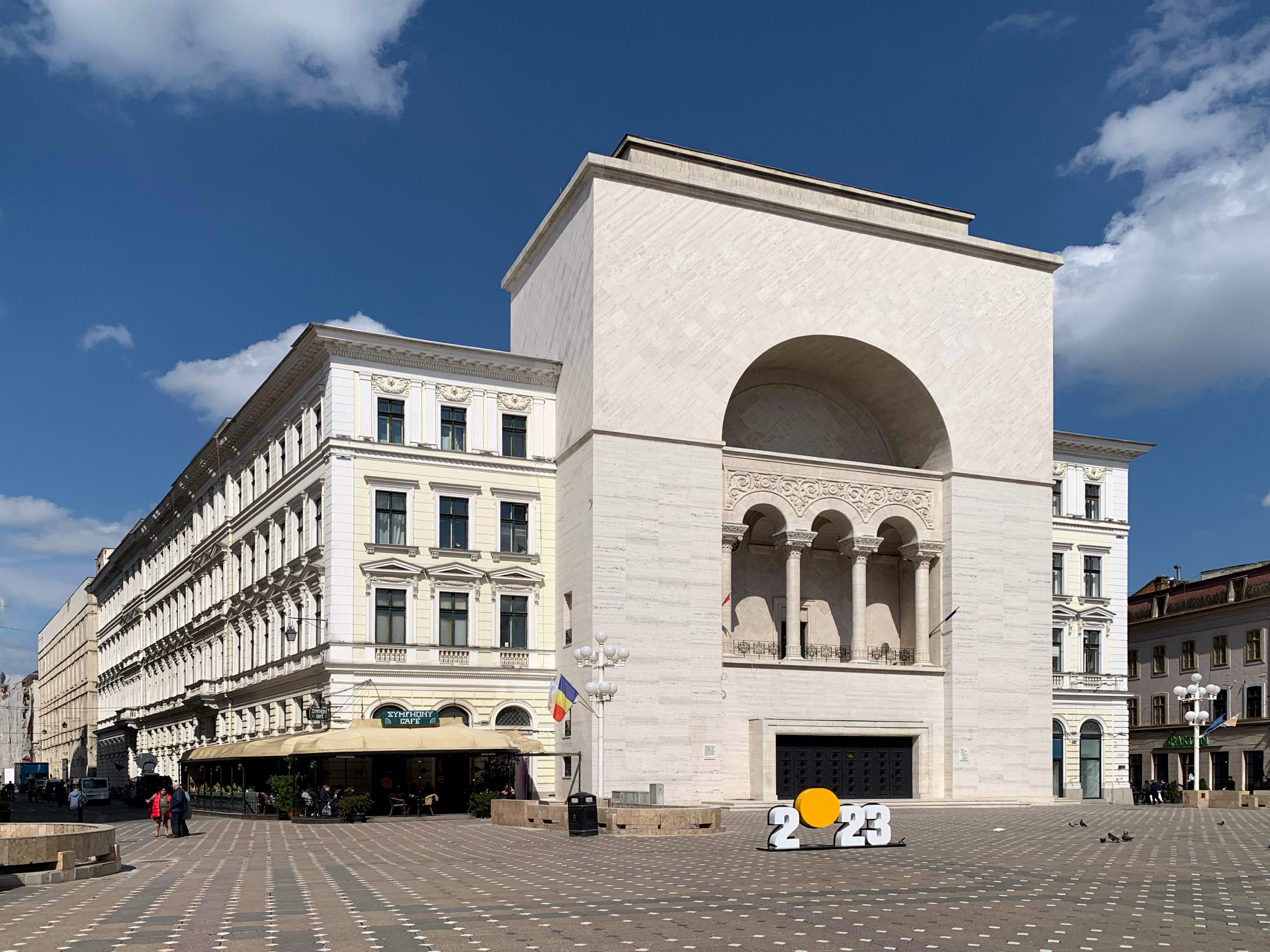
Timișoara, Capitală Europeană a Culturii 2023

- Timișoara, Capitală Europeană a Culturii 202316 septembrie: Timișoara este desemnată Capitală Europeană a Culturii pentru anul 2023, din partea României.
- 16 septembrie: Liderii statelor membre ale Uniunii Europene fără Marea Britanie s-au reunit vineri la Bratislava, în cadrul unui summit informal al Consiliului European, pentru a discuta despre perspectivele UE după decizia Londrei de părăsire a Blocului comunitar.
- 18 septembrie: Au loc alegeri parlamentare în Rusia, pentru 450 locuri în Duma de Stat (camera inferioară a Parlamentului). Partidul Rusia Unită (conservator, centru-dreapta) a obținut, conform acestor rezultate preliminare, 54,2% din voturi, fiind urmat de Partidul Comunist (CPRF, extremă-stânga) care a obținut 13,5% din voturi și de Partidul Liberal-Democrat de extremă-dreaptă, cu 13,3% din voturi. Potrivit Comisiei Electorale Centrale, formațiunea Rusia Dreaptă (extremă-stânga) a obținut 6,2% din voturi.

### Octombrie

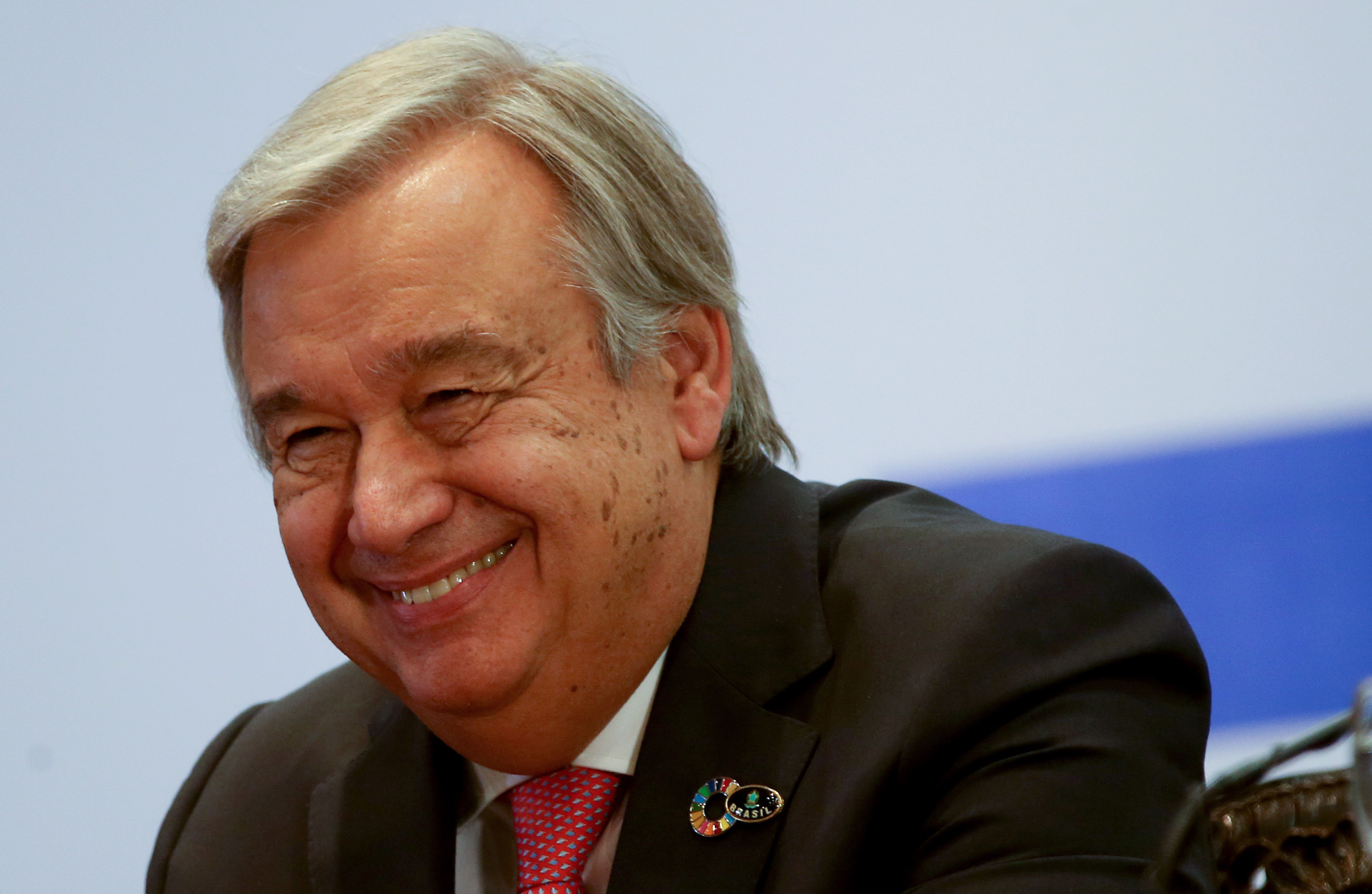
13 octombrie: Antonio Manuel de Oliveira Guterres este ales în funcția de Secretar general al Națiunilor Unite.

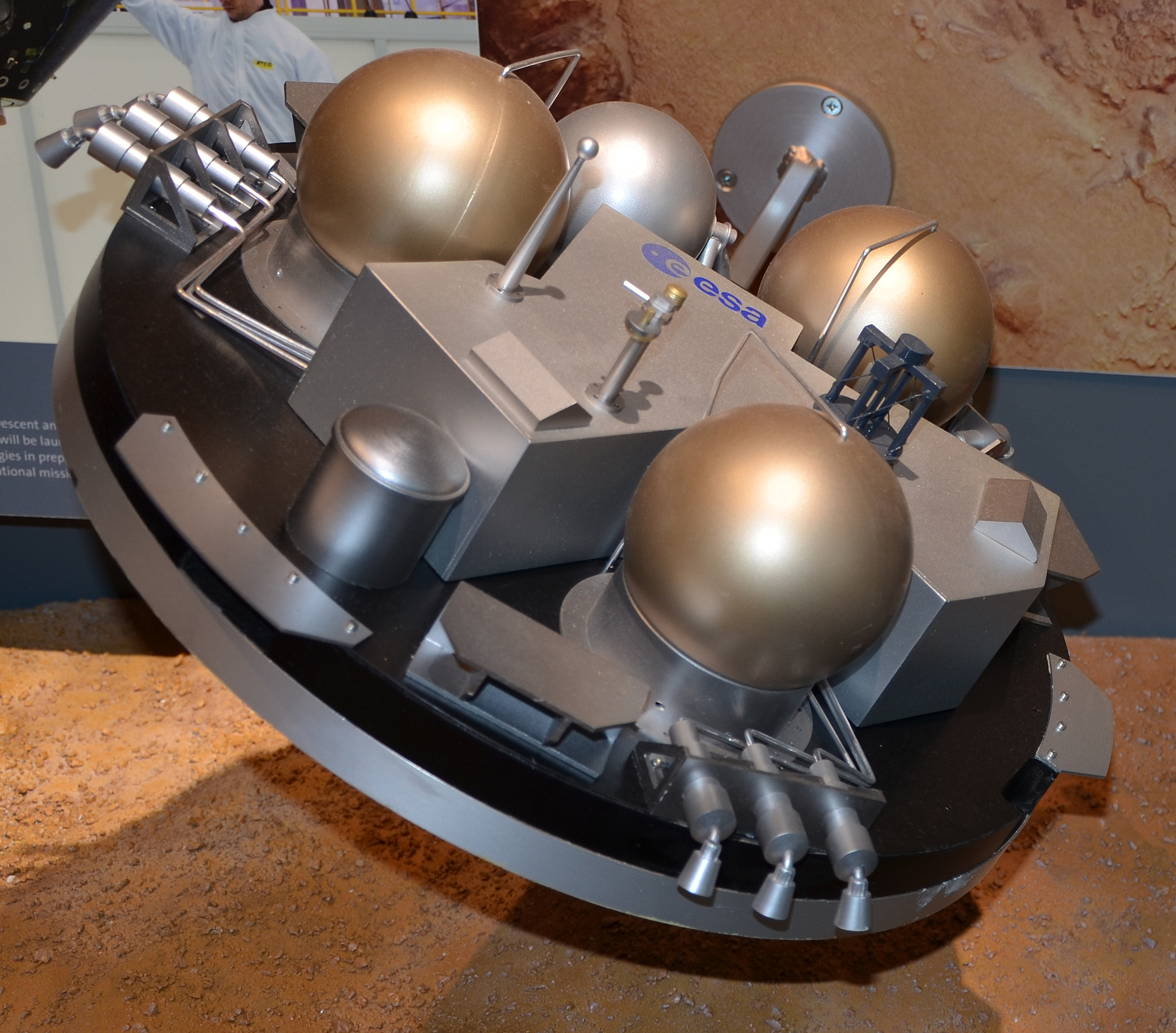
16 octombrie: Sonda spatială europeană Schiaparelli, care cântărește 557 de kilograme s-a separat cu succes de nava mama și este pe cale de a intra în atmosfera planetei Marte. În imagine macheta sondei Schiaparelli

- 5 octombrie: Uraganul Matthew a făcut prăpăd în Caraibe. Cea mai puternică furtună care lovește zona în ultimul deceniu a lăsat în urmă cel puțin 11 morți și a provocat distrugeri importante în Haiti și Republica Dominicană. Uraganul Matthew a adus rafale de vânt de 230 km pe oră, ploi abundente și valuri înalte.
- 9 octombrie: Alina Gorghiu a fost validată în funcția de președinte unic al PNL, în urma demisiei lui Vasile Blaga. Decizia a fost luată de Consiliul Național al PNL.[51]
- 13 octombrie: Antonio Manuel de Oliveira Guterres este ales în funcția de Secretar general al Națiunilor Unite.
- 13 octombrie: Guvernul României a aprobat o ordonanță privind achiziționarea operei lui Brâncuși Cumințenia pământului. În urma campaniei de subscripție publică s-a strâns peste un milion de euro din donații, iar guvernul va completa suma până la 11 milioane de euro pentru achiziționarea operei.[52]
- 16 octombrie: Logo-ul orașului București pentru Campionatul European de Fotbal din 2020 a fost lansat la Arena Națională. București se adaugă celor 12 orașe care vor găzdui turneul european.
- 16 octombrie: Sonda spațială europeană Schiaparelli, care cântărește 557 de kilograme s-a separat cu succes de nava mama și este pe cale de a intra în atmosfera planetei Marte. Misiunea sondei este de a studia, timp de câțiva ani, comportamentul componentelor atmosferice ale planetei și posibilele forme de viață.[53]
- 20 octombrie: Oamenii de știință de la muzeul australian Age of Dinosaurs au anunțat descoperirea unei noi specii de dinozaur, Savannasaurus, un ierbivor cu un corp cât jumătate de teren de baschet. Fosilele sale au fost descoperite în Australia, în vestul statului Queensland.[54]
- 21 octombrie: Sonda europeană Schiaparelli s-a zdrobit de suprafața planetei Marte. Agenția Spațială Europeană, care nu mai primise nici un semnal de două zile, a aflat vestea după ce a analizat o fotografie realizată de sonda americană MRO, care orbitează în jurul planetei Marte.[55]
- 24 octombrie: Franța: A început evacuarea imigranților din tabăra de la Calais. Autoritățile franceze așteaptă 60 de autobuze cu 50 de imigranți fiecare, să plece din tabără și pe 25 octombrie încă 45 de autobuze, iar pe 26 octombrie mai mult de 40 autobuze.
- 30 octombrie: Alegeri prezidențiale în R. Moldova: În primul tur, candidatul Partidulului Socialiștilor din Republica Moldova, Igor Dodon a obținut 48,22% din voturile cetățenilor, locul doi fiind ocupat de candidata Partidului Acțiune și Solidaritate, Maia Sandu, care a obținut 38,43% din voturi. Prezența la vot a fost de 49,03%.

### Noiembrie
- 5 noiembrie: Are loc cel mai grav accident rutier produs pe Autostrada Soarelui, care a implicat 20 de mașini și s-a soldat cu 4 morți și peste 50 de răniți.[56]
- 6 noiembrie: S-a anunțat descoperirea de către arheologi prahoveni în comuna Ariceștii Rahtivani a unui mormânt vechi de peste 5.000 de ani constituit sub forma unei gropi colective în care se află scheletele a patru indivizi.
- 8 noiembrie: Au loc alegeri prezidențiale în Statele Unite ale Americii. Cu toate că a pierdut la un scor strâns la votul popular, Donald Trump, candidatul republican, câștigă alegerile învingând-o pe Hillary Clinton, candidatul democrat. Este a cincea oară în istoria Statelor Unite când candidatul câștigător pierde votul popular; ultima astfel de înfrângere a avut loc în 2000.[57]
- 13 noiembrie: Igor Dodon (Partidul Socialiștilor) este ales președinte al Republicii Moldova cu 52,18% din voturile exprimate, la cel de-al doilea tur de scrutin al alegerilor prezidențiale, în timp ce candidata proeuropeană Maia Sandu (Partidul Acțiune și Solidaritate) a reușit să obțină 47,82% din sufragii.
- 28 noiembrie: Aeronava British Aerospace BA-146 (zborul 2933) a companiei aeriene boliviene LaMia (Línea Aérea Mérida Internacional de Aviación), la bordul căreia se aflau 77 de persoane - 9 membri ai echipajului și 68 de pasageri, inclusiv 22 de jucători ai echipei de fotbal braziliene Chapecoense, s-a prăbușit într-o zonă muntoasă în timp ce se apropia de aeroportul din Medellín. 6 supraviețuitori.

### Decembrie

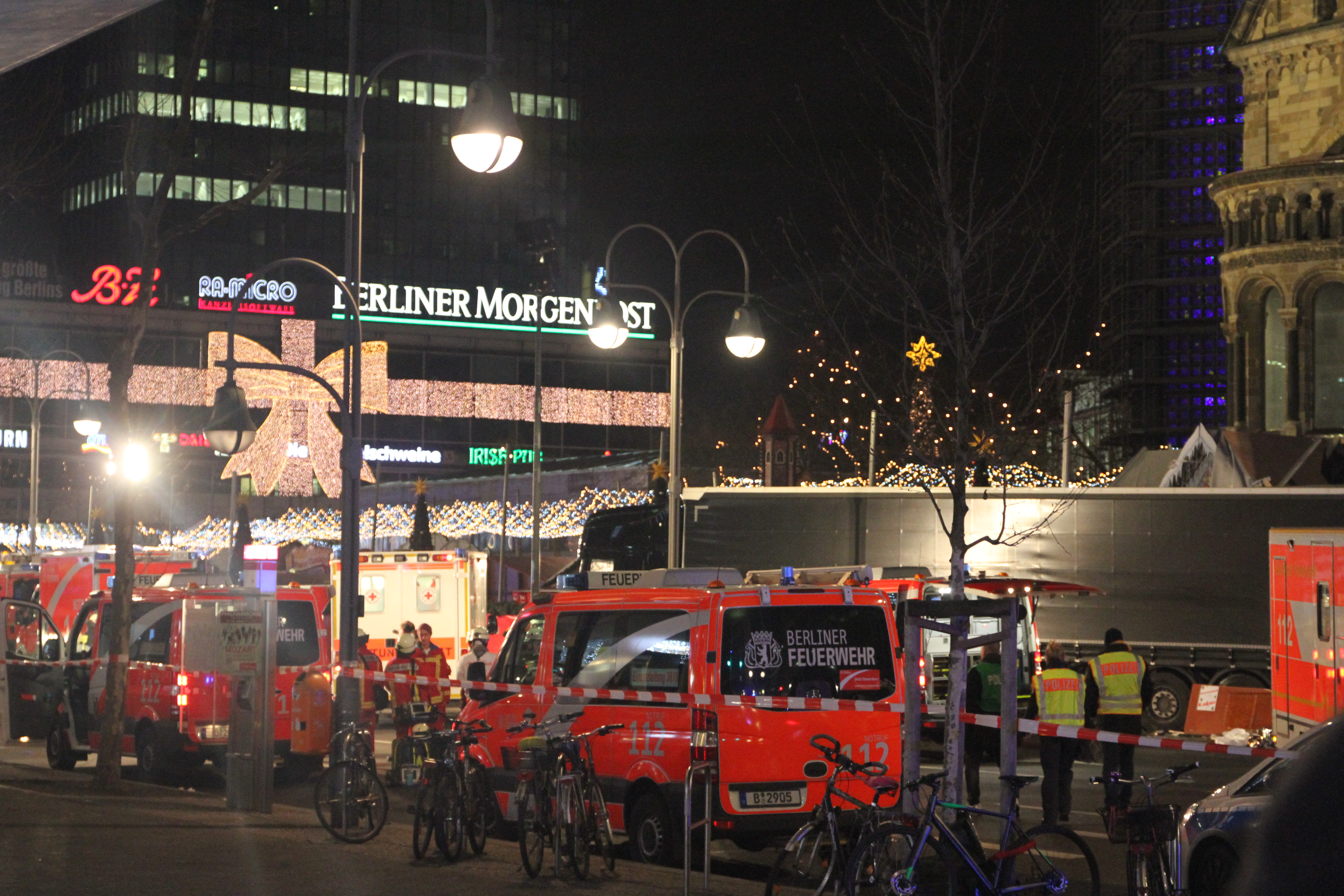
19 decembrie: Atentatul din Berlin. În imagine camionul implicat este înconjurat de vehicule de urgență.

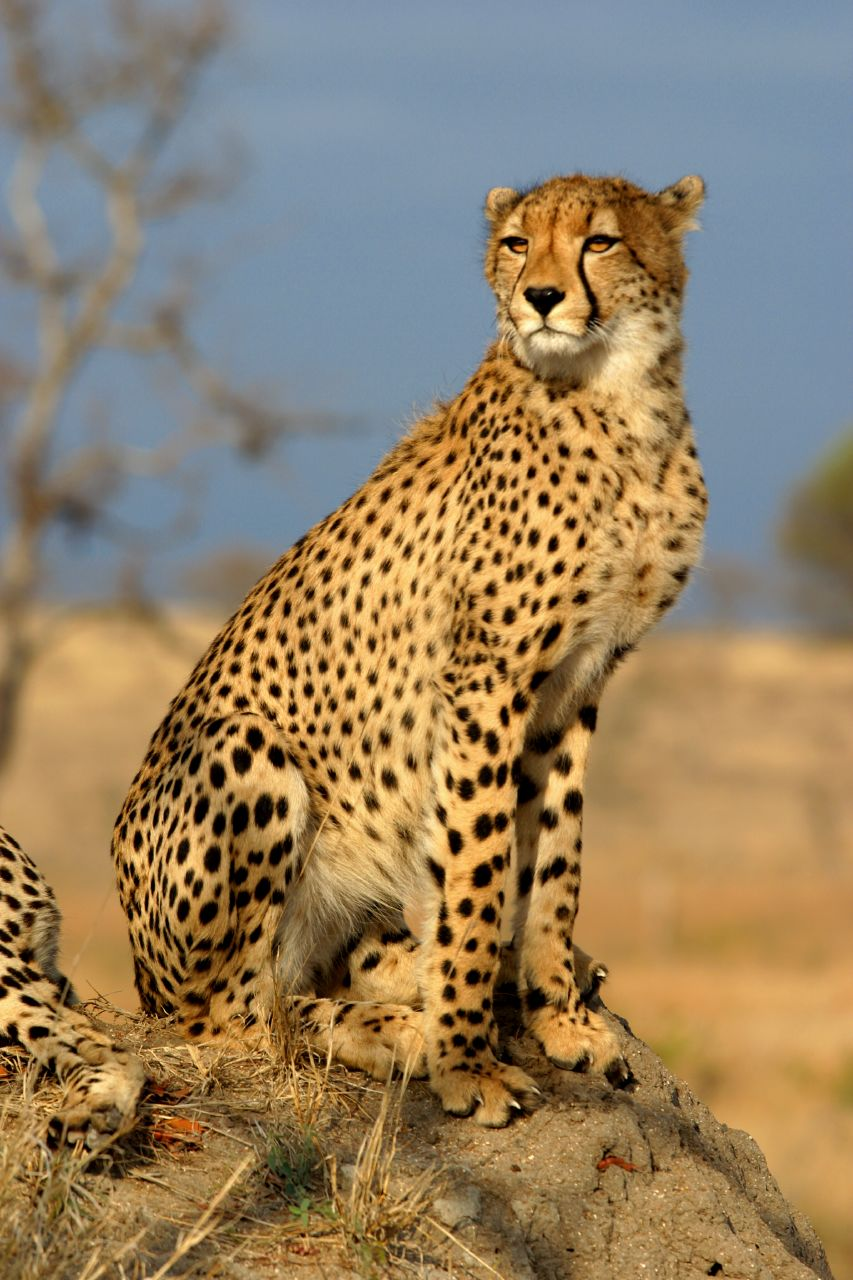
27 decembrie: Ghepardul (foto) se confruntă cu extincția după ce s-a descoperit că numai 7.100 exemplare mai trăiesc în sălbăticie, ca urmare a unei distrugeri bruște a numărului populației.

- 1 decembrie: În urma decesului regelui Bhumibol Adulyadej, fiul său Maha Vajiralongkorn Bodindradebayavarangkun este proclamat rege al Thailandei.
- 9 decembrie: Parlamentul sud-coreean a votat destituirea președintei Park Geun-hye. Moțiunea de destituire a fost aprobată de deputați cu 234 de voturi pentru și 56 împotrivă, cu mult peste majoritatea de 200 de voturi necesară.
- 10 decembrie: Explozii puternice în centrul orașului turc Istanbul, în apropierea stadionului Beșiktaș, soldate cu 38 de morți și 166 de răniți.[58]
- 11 decembrie: Alegeri legislative în România. Viitorul legislativ va avea 465 de parlamentari în următoarea configurație: 329 deputați și 136 senatori (BEC).
- 19 decembrie: Ambasadorul Federației Ruse în Turcia, Andrei Karlov, a fost asasinat de un ofițer de poliție infiltrat în locul unde ambasadorul rus participa la o expoziție în cadrul Galeriei de Artă Contemporană, în Ankara. Alte trei persoane au fost rănite.
- 19 decembrie: Al doilea atentat al zilei s-a produs la un târg de Crăciun din Berlin, unde un camion cu numere din Polonia a pătruns pe esplanadă, intrând în mulțime. 12 persoane au decedat, iar peste 50 au fost accidentați grav.
- 19 decembrie: Al treilea atentat al zilei a avut loc la Centrul Islamic din Zürich, Elveția unde o persoană, presupus a fi cetățean elvețian de 27 ani, a deschis focul, rănind grav trei bărbați, cu vârste cuprinse între 30 și 56 de ani.
- 25 decembrie: Un avion rusesc TU-154 având 92 persoane la bord, dintre care 8 membri ai echipajului, s-a prăbușit în Marea Neagră. Niciun supraviețuitor.
- 25 decembrie: Un cutremur cu magnitudinea de 7,7 grade Richter s-a produs în apropiere de extremitatea sudică a Insulei Chiloé, într-o zonă puțin populată, la 1300 km de Santiago de Chile, epicentrul fiind la 47 km adâncime.
- 27 decembrie: Ghepardul se confruntă cu extincția după ce s-a descoperit că numai 7.100 exemplare mai trăiesc în sălbăticie, ca urmare a unei distrugeri bruște a numărului populației.[59]
- 27 decembrie: Președintele Klaus Iohannis a respins propunerea lui Liviu Dragnea ca Sevil Shhaideh să fie premier și a cerut coaliției PSD - ALDE să facă o nouă nominalizare.
- 28 decembrie: Cutremur în Vrancea de 5,3 grade Richter, resimțit în România, Ucraina, R. Moldova, Bulgaria și Turcia.
- 28 decembrie: România: O nouă nominalizare pentru funcția de prim-ministru, de data aceasta a PSD, în persoana lui Sorin-Mihai Grindeanu.
- 29 decembrie: China a inaugurat un pod situat la 565 metri deasupra râului Nizhu și face legătura între provinciile Yunnan și Guizhou din sudul țării.
- 30 decembrie: Președintele României, Klaus Iohannis, îl desemnează pentru a forma un nou guvern pe Sorin-Mihai Grindeanu.[60]

## Nașteri
- 5 februarie: Jigme Namgyel Wangchuck, prinț buthanez, primul fiu al regelui Jigme Khesar Namgyel Wangchuck
- 2 martie: Oscar, Duce de Skåne, prinț suedez, fiul cel mic al Prințesei Moștenitoare Victoria a Suediei
- 19 aprilie: Alexander, Duce de Södermanland, prinț suedez, fiul Prințului Carl Philip, Duce de Värmland

## Decese

### Ianuarie
- 2 ianuarie: George Alexandru, 58 ani, actor român (n. 1957)
- 2 ianuarie: Constantin Anton, 84 ani, profesor, autor și politician  din România (n. 1931)
- 3 ianuarie: Peter Naur, 88 ani, informatician danez (n. 1928)
- 4 ianuarie: Michel Galabru, 93 ani, actor francez (n. 1922)
- 5 ianuarie: Pierre Boulez, 90 ani, compozitor și dirijor francez (n. 1925)
- 5 ianuarie: Vándor Kálmán Jr., 93 ani, jurnalist și textier maghiar (n. 1922)
- 5 ianuarie: Anatoli Roșcin, 83 ani, luptător sovietic (n. 1932)
- 6 ianuarie: Silvana Pampanini, 90 ani, actriță, regizoare și cântăreață italiană (n. 1925)
- 7 ianuarie: Cristian Moisescu, 68 ani, primar al Aradului (1992-1996), (n. 1946)
- 9 ianuarie: Maria Teresa de Filippis, 89 ani, prima femeie italiană, pilot auto de Formula 1 (n. 1926)
- 9 ianuarie: Angus Scrimm, 89 ani, actor și autor american (n. 1926)
- 9 ianuarie: Luminița State (n. Luminița Doina Radu), 67 ani, matematiciană română (n. 1948)
- 9 ianuarie: Helmut Stürmer, 79 ani, artist german (n. 1942)
- 9 ianuarie: Helmut Stürmer, scenograf german (n. 1942)
- 10 ianuarie: David Bowie (n. David Robert Jones), 69 ani, cântăreț, compozitor și producător britanic (n. 1947)
- 10 ianuarie: Teofil Codreanu, 74 ani, fotbalist român (n. 1941)
- 11 ianuarie: Sylvan Barnet, 89 ani, critic literar american (n. 1926)
- 12 ianuarie: Ionel Bandrabur, 93 ani, poet și prozator român (n. 1922)
- 12 ianuarie: Ruth Leuwerik, 91 ani, actriță germană (n. 1924)
- 12 ianuarie: Melania Ursu, 75 ani, actriță română (n. 1940)
- 13 ianuarie: Sorin Stănescu, 91 ani, medic psihiatru și radiolog român (n. 1924)
- 14 ianuarie: Alan Rickman, 69 ani, actor britanic (n. 1946)
- 16 ianuarie: Theodor Danetti, 89 ani, actor român (n. 1926)
- 17 ianuarie: Ion Panțuru, 81 ani, sportiv român (bob), (n. 1934)
- 18 ianuarie: Glenn Frey, 67 ani, cântăreț, compozitor, actor și membru fondator al formației rock Eagles (n. 1948)
- 18 ianuarie: Mike MacDowel, 83 ani, pilot britanic de Formula 1 (n. 1932)
- 18 ianuarie: Thrisadee Sahawong, 35 ani, actor thailandez (n. 1980)
- 18 ianuarie: Michel Tournier, 91 ani, scriitor francez (n. 1924)
- 18 ianuarie: Tridsadee Sahawong, actor thailandez (n. 1980)
- 19 ianuarie: Ettore Scola, 84 ani, regizor și scenarist italian (n. 1931)
- 20 ianuarie: Ioana Citta Baciu, 80 ani, actriță română (n. 1936)
- 20 ianuarie: Edmonde Charles-Roux, 95 ani, scriitoare franceză (n. 1920)
- 20 ianuarie: Brian Key, 68 ani, om politic britanic (n. 1947)
- 22 ianuarie: Constantin Mihail, 70 ani, antrenor român (atletism), (n. 1945)
- 22 ianuarie: Miloslav Ransdorf, 62 ani, om politic ceh (n. 1953)
- 23 ianuarie: Žuži Jelinek, 95 ani, stilistă de modă, designer și scriitoare maghiară (n. 1920)
- 23 ianuarie: Elisabeta Polihroniade, 80 ani, sportivă română (șah), (n. 1935)
- 24 ianuarie: Fredrik Barth, 87 ani, antropolog și sociolog norvegian (n. 1928)
- 24 ianuarie: Marvin Minsky, 88 ani, expert american în științe cognitive din domeniul inteligenței artificiale (n. 1927)
- 26 ianuarie: Black (n. Colin Vearncombe), 53 ani, cântăreț și compozitor englez (n. 1962)
- 26 ianuarie: Aurora Dumitrescu, 83 ani, profesoară română (n. 1932)
- 26 ianuarie: Abe Vigoda, 94 ani, actor american (n. 1921)
- 27 ianuarie: Elena Negreanu, 97 ani, regizoare și actriță română (n. 1918)
- 28 ianuarie: Signe Toly Anderson, 74 ani, cântăreață americană (Jefferson Airplane), (n. 1941)
- 28 ianuarie: Paul Kantner (Paul Lorin Kantner), 74 ani, muzician american (Jefferson Airplane), (n. 1941)
- 28 ianuarie: George Kennedy, actor american (n. 1925)
- 28 ianuarie: Signe Anderson, cântăreață americană (n. 1941)
- 29 ianuarie: Jacques Rivette, 87 ani, scenarist, regizor și critic francez de film (n. 1928)
- 30 ianuarie: Frank Finlay, 89 ani, actor britanic de teatru, film și televiziune (n. 1926)
- 31 ianuarie: Miron Chichișan, 70 ani, deputat român (1992 și 1996-2000), (n. 1945)
- 31 ianuarie: Nina Stănculescu, 87 ani, scriitoare română (n 1928)

### Februarie
- 1 februarie: Gheorghe Stepanov, 95 ani,  om politic și de stat sovietic moldovean, care a deținut funcția de prim-vicepreședinte al Consiliului de Miniștri al RSS Moldovenești între 1980 și 1985 (n. 1920)
- 2 februarie: Intizar Hussain, 90 ani, scriitor pakistanez de limbă urdu (n. 1923)
- 3 februarie: Joe Alaskey, 63 ani, actor american de film și televiziune (n. 1952)
- 3 februarie: Yasuo Takamori, 81 ani, fotbalist japonez (n. 1934)
- 4 februarie: Edgar Mitchell, 90 ani, astronaut american (Apollo 14), (n. 1930)
- 7 februarie: Konstantin Despotopoulos, 102 ani, academician și filosof grec (n. 1913)
- 9 februarie: Alexandru Vulpe, 84 ani, istoric și arheolog român, membru corespondent al Academiei Române (n. 1931)
- 10 februarie: Stan Gheorghiu, 66 ani, fotbalist (portar) și antrenor român (n. 1949)
- 12 februarie: Xymena Zaniewska-Chwedczuk, 88 ani, arhitectă poloneză (n. 1927)
- 13 februarie: Antonin Scalia, 79 ani, judecător al Curții Supreme a SUA (n. 1936)
- 15 februarie: Dan Mihăilescu, 86 ani, publicist, psiholog și estetician român (n. 1929)
- 16 februarie: Boutros Boutros-Ghali, 93 ani, politician egiptean, Secretar General al Națiunilor Unite (1992-1996), (n. 1922)
- 16 februarie: Mircea Costache, 75 ani, handbalist și profesor român (n. 1940)
- 16 februarie: Horia Pătrașcu, 77 ani, scenarist și critic de film român (n. 1938)
- 17 februarie: Gelu Barbu, 83 ani, dansator și coregraf român de etnie spaniolă (n. 1932)
- 17 februarie: Andrzej Żuławski, 75 ani, regizor de film, scenarist și scriitor polonez (n. 1940)
- 17 februarie: Gheorghe Oprea, politician român (n. 1927)
- 18 februarie: George Kennedy (George Harris Kennedy, Jr.), actor american (n. 1925)
- 18 februarie: Pantelis Pantelidis, 32 ani, cântăreț și compozitor grec (n. 1983)
- 19 februarie: Umberto Eco, 84 ani, scriitor (Il nome della rosa) și filosof italian (n. 1932)
- 19 februarie: Harper Lee, 89 ani, scriitoare americană (n. 1926)
- 19 februarie: Samuel Willenberg, 93 ani, luptător voluntar în Armata Poloneză, în timpul invadării Poloniei din 1939 (n. 1923)
- 21 februarie: Pascal Bentoiu, 88 ani, compozitor și muzicolog român (n. 1927)
- 25 februarie: Sultana Maitec, 87 ani, pictoriță și graficiană română (n. 1928)
- 27 februarie: Iuri Hatminski, 83 ani, medic oftalmolog rus (n. 1932)

### Martie
- 2 martie: Janusz Bolonek, 77 ani, arhiepiscop polonez romano-catolic (n. 1938)
- 2 martie: Prințul Johann Georg de Hohenzollern, 83 ani (n. 1932)
- 3 martie: György Tokay, 76 ani, deputat român de etnie maghiară (1990-2004), ministru delegat pentru minoritățile naționale (1996-1999), (n. 1939)
- 3 martie: Gheorghe Tokay, politician, diplomat, jurnalist și avocat român (n. 1939)
- 4 martie: Sergiu Macarie, 95 ani, deputat român (1996-2000), (n. 1920)
- 5 martie: John Evans, 85 ani, om politic britanic, membru al Parlamentului European (n. 1930)
- 5 martie: Nikolaus Harnoncourt, 86 ani, dirijor și violoncelist austriac (n. 1929)
- 5 martie: Valerian Revenco, 76 ani, om politic din R. Moldova (n. 1939)
- 6 martie: Nancy Reagan, 94 ani, Prima Doamnă a Statelor Unite, soția președintelui Statelor Unite, Ronald Reagan (n. 1921)
- 8 martie: Chiriac Bucur, 83 ani, scriitor și diplomat român (n. 1932)
- 8 martie: John Evans, 85 ani, politician britanic (n. 1930)
- 8 martie: George Martin, 90 ani, producător, compozitor, aranjor, inginer sunet și muzician britanic (The Beatles) (n. 1926)
- 8 martie: Sorin Toma, 101 ani, ziarist român de etnie evreiască (n. 1914)
- 8 martie: John Evans, politician britanic (n. 1930)
- 10 martie: Keith Emerson, 71 ani, muzician britanic (Emerson, Lake and Palmer), (n. 1944)
- 11 martie: Iolanda Balaș, 79 ani, sportivă română (atletism), (n. 1936)
- 11 martie: Magda Draser-Haberpursch, 86 ani, handbalistă română de etnie germană (n. 1930)
- 12 martie: Lloyd S. Shapley, 92 ani, matematician și economist american, laureat al Premiului Nobel (2012), (n. 1923)
- 12 martie: Gavriil Volkov, 95 ani, general rus (KGB), (n. 1920)
- 13 martie: Adrienne Corri, 85 ani, actriță și eseistă britanică (n. 1930)
- 13 martie: Hilary Putnam, 89 ani, filosof american (n. 1926)
- 14 martie: Geoffrey Hartman, 86 ani, teoretician literar american de etnie germană (n. 1929)
- 14 martie: Eva Lendvay, 80 ani, traducătoare română de etnie maghiară (n. 1935)
- 14 martie: Jaime Valdivielso de Cué, 76 ani, politician spaniol (n. 1940)
- 16 martie: Georges Tarabichi, 77 ani, scriitor și traducător sirian (n. 1939)
- 17 martie: Meir Dagan, 71 ani, militar israelian originar din Rusia (n. 1945)
- 17 martie: Larry Drake, 67 ani, actor american (n. 1950)
- 17 martie: Marian Kociniak, 80 ani, actor și comedian de film, televiziune, actor de voce și de radio (n. 1936)
- 17 martie: Solomon Marcus, 91 ani, matematician român de etnie evreiască (n. 1925)
- 18 martie: Șerban Iliescu, 60 ani, lingvist și jurnalist român (n. 1956)
- 18 martie: Guido Westerwelle, 54 ani, politician liberal german, ministru federal de externe (2009-2013), (n. 1961)
- 22 martie: Phife Dawg, 45 ani, rapper american și membru al grupului A Tribe Called Quest cu Q-Tip și Ali Shaheed Muhammad (n. 1970)
- 22 martie: Vladimir Țincler, 79 ani, fotbalist (atacant) și antrenor din R. Moldova de etnie evreiască (n. 1937)
- 24 martie: Margaret Blye, 73 ani, actriță americană (n. 1942)
- 24 martie: Mariana Caluschi, 69 ani, psiholog român (n. 1946)
- 24 martie: Roger Cicero, 45 ani, cântăreț german de jazz (n. 1970)
- 24 martie: Johan Cruyff (n. Hendrik Johannes Cruijff), 68 ani, fotbalist (atacant) și antrenor neerlandez (n. 1947)
- 24 martie: Claude-Henri Rocquet, 82 ani, scriitor francez (n. 1933)
- 24 martie: Garry Shandling, 66 ani, actor de film, TV și voce american de etnie evreiască (n. 1949)
- 25 martie: Imre Pozsgay, 82 ani, comunist maghiar (n. 1933)
- 25 martie: Jishnu Raghavan, 36 ani, actor indian care a apărut predominant în filme malayalam (n. 1979)
- 26 martie: Radu Mareș, 75 ani, scriitor român (n. 1941)
- 27 martie: Mihail Coculescu, 72 ani, medic endocrinolog român, membru corespondent al Academiei Române (n. 1943)
- 27 martie: Alain Decaux, 90 ani, istoric francez (n. 1925)
- 28 martie: Petru Mocanu, 84 ani, matematician român (n. 1931)
- 29 martie: Albert K. Bender, 81 ani, autor și ufolog american (n. 1921)
- 30 martie: Marianne Krencsey, 84 ani, actriță maghiară (n. 1931)
- 30 martie: Mihai Lugojanu, 84 ani, deputat român (1990-1992), (n. 1931)
- 30 martie: Aristotel Stamatoiu, 86 ani, șeful DSS din România (1984-1989), (n. 1929)
- 31 martie: Hans-Dietrich Genscher, 89 ani, om politic german, ministru de interne (1969-1974) și externe (1974-1992) al Germaniei (n. 1927)
- 31 martie: Zaha Hadid, 65 ani, arhitectă britanică de etnie irakiană (n. 1950)
- 31 martie: Imre Kertész, 86 ani, scriitor, romancier, jurnalist, traducător maghiar de religie mozaică, laureat al Premiului Nobel (2002), (n. 1929)
- 31 martie: Bertil Roos, 72 ani, pilot suedez de Formula 1 (n. 1943)
- 31 martie: Gheorghe Vrabie, 77 ani, artist plastic din R. Moldova (n. 1939)
- 31 martie: Douglas Wilmer, 96 ani, actor englez (n. 1920)
- 31 martie: Gheorghe Vrabie, artist plastic moldovean (n. 1939)

### Aprilie
- 3 aprilie: Cesare Maldini, 84 ani, fotbalist și antrenor italian (n. 1932)
- 5 aprilie: Cornel Patrichi, 72 ani, balerin, coregraf și actor român (n. 1944)
- 7 aprilie: Tiberiu Cunia, 89 ani, lingvist și scriitor de etnie aromână (n. 1926)
- 7 aprilie: Fane Spoitoru, 56 ani, om de afaceri de etnie romă (n. 1959)
- 8 aprilie: Mircea Albulescu (n. Iorgu Constantin V. Albulescu), 81 ani, actor și scriitor român (n. 1934)
- 8 aprilie: Anatol Ciobanu, 81 ani, lingvist din R. Moldova (n. 1934)
- 12 aprilie: Arnold Wesker, 83 ani, dramaturg englez (n. 1932)
- 13 aprilie: Márton Balázs, 86 ani, matematician maghiar (n. 1929)
- 13 aprilie: Nicolas Mateesco-Matte, 102 ani, jurist canadian de origine română, membru de onoare al Academiei Române (din 1993) (n. 1913)
- 17 aprilie: Doris Roberts, 91 ani, actriță americană de film, teatru și TV (n. 1925)
- 18 aprilie: William Campbell, 75 ani, președintele Consiliului de Administrație și fost CEO al Intuit Inc. SUA (n. 1940)
- 18 aprilie: Aleah Liane Stanbridge, 39 ani, compozitoare și cântăreață sud-africană de muzică rock și heavy metal (n. 1976)
- 19 aprilie: Walter Kohn, 93 ani, chimist american de etnie austriacă, laureat al Premiului Nobel (1998), (n. 1923)
- 20 aprilie: Chyna (n. Joan Marie Laurer), 46 ani, luptătoare profesionistă, culturistă și actriță americană (n. 1969)
- 20 aprilie: Guy Hamilton, 93 ani, regizor britanic (James Bond), (n. 1922)
- 21 aprilie: Valeriu Cotea, 89 ani, oenolog român (n. 1926)
- 21 aprilie: Prince (n. Prince Rogers Nelson), 57 ani, muzician american (n. 1958)
- 25 aprilie: Dumitru Antonescu, 71 ani, fotbalist român (n. 1945)
- 25 aprilie: Nicolae Esinencu, 75 ani, scenarist și scriitor din R. Moldova (n. 1940)
- 25 aprilie: Neculai Rățoi, 77 ani, politician român, primar al municipiului Pașcani (1981-2008), (n. 1939)
- 27 aprilie: Viktor Gavrikov, 58 ani,  jucător de șah (mare maestru) sovietic, ulterior elvețian (n. 1957)
- 29 aprilie: Gianu Bucurescu, 81 ani, general român în cadrul DSS (n. 1934)
- 29 aprilie: Mihai Coșcodan, 75 ani, politician din R. Moldova (n. 1940)
- 30 aprilie: Pilar de Vicente-Gella, 74 ani, scriitoare și balerină spaniolă (n. 1942)
- 30 aprilie: Harold Kroto, 76 ani, chimist britanic, laureat al Premiului Nobel (1996), (n. 1939)

### Mai
- 1 mai: Madeleine Lebeau (n. Marie Madeleine Berthe Lebeau), 92 ani, actriță franceză (n. 1923)
- 2 mai: Afeni Shakur, 69 ani, activistă și femeie de afaceri americană (n. 1947)\
- 3 mai: Jadranka Stojaković, 65 ani, cântăreață și compozitoare bosniacă (n. 1950)
- 4 mai: Rita Renoir, 79 ani, actriță franceză de film și teatru (n. 1938)
- 4 mai: Adlan Varaev, 54 ani, luptător sovietic (n. 1962)
- 5 mai: Isao Tomita, 84 ani, compozitor japonez de muzică electronică (n. 1932)
- 6 mai: Patrick Claude Ekeng, 26 ani, fotbalist camerunez (n. 1990)
- 6 mai: Margot Honecker (n. Margot Feist), 89 ani, politiciană comunistă germană (n. 1927)
- 7 mai: John Krish, 92 ani, regizor și scenarist britanic de film (n. 1923)
- 12 mai: Prințul Alexandru al Iugoslaviei, 91 ani (n. 1924)
- 12 mai: Iziaslav Ceaikovski, 77 ani, fizician, teoretician și profesor sovietic, moldovean și israelian (n. 1939)
- 13 mai: Doina Florica Ignat, 77 ani, senator român (1992-1996), (n. 1938)
- 14 mai: Neculai Alexandru Ursu, 89 ani, lingvist, filolog, editor și istoric literar român (n. 1926)
- 15 mai: André Brahic, 73 ani, astrofizician francez (n. 1942)
- 17 mai: Alexandru Lăpușan, 61 ani, om politic român, ministru al agriculturii (n. 1955)
- 18 mai: Ian Watkin, 76 ani, actor din Noua Zeelandă cunoscut pentru filmele Braindead și Sleeping Dogs (n. 1940)
- 19 mai: Marco Pannella, 86 ani, om politic italian, membru al Parlamentului European (1999-2004), (n. 1930)
- 19 mai: Alan Young, 96 ani, actor, prezentator și comedian britanic (n. 1919)
- 20 mai: Pavel Cojuhari, 88 ani, om de stat sovietic născut în R. Moldova (n. 1927)
- 20 mai: Vasile Duță, 60 ani, om politic român (n. 1955)
- 20 mai: Bogdan Ulmu (Bogdan Ștefan Ghiță Ulmu), 65 ani, regizor român de teatru (n. 1951)
- 21 mai: Eddie Keizan, 71 ani, pilot sud-african de Formula 1 (n. 1944)
- 22 mai: Dan Condrea, 41 ani, om de afaceri român (n. 1975)
- 22 mai: Ilse Rohnacher, 89 ani, autoare germană (n. 1926)
- 22 mai: Bata Živojinović, 82 ani, actor și politician sârb (n. 1933)
- 25 mai: József Tempfli, 85 ani, episcop romano-catolic român (n. 1931)
- 26 mai: Ted Dumitru (Teodorescu Dumitru), 77 ani, fotbalist (atacant) și antrenor român (n. 1939)
- 28 mai: Anatoli Laiba, 61 ani, geolog și explorator polar sovietic și rus (n. 1954)
- 29 mai: Grigore Obreja, canoist român (n. 1967)
- 30 mai: Andrei Ciontu, 82 ani, inginer și ofițer român  (n. 1933)
- 31 mai: Peter Owen, 89 ani, editor englez (n. 1927)
- 31 mai: Peter Owen, editor britanic (n. 1927)

### Iunie
- 1 iunie: Grigore Obreja, 48 ani, sportiv român (canoe), (n. 1967)
- 2 iunie: Corry Brokken, 83 ani, cântăreață neerlandeză (n. 1932)
- 2 iunie: Lia Rodica Cott, 77 ani, grafician român (n. 1938)
- 3 iunie: Muhammad Ali (n. Cassius Marcellus Clay jr.), 74 ani, pugilist american (n. 1942)
- 3 iunie: Sreten Asanović, 85 ani, autor din Muntenegru (n. 1931)
- 5 iunie: Lucian Gheorghiu, 61 ani, jurnalist român (n. 1955)
- 5 iunie: Eugen Zgardan, 86 ani, medic veterinar moldovean (n. 1929)
- 6 iunie: Mihai Dragolea, 61 ani, scriitor român (n. 1955)
- 8 iunie: Gheorghe Buluță, 69 ani, bibliolog român (n. 1947)
- 8 iunie: Henri Zalis, 84 ani, critic literar, istoric literar, prozator și memorialist român (n. 1932)
- 10 iunie: Nicolae Păsărică, 60 ani, sportiv român (oină), (n. 1955)
- 11 iunie: Sigismund Gram, 82 ani, fotbalist român (portar), (n. 1933)
- 11 iunie: Eugenia Greceanu, 88 ani, arhitectă română (n. 1928)
- 11 iunie: Christina Grimmie (Victoria Christina Grimmie), 22 ani, cântăreață și pianistă americană (n. 1994)
- 13 iunie: Viorel Mihai Ciobanu, 66 ani, jurist și profesor universitar român (n. 1950)
- 13 iunie: Oleg Karavaichuk, 88 ani, pianist și compozitor rus (n. 1927)
- 13 iunie: Ioan-Liviu Negruț, 78 ani, deputat român (1990-1992), (n. 1937)
- 13 iunie: Viorel-Mihai Ciobanu, jurist și profesor universitar român (n. 1950)
- 13 iunie: Oleg Karavaiciuk, compozitor rus (n. 1927)
- 14 iunie: Anatol Dumitraș, 60 ani, cântăreț din R. Moldova (n. 1955)
- 14 iunie: Anatoli Grishin, 76 ani, canoist rus (n. 1939)
- 14 iunie: Ann Morgan Guilbert, 87 ani, actriță și comică americană de televiziune și film (n. 1928)
- 14 iunie: Henry McCullough, 72 ani, chitarist, vocalist și textier irlandez (n. 1943)
- 17 iunie: Wang Sichao, 78 ani, astronom și om de știință chinez (n. 1939)
- 18 iunie: Mircea Chiorean, 83 ani, medic și profesor universitar român, co-fondator SMURD (n. 1933)
- 18 iunie: Nae Cosmescu, 75 ani, regizor român de film, teatru și TV (n. 1940)
- 18 iunie: Vittorio Merloni, 83 ani, antreprenor și industriaș italian (n. 1933)
- 19 iunie: Mihnea Berindei, 68 ani, istoric francez de origine română (n. 1948)
- 19 iunie: Nicolae Bocșan, 68 ani, istoric român (n. 1947)
- 19 iunie: Götz George, 77 ani, actor de film și teatru, german (n. 1938)
- 19 iunie: Victor Atanasie Stănculescu, 88 ani, general și politician român (n. 1928)
- 19 iunie: Anton Yelchin, 27 ani, actor american de film și TV, născut în Rusia (n. 1989)
- 21 iunie: Mihail Lupașcu, 87 ani, botanist din R. Moldova (n. 1928)
- 22 iunie: Andrzej Kondratiuk, 79 ani, regizor de film, scenarist, actor, operator de imagine și cineast polonez (n. 1936)
- 24 iunie: André Guelfi, 97 ani, pilot de Formula 1 (n. 1919)
- 24 iunie: Bernie Worrell, 72 ani, instrumentist și compozitor american (n. 1944)
- 25 iunie: Nicole Courcel, 84 ani, actriță franceză (n. 1931)
- 27 iunie: Bud Spencer (n. Carlo Pedersoli), 86 ani, actor și înotător olimpic italian (n. 1929)
- 27 iunie: Alvin Toffler, 87 ani, scriitor și futurolog american de etnie evreiască (n. 1928)
- 29 iunie: Mircea Vâlcu, 85 ani, senator român (1992-1996), (n. 1930)

### Iulie
- 1 iulie: Ion Ianoși, 88 ani, scriitor și eseist român (n. 1928)
- 2 iulie: Michael Cimino, 77 ani, regizor american de film (n. 1939)
- 2 iulie: Michel Rocard, 86 ani, om politic francez, prim-ministru al Franței (1988-1991), (n. 1930)
- 2 iulie: Elie Wiesel, 87 ani, scriitor și ziarist american de etnie evreiască, laureat al Premiului Nobel (1986), supraviețuitor al Holocaustului, (n. 1928)
- 4 iulie: Abbas Kiarostami, 76 ani, regizor și scenarist iranian (n. 1940)
- 6 iulie: Ștefan Gladin, 63 ani, operator român de film (n. 1952)
- 7 iulie: Laura Mancinelli, 82 ani, scriitoare italiană de literatură pentru copii (n. 1933)
- 10 iulie: Miklós Apáti, scriitor, jurnalist maghiar (n. 1944)
- 11 iulie: Dale Băsescu, 60 ani, actor american de origine română (n. 1956)
- 11 iulie: Jana Thiel, 44 ani, jurnalistă germană (n. 1971)
- 12 iulie: Goran Hadžić, 57 ani, politician sârb (n. 1958)
- 13 iulie: Bernardo Provenzano, 83 ani, mafiot italian (n. 1933)
- 14 iulie: Péter Esterházy, 66 ani, scriitor și publicist maghiar (n. 1950)
- 15 iulie: Petru Soltan, 85 ani, matematician din R. Moldova (n. 1931)
- 19 iulie: Garry Marshall, 82 ani, actor și regizor american (n. 1934)
- 19 iulie: Anthony D. Smith, 76 ani, specialist britanic în naționalism, etnicitate și profesor emerit la London School of Economics (n. 1939)
- 20 iulie: Radu Beligan, 97 ani, actor român, cu o bogată activitate în teatru, film, TV și radio (n. 1918)
- 21 iulie: Adolph Bachmeier, 78 ani, fotbalist american de etnie română (n. 1938)
- 24 iulie: Bergi Vosganian, 89 ani, oenolog armean (n. 1927)
- 25 iulie: Halil İnalcık, 100 ani, istoric turc (n. 1916)
- 25 iulie: Tim LaHaye, 90 ani, preot și scriitor american (n. 1926)
- 26 iulie: Forrest Mars Jr., 84 ani, moștenitor și om de afaceri american (n. 1931)
- 27 iulie: Jerry Doyle, 60 ani, actor american de TV (n. 1956)
- 28 iulie: Sonia-Maria Drăghici, 60 ani, deputat român (n. 1956)
- 28 iulie: Vladica Kovačević, 76 ani, fotbalist sârb (atacant), (n. 1940)
- 30 iulie: Patrick Lalor, 90 ani, om politic irlandez, membru al Parlamentului European (1979-1984), (n. 1926)
- 31 iulie: Fazil Iskander, 87 ani, scriitor abhaz (n. 1929)
- 31 iulie: Eugen Șendrea, 65 ani, istoric român (n. 1951)

### August
- 1 august: Ana, Principesă de Bourbon-Parma, 92 ani, soția Regelui Mihai I al României (n. 1923)
- 1 august: Ana de Bourbon-Parma, regină a României (n. 1923)
- 2 august: Ioan Baltog, 76 ani, fizician român (n. 1939)
- 2 august: Terence Bayler, 86 ani, actor neozeelandez (n. 1930)
- 2 august: David Huddleston, 85 ani, actor american (n. 1930)
- 2 august: Ahmed Hassan Zewail, 70 ani, chimist american născut în Egipt, laureat al Premiului Nobel (1999), (n. 1946)
- 3 august: Chris Amon, 73 ani, pilot neozeelandez de Formula 1 (n. 1943)
- 3 august: Paul Gherasim, 91 ani, pictor român (n. 1925)
- 3 august: Ariadna Șalari, 92 ani, prozatoare din Republica Moldova (n. 1923)
- 5 august: Ionel Lupu, 81 ani, biolog român (n. 1934)
- 6 august: Iosif Viehmann, 90 ani, speolog român (n.1925)
- 7 august: Nicolae Mărășescu, 78 ani, antrenor român (atletism), (n. 1937)
- 7 august: Ion Murgeanu, 76 ani, poet, prozator și jurnalist român (n. 1940)
- 9 august: Aryeh Finkel, 85 ani, rabin israelian (n. 1931)
- 9 august: Philippe Roberts-Jones, 91 ani, istoric de artă și poet belgian, membru de onoare al Academiei Române (n. 1924)
- 10 august: Yvonne Hasan, 91 ani,  pictoriță, istoric de artă și profesor din România de origine evreiască (n.  1925)
- 13 august: Kenny Baker, 81 ani, actor (R2-D2 din seria de filme Războiul stelelor) și muzician britanic (n. 1934)
- 13 august: Kenny Baker, actor britanic (n. 1934)
- 14 august: Simion Hâncu, inginer, profesor universitar și politician român  (n. 1929)
- 16 august: João Havelange (n. Jean-Marie Faustin Goedefroid de Havelange), 100 ani, președinte FIFA (1974-1998), (n. 1916)
- 17 august: Mihai Gingulescu, 76 ani,  actor și politician român (n. 1940)
- 17 august: Nahum Heiman, 82 ani, compozitor evreu de muzică ușoară (n. 1934)
- 17 august: Arthur Hiller, 92 ani, regizor canadian de film (n. 1923)
- 17 august: Mihail-Constantin Gingulescu, actor și politician român (n. 1940)
- 19 august: Adrian Enescu, 68 ani, muzician și compozitor român (n. 1948)
- 19 august: Nina Ponomariova, 87 ani, atletă sovietică (n. 1929)
- 19 august: Evgheni Voinovski, 70 ani, militar, medic chirurg și profesor sovietic și rus (n. 1946)
- 20 august: Valery Novoselsky, 46 ani, cetățean israelian de etnie romă (n. 1970)
- 21 august: Marin Moraru, 79 ani, actor român de teatru și film (n. 1937)
- 22 august: Michael Leader, 77 ani, actor englez (n. 1938)
- 23 august: Corneliu Antim, 73 ani, scriitor, grafician, sculptor, cronicar, critic și istoric de artă român (n. 1942)
- 23 august: Robert Kozin, 83 ani, profesor rus (n. 1933)
- 23 august: Reinhard Selten, 85 ani, economist german (n. 1930)
- 24 august: Michel Butor, 89 ani, poet, romancier și eseist francez, reprezentant al „noului roman” (n. 1926)
- 24 august: Walter Scheel, 97 ani, om politic german, președinte al RFG (1974-1979), (n. 1919)
- 24 august: Roger Tsien, 64 ani, biochimist american (n. 1952)
- 25 august: Robert Todd Carroll, 70 ani, scriitor și academician american (n. 1945)
- 25 august: James Watson Cronin, 84 ani, fizician american, laureat al Premiului Nobel (1980), (n. 1931)
- 26 august: Zbigniew Józefowicz, 91 ani, actor polonez (n. 1925)
- 26 august: Winfried Menrad, 77 ani, politician german (n. 1939)
- 28 august: Binyamin Ben Eliezer, 80 ani, general și politician israelian (n. 1936)
- 29 august: Bronisław Baczko, 92 ani, istoric polonez (n. 1924)
- 29 august: George Șovu, 85 ani, scenarist român (n. 1931)
- 29 august: Gene Wilder (n. Jerome Silberman), 83 ani, actor, scenarist, scriitor american de etnie evreiască (n. 1933)
- 30 august: Ioan Maftei-Buhăiești, 75 ani, scriitor, ziarist, epigramist, dramaturg, actor, regizor și profesor de matematică român (n. 1941)
- 30 august: Věra Čáslavská, 74 ani, sportivă cehă (gimnastică artistică), (n. 1942)

### Septembrie
- 1 septembrie: Victoria Darvai, 90 ani, interpretă română de muzică populară din Maramureș (n. 1926)
- 2 septembrie: Jerry Heller, 75 ani, manager și om de afaceri american (n. 1940)
- 2 septembrie: Islam Karimov, 78 ani, om politic uzbec, președinte al Uzbekistanului (1990-2016), (n. 1938)
- 2 septembrie: Antonina Seredina, 86 ani, caiacistă sovietică (n. 1929)
- 3 septembrie: Johnny Rebel, 77 ani,  cântăreț, compozitor și muzician american ale cărui melodii promovau supremația albă (n. 1938)
- 3 septembrie: Jean-Christophe Yoccoz, 59 ani, matematician francez specializat în teoria sistemelor dinamice, laureat cu Medalia Fields (1994), (n. 1957)
- 5 septembrie: Phyllis Schlafly, 92 ani, conservatoare și avocată americană (n. 1924)
- 12 septembrie: Sándor Csoóri, 86 ani, poet, eseist, prozator și politician maghiar (n. 1930)
- 13 septembrie: Jonathan Riley-Smith, 78 ani, istoric britanic (n. 1938)
- 13 septembrie: Emil Rusu, 71 ani, oenolog, doctor habilitat, profesor universitar, secretar al Uniunii Oenologilor din R. Moldova (n. 1945)
- 14 septembrie: Gheorghe Fălcaru, 62 ani, interpret român (n. 1954)
- 16 septembrie: Edward Albee, 88 ani, dramaturg american (n. 1928)
- 16 septembrie: Carlo Azeglio Ciampi, 95 ani, om politic italian, președinte al Italiei (1999–2006), (n. 1920)
- 16 septembrie: Vasile Sfetcu, 79 ani, jucător (portar) și antrenor de fotbal român (n. 1937)
- 17 septembrie: Elena Greculesi, 88 ani, pictoriță română (n. 1928)
- 19 septembrie: Boris Trahtenbrot, 95 ani, evreu basarabean, matematician și profesor sovietic și israelian (n. 1921)
- 20 septembrie: Jack Garman, 72 ani, informatician american (n. 1944)
- 20 septembrie: Curtis Hanson, 71 ani, regizor american (n. 1945)
- 21 septembrie: Terence Bayler, 86 ani, actor neozeelandez (n. 1930)
- 21 septembrie: Tandra Quinn, 85 ani, actriță de film de la Hollywood și un model pin-up activă mai ales în anii 1950 (n. 1931)
- 21 septembrie: Ioana Vișan, 38 ani,  scriitoare română de science fiction și fantasy (n. 1978)
- 24 septembrie: Christoph Albrecht, 86 ani, organist, dirijor și compozitor german (n. 1930)
- 25 septembrie: Niculae Mircovici, 65 ani, politician român de etnie bulgară (n. 1950)
- 26 septembrie: Pavel Bucur, 70 ani, sculptor român (n. 1945)
- 26 septembrie: Anastasia Istrati, 73 ani, interpretă de muzică populară din Republica Moldova (n. 1942)
- 26 septembrie: Ioan Gyuri Pascu (n. Ioan Ghiurico [Gyurika] Pascu), 55 ani, muzician și actor român (n. 1961)
- 27 septembrie: Sebastian Papaiani, 80 ani, actor român de film, teatru, radio, televiziune și voce (n. 1936)
- 27 septembrie: Aurelian Preda, 46 ani, interpret român de muzică populară din Argeș (n. 1970)
- 28 septembrie: Shimon Peres, 93 ani, președinte al Israelului (2007-2014), laureat al Premiului Nobel (1994), (n. 1923)
- 29 septembrie: Boris Movilă, 87 ani, redactor de carte , publicist, scenarist și traducător moldovean (n. 1928)

### Octombrie
- 1 octombrie: Béla Incze, politician român (n. 1941)

- 4 octombrie: Ion Ochinciuc, 89 ani, prozator și dramaturg român (n. 1927)
- 5 octombrie: Pompeiu Hărășteanu, 81 ani, bas de operă / basso profondo român (n. 1935)
- 6 octombrie: Walter Greiner, 81 ani, fizician german, membru de onoare al Academiei Române (n. 1935)
- 8 octombrie: Anton Winkler, 62 ani, sănier german (n. 1954)
- 9 octombrie: Marin Petrache Pechea, 71 ani, cântăreț român de jazz și saxofonist de etnie romă (Cromatic Band), (n. 1944)
- 9 octombrie: Andrzej Wajda, 90 ani, regizor polonez (n. 1926)
- 13 octombrie: Bhumibol Adulyadej, 88 ani, rege al Thailandei (1946-2016), (n. 1927)
- 13 octombrie: Dario Fo, scriitor, 90 ani, scenograf, dramaturg, pictor, actor și regizor italian, laureat al Premiului Nobel (1997), (n. 1926)
- 13 octombrie: Andrzej Kopiczyński, 82 ani, actor polonez de teatru și film (n. 1934)
- 14 octombrie: Klim Ciuriumov, 79 ani, astronom ucrainean (n. 1937)
- 14 octombrie: Pierre Étaix, 87 ani, comedian, regizor, actor, autor și caricaturist francez (n. 1928)
- 18 octombrie: Vadim Mișin, 71 ani, deputat în Parlamentul R. Moldova (1998-2014), (n. 1945)
- 19 octombrie: Radu Câmpeanu, 94 ani, om politic român, președinte al PNL (1990-1993), (n. 1922)
- 19 octombrie: Carmen Jiménez, 96 ani, pictoriță, sculptoriță și profesoară spaniolă (n. 1920)
- 19 octombrie: Ion Marin, 61 ani, publicist, scriitor și profesor universitar român (n. 1955)
- 20 octombrie: Nina Ermurachi, 67 ani, interpretă de muzică populară din R. Moldova (n. 1949)
- 20 octombrie: Valeriu Moisescu, 84 ani, regizor de teatru și profesor universitar român (n. 1932)
- 20 octombrie: Junko Tabei, 77 ani, alpinistă japoneză (n. 1939)
- 21 octombrie: Vasile Andru, 74 ani, scriitor român (n. 1942)
- 21 octombrie: Constantin Frățilă, 74 ani, fotbalist român (atacant), (n. 1942)
- 21 octombrie: Manfred Krug, 79 ani, actor, cântăreț și scriitor german (n. 1937)
- 21 octombrie: Raine, Contesă de Dartmouth (n. Raine McCorquodale), 87 ani, politiciană și mamă vitregă a Prințesei Diana de Wales (n. 1929)
- 21 octombrie: Lutz D. Schmadel, 74 ani, astronom german (n. 1942)
- 23 octombrie: Hamad bin Khalifa al-Thani, 64 ani, emir al Qatarului (1995-2013), (n. 1952)
- 24 octombrie: Boris Coroliuc, 86 ani, om de știință și profesor sovietic și moldovean (n. 1930)
- 25 octombrie: Margit Bara, 88 ani, actriță maghiară de film (n. 1928)
- 25 octombrie: Dumitru Boabeș, 65 ani, deputat român (2000-2004), (n. 1951)
- 25 octombrie: Carlos Alberto Torres, 72 ani, fotbalist brazilian (n. 1944)
- 27 octombrie: Nicolae Coman, 80 ani, compozitor, profesor, poet, traducător și muzicolog român (n. 1936)
- 27 octombrie: Cornel Robu, 78 ani, scriitor, editor si critic român (n. 1938)
- 30 octombrie: Iustinian Chira (n. Ioan Chira), 95 ani, episcop român (n. 1921)
- 31 octombrie: Silvio Gazzaniga, 95 ani, sculptor italian, a realizat trofeul Cupei Mondiale la fotbal (n. 1921)
- 31 octombrie: Vladimir Țaranov, 84 ani, academician din R. Moldova (n. 1932)

### Noiembrie
- 2 noiembrie: Marțian Niciu, 89 ani, profesor universitar român (n. 1927)
- 4 noiembrie: Santi Duangsawang, 48 ani, actor și cântăreț thailandez (n. 1968)
- 7 noiembrie: Leonard Cohen, 82 ani, cântăreț, poet și romancier canadian de etnie evreiască (n. 1934)
- 7 noiembrie: Valentin Hossu-Longin, 77 ani, jurnalist și prozator român (n. 1939)
- 7 noiembrie: Corneliu Turianu, 76 ani, jurist român (n. 1940)
- 9 noiembrie: Marius Popp, 81 ani, compozitor și pianist de jazz autodidact din România (n. 1935)
- 10 noiembrie: Nikola Korabov, 87 ani, regizor de film, scenarist și actor bulgar (n. 1928)
- 11 noiembrie: Leonid Keldîș, 85 ani, fizician rus (n. 1931)
- 11 noiembrie: Simion Toma, 80 ani, academician din R. Moldova (n. 1936)
- 11 noiembrie: Robert Vaughn, 83 ani, actor american (n. 1932)
- 12 noiembrie: Paul Verges, 91 ani, om politic francez, membru al Parlamentului European (2004-2009), (n. 1925)
- 13 noiembrie: Enzo Maiorca, 85 ani, scufundător în apnee (scufundare liberă) italian (n. 1931)
- 15 noiembrie: Sixto Durán Ballén, 95 ani, al 37-lea președinte al statului Ecuador (1992-1994), (n. 1921)
- 16 noiembrie: Melvin Laird, 94 ani,  politician, scriitor și om de stat american (n. 1922)
- 16 noiembrie: Marian Manoliu, 63 ani, chitarist român (n. 1953)
- 16 noiembrie: Daniel Claudiu Prodan, 44 ani, fotbalist român (n. 1972)
- 17 noiembrie: Whitney Smith, 76 ani, vexilolog important american (n. 1940)
- 18 noiembrie: Denton Cooley, 96 ani, medic chirurg american, cardiolog (n. 1920)
- 20 noiembrie: Konstantinos Stefanopoulos, 90 ani, președinte al Greciei (1995-2005), (n. 1926)
- 20 noiembrie: William Trevor, 88 ani, scriitor irlandez (n. 1928)
- 21 noiembrie: Arnaldo Mauri, 83 ani, economist italian (n. 1932)
- 25 noiembrie: Fidel Castro (Fidel Alejandro Castro Ruz), 90 ani, lider revoluționar cubanez, a condus Cuba ca prim-ministru (1959-1976) și președinte (1976-2008), (n. 1926)
- 25 noiembrie: Lorin Fortuna, 68 ani, președintele Frontului Democratic Român și unul din liderii revoluționari din Timișoara (n. 1948)
- 26 noiembrie: Miriam Eșkol, 87 ani, soția prim-ministrului israelian Levi Eșkol (n. 1929)
- 26 noiembrie: Alv Gjestvang, 79 ani, patinator de viteză norvegian (n. 1937)
- 26 noiembrie: Fritz Weaver, 90 ani,  actor american de televiziune, teatru și film (n. 1926)
- 28 noiembrie: Paul Guers, 88 ani, actor francez de teatru, cinema și televiziune (n. 1927)
- 29 noiembrie: Bernard G. Harvey, 97 ani, chimist britanico–american (n. 1919)
- 30 noiembrie: Frane Selak, 87 ani, profesor de muzică din Croația (n. 1929)
- 30 noiembrie: Lionel Stoleru, 79 ani, politician francez (n. 1937)

### Decembrie
- 3 decembrie: Susan Cummings, 86 ani, actriță germano-americană de film, televiziune și teatru (n. 1930)
- 5 decembrie: Mogens Camre, 80 ani, om politic danez, membru al Parlamentului European (1999-2004), (n. 1936)
- 5 decembrie: Geydar Dzhemal, 69 ani, filosof, activist, politician, poet musulman rus de origine azeră (n. 1947)
- 5 decembrie: Tudor Iovu, 68 ani, fotograf moldovean (n. 1948)
- 6 decembrie: Mihail Bekker, 95 ani, istoric al celui de-al Doilea Război Mondial moldovean (n. 1921)
- 7 decembrie: Paul Bert Elvstrøm, 88 ani, sportiv danez (yahting), (n. 1928)
- 7 decembrie: Greg Lake (Gregory Stuart Lake), 69 ani, muzician britanic, basist, chitarist, vocalist, compozitor și producător (King Crimson și Emerson, Lake and Palmer), (n. 1947)
- 8 decembrie: John Herschel Glenn, 95 ani, pilot, inginer, astronaut (Mercury 7) și senator american (n. 1921)
- 8 decembrie: Romulus Rusan, 81 ani, scriitor român (n. 1935)
- 9 decembrie: Robert Scholes, 87 ani, critic literar, filosof și jurnalist american (n. 1929)
- 10 decembrie: Francisc Bárányi, 80 ani, medic și politician român de etnie maghiară, deputat (1990-2000) și ministru al sănătății (1998), (n. 1936)
- 10 decembrie: Wolfgang Eisenmenger, 86 ani, fizician german (n. 1930)
- 11 decembrie: Esma Redžepova, 73 ani, cântăreață macedoneană (n. 1943)
- 12 decembrie: E. R. Braithwaite, 96 ani, romancier, profesor și diplomat guyanez (n. 1912)
- 13 decembrie: Thomas Schelling, 95 ani, economist american, laureat al Premiului Nobel (2004), (n. 1921)
- 14 decembrie: Bernard Fox, 89 ani, actor britanic de film și TV (n. 1927)
- 16 decembrie: Ion Toboșaru, 86 ani, critic de film român (n. 1930)
- 17 decembrie: Constantin Stroe, 74 ani, inginer român, director al fabricii Dacia Mioveni (n. 1942)
- 18 decembrie: Flavia Buref, 82 ani, actriță română de film (n. 1934)
- 18 decembrie: Zsa Zsa Gábor (Prințesa Sári von Anhalt), 99 ani, actriță americană de etnie maghiară (n. 1917)
- 19 decembrie: André Jaumotte, 97 ani, inginer belgian (n. 1919)
- 19 decembrie: Andrei Karlov, 62 ani, diplomat rus, ambasador al Rusiei în Turcia (n. 1954)
- 20 decembrie: Michèle Morgan, 96 ani, actriță franceză (n. 1920)
- 21 decembrie: George Homoștean, 93 ani, om politic român (n. 1923)
- 21 decembrie: Gianni Mascolo, 76 ani, cântăreț italian (n. 1940)
- 23 decembrie: Vasile Băran, 85 ani, prozator, romancier și scenarist român (n. 1931)
- 23 decembrie: Andrés Rivera, 88 ani, scriitor argentinian (n. 1928)
- 24 decembrie: William Abitbol, 67 ani, om politic francez, membru al Parlamentului European (1999-2004), (n. 1949)
- 24 decembrie: Richard Adams, 96 ani, romancier britanic (n. 1920)
- 24 decembrie: Mihai Curagău, 73 ani, actor de teatru și film din R. Moldova (n. 1943)
- 25 decembrie: George Michael (n. Georgios Kyriacos Panayiotou), 53 ani, cântăreț și compozitor britanic de etnie greacă (n. 1963)
- 25 decembrie: Vera Rubin, 88 ani, femeie-savant astrofizician american (n. 1928)
- 27 decembrie: Carrie Fisher, 60 ani, actriță americană (Războiul stelelor), (n. 1956)
- 27 decembrie: Claude Gensac, 89 ani, actriță franceză de film (n. 1927)
- 28 decembrie: Debbie Reynolds, 84 ani, actriță americană, mama actriței Carrie Fisher (n. 1932)
- 29 decembrie: Jean Pădureanu, 80 ani, fotbalist și președintele clubului Gloria Bistrița (n. 1936)
- 30 decembrie: Gérard Conac, 86 ani, jurist francez, membru de onoare al Academiei Române (din 1997) (n. 1930)
- 30 decembrie: Camelia Dăscălescu, 95 ani, compozitoare română (n. 1921)
- 31 decembrie: Dimitri Romanov, 90 ani, prinț, bancher, filantrop și autor rus (n. 1926)

### Nedatate
- iunie: Alexandru Bizim, 81 ani, aruncător de suliță român, antrenor de atletism și profesor (n. 1934)
- decembrie: Titi Cercel, 57 ani, boxer român (n. 1959)
- Leonid Culiuc (activist), 89 ani, om de stat moldovean din Republica Sovietică Socialistă Moldovenească (n. 1926)
- Sonia Larian, 84 ani, scriitoare originară din România (n. 1931)

## Galeria celor decedați în 2016

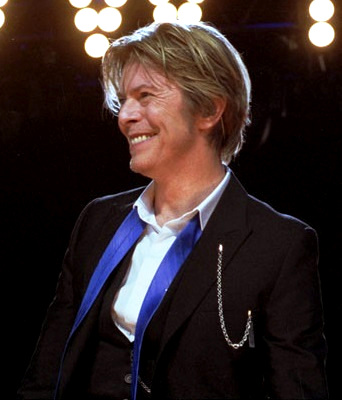
10 ianuarie: David Bowie cântăreț, compozitor și producător englez
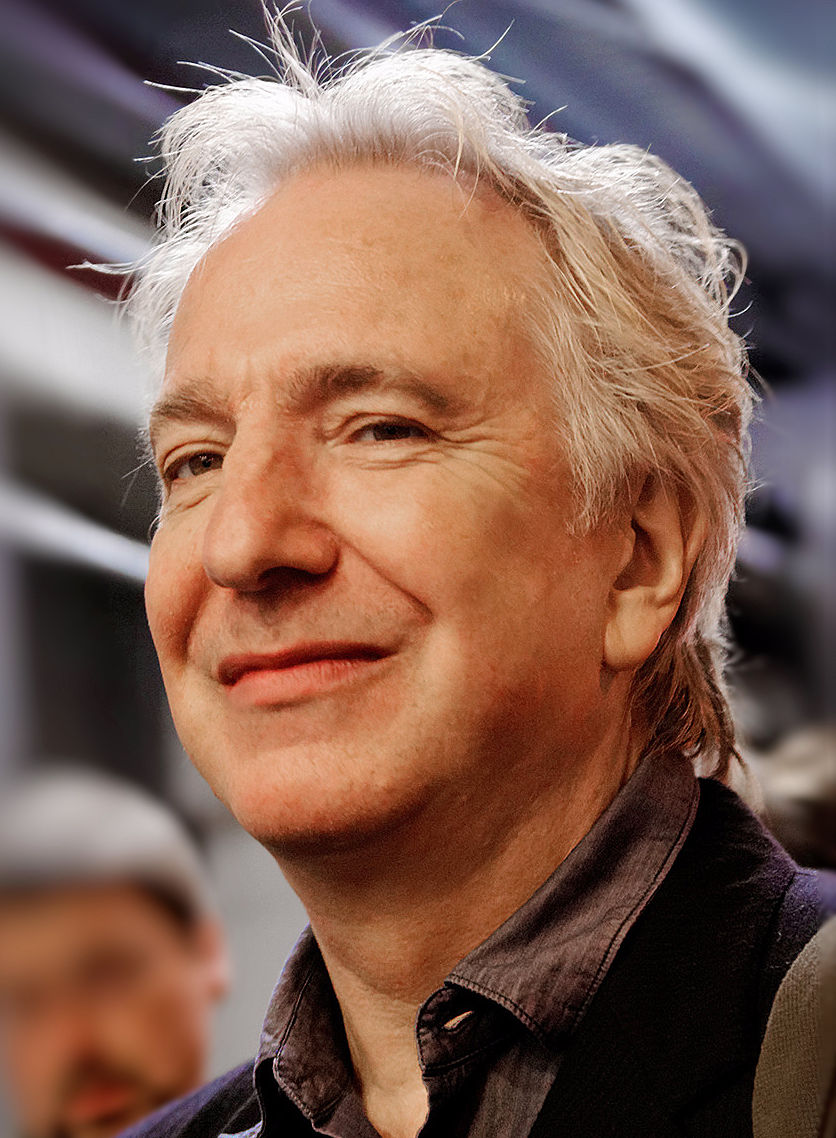
14 ianuarie: Alan Rickman, actor britanic
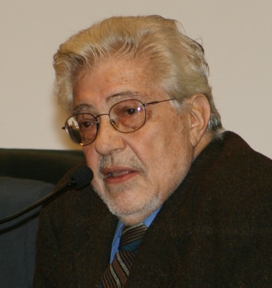
19 ianuarie: Ettore Scola, regizor și scenarist italian
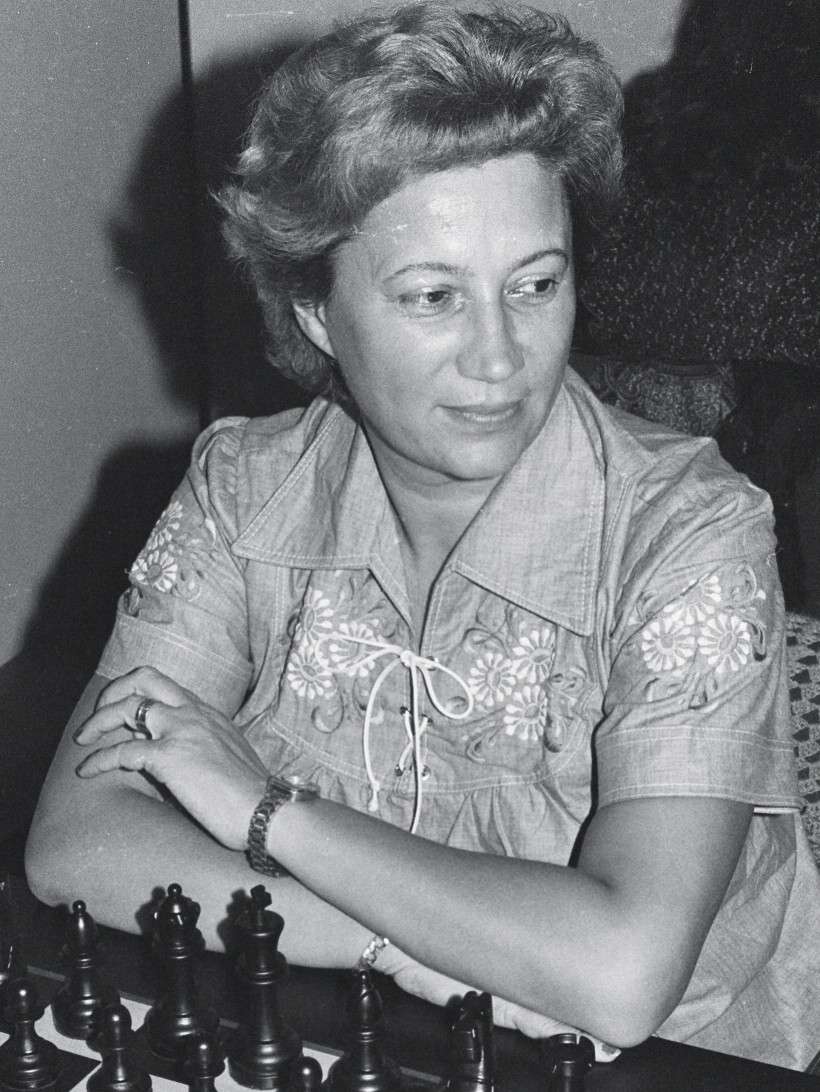
23 ianuarie: Elisabeta Polihroniade, șahistă română
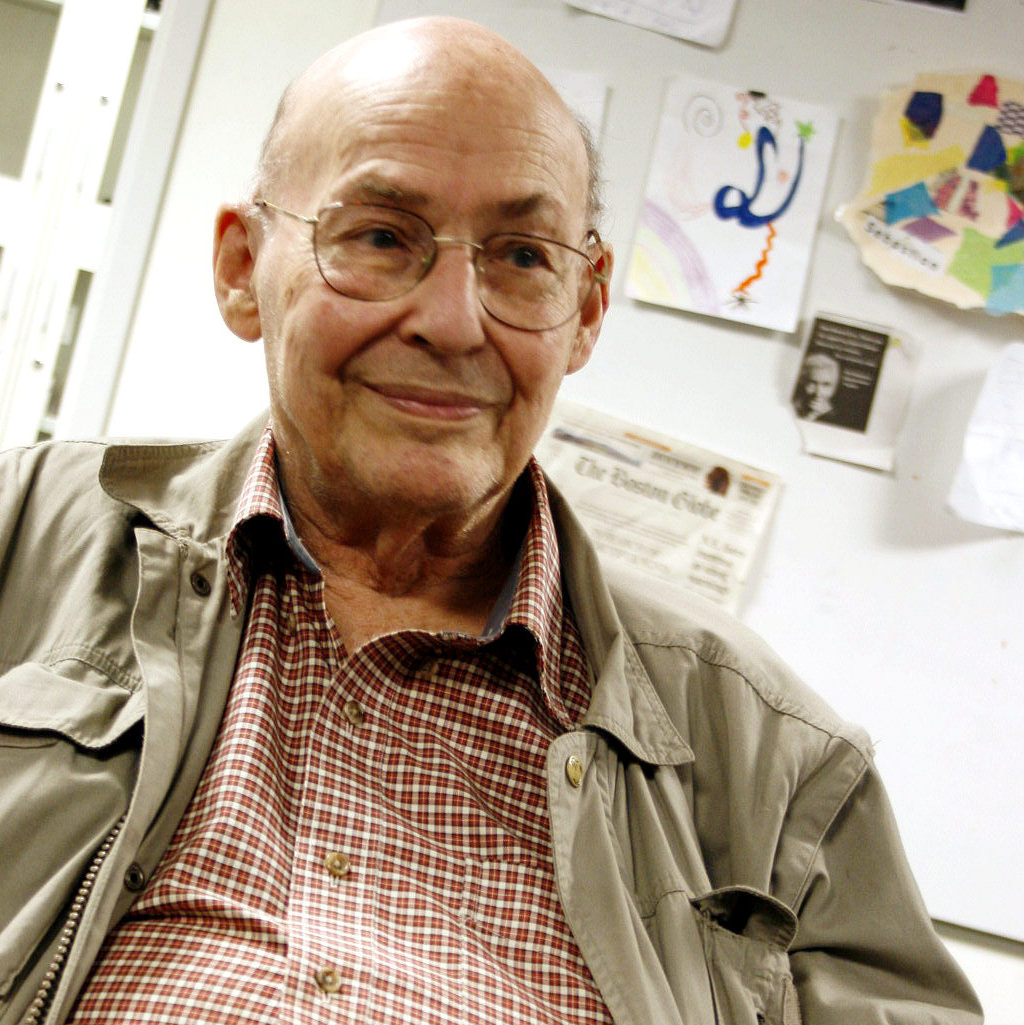
24 ianuarie: Marvin Minsky, informatician american
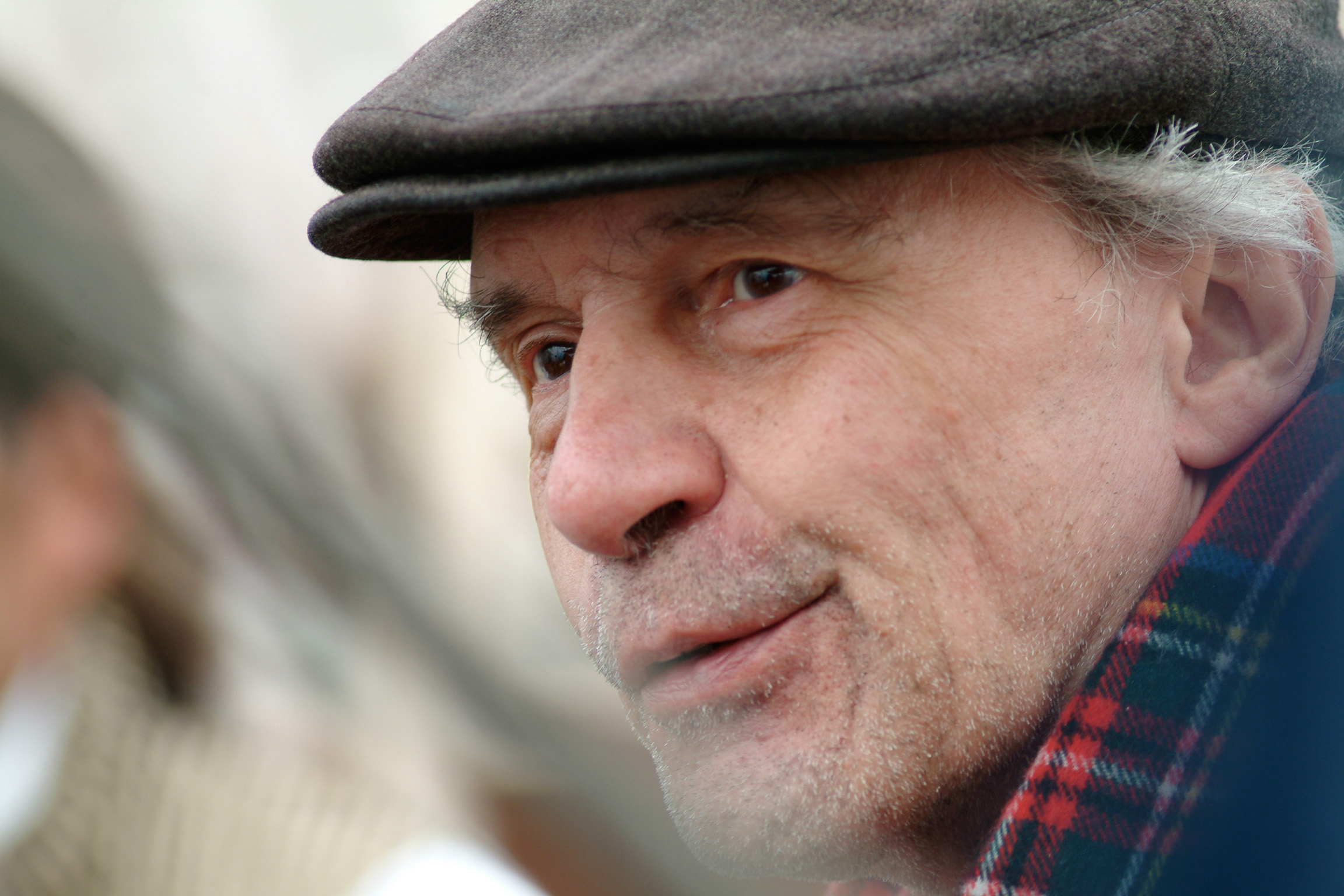
29 ianuarie: Jacques Rivette, scenarist și regizor francez
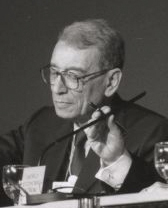
16 februarie: Boutros Boutros-Ghali, fost secretar general al ONU
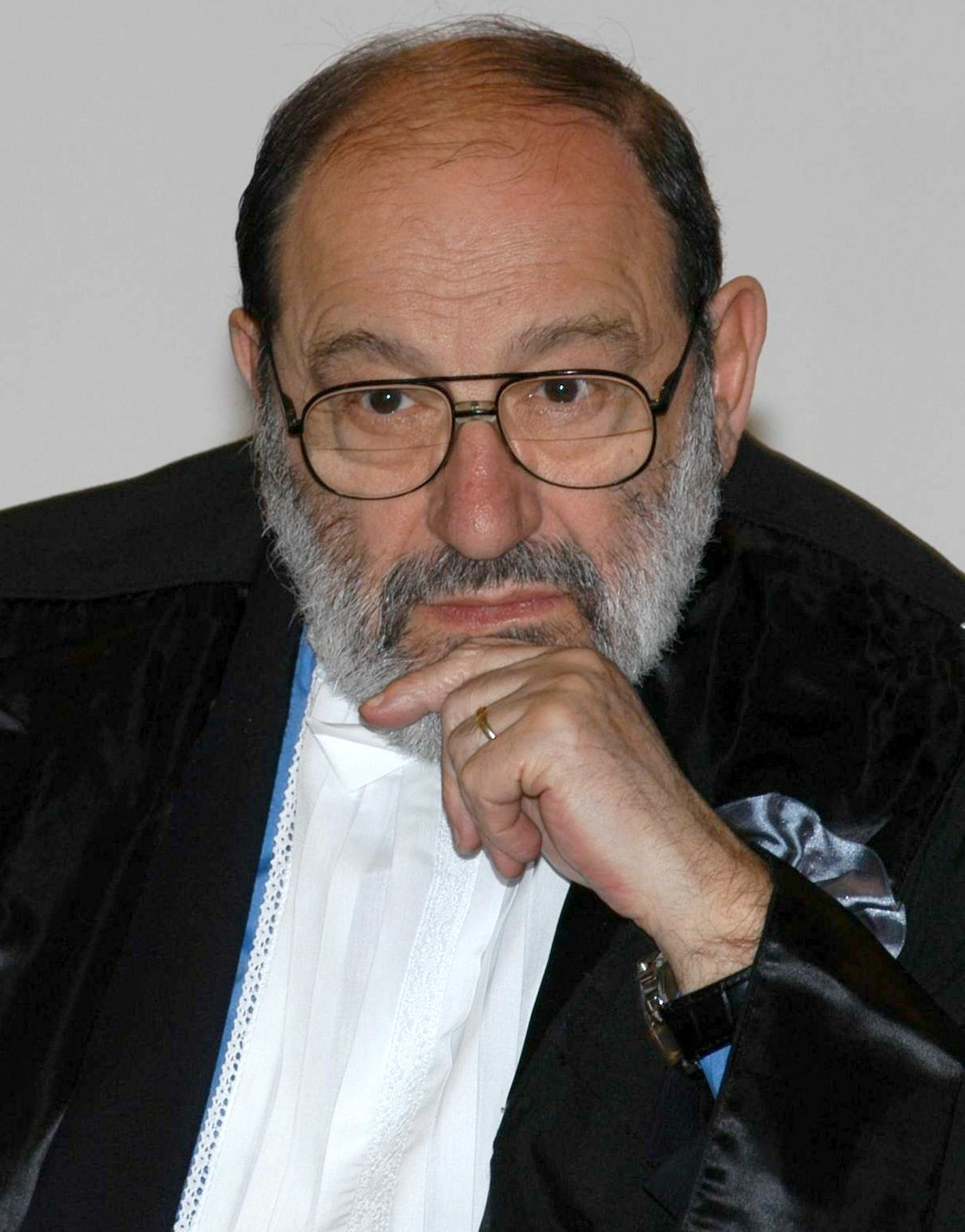
19 februarie: Umberto Eco, scriitor și filosof italian
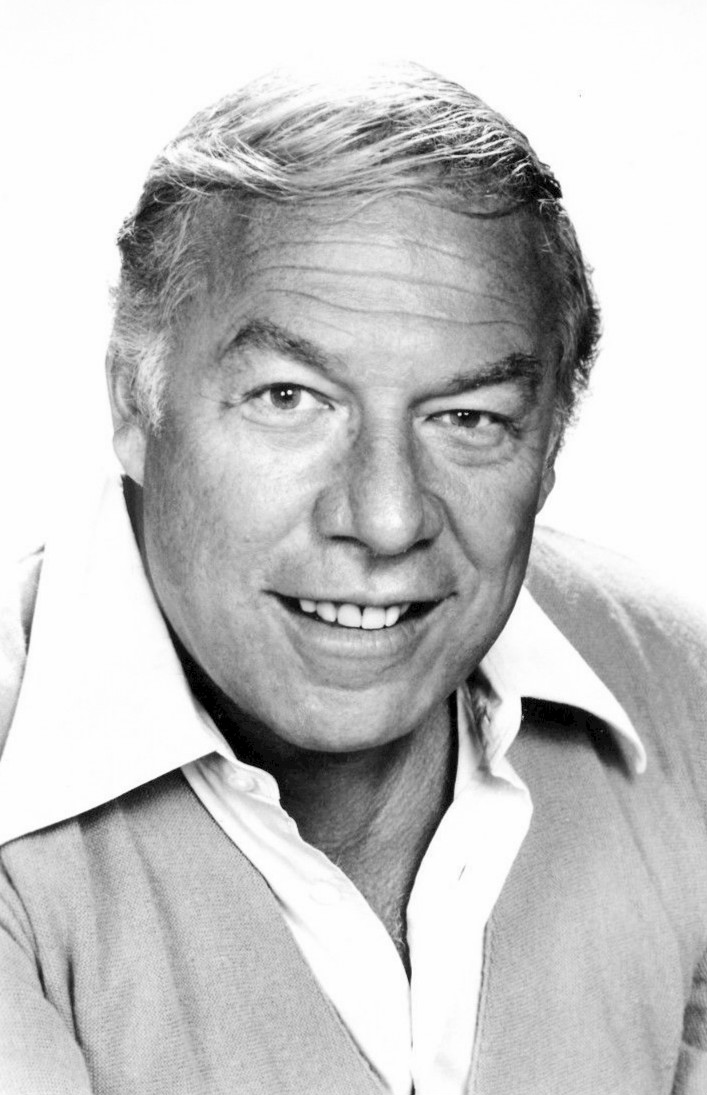
28 februarie: George Kennedy, actor american
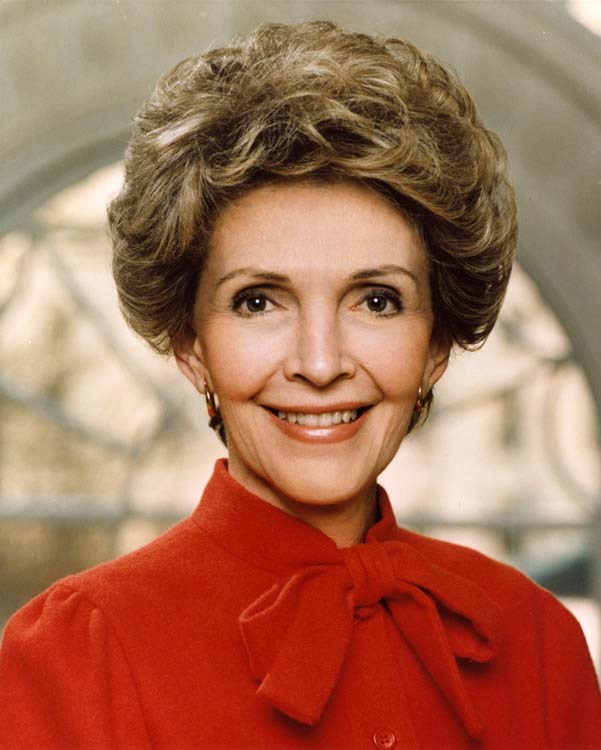
6 martie: Nancy Reagan, soția președintelui american Ronald Reagan
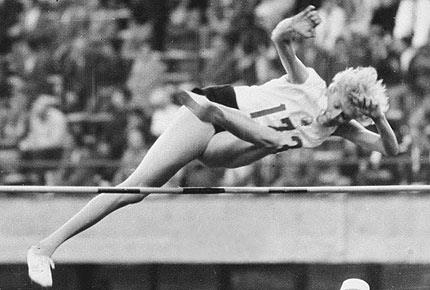
11 martie: Iolanda Balaș, atletă olimpică română
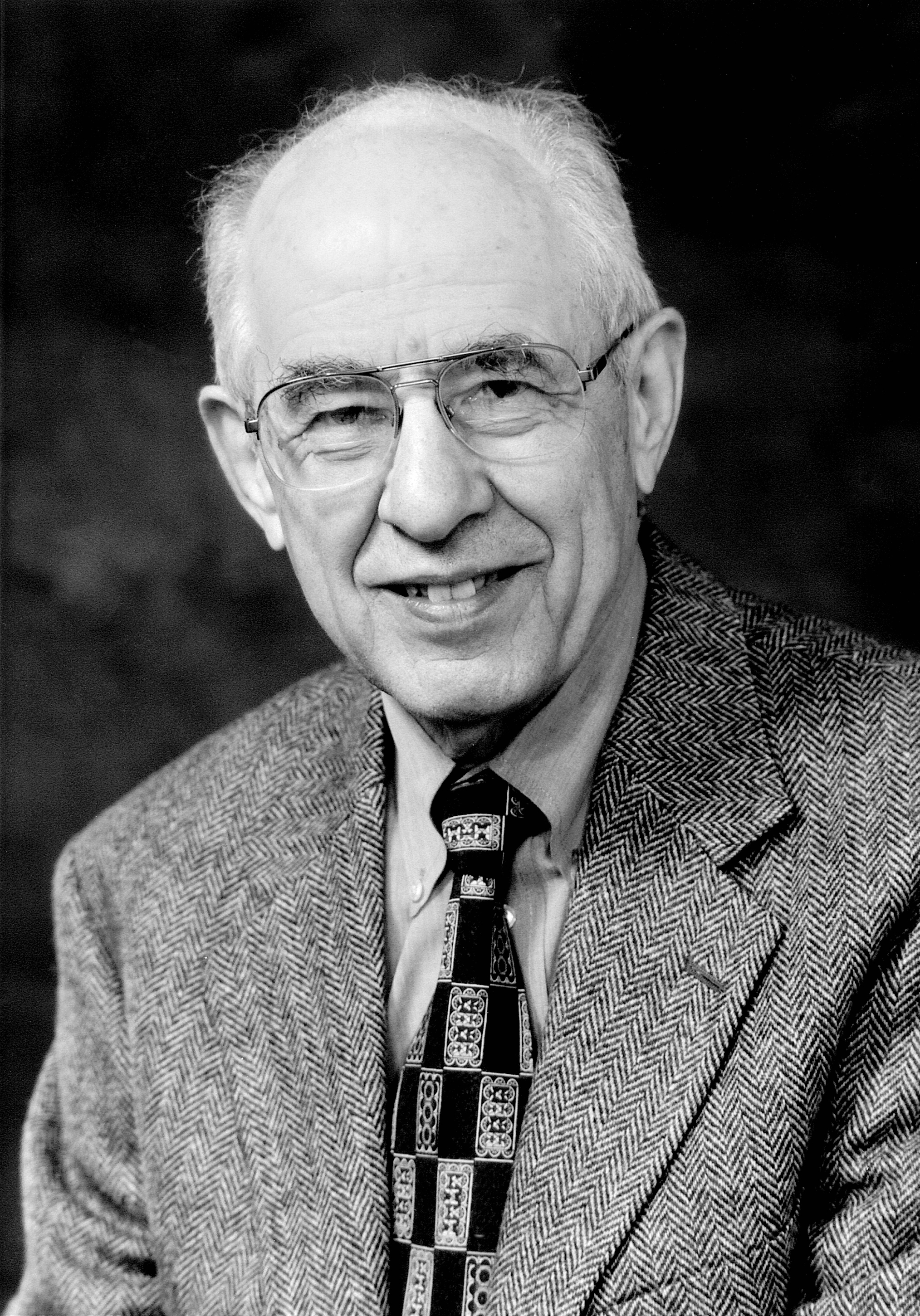
13 martie: Hilary Putnam, filosof american
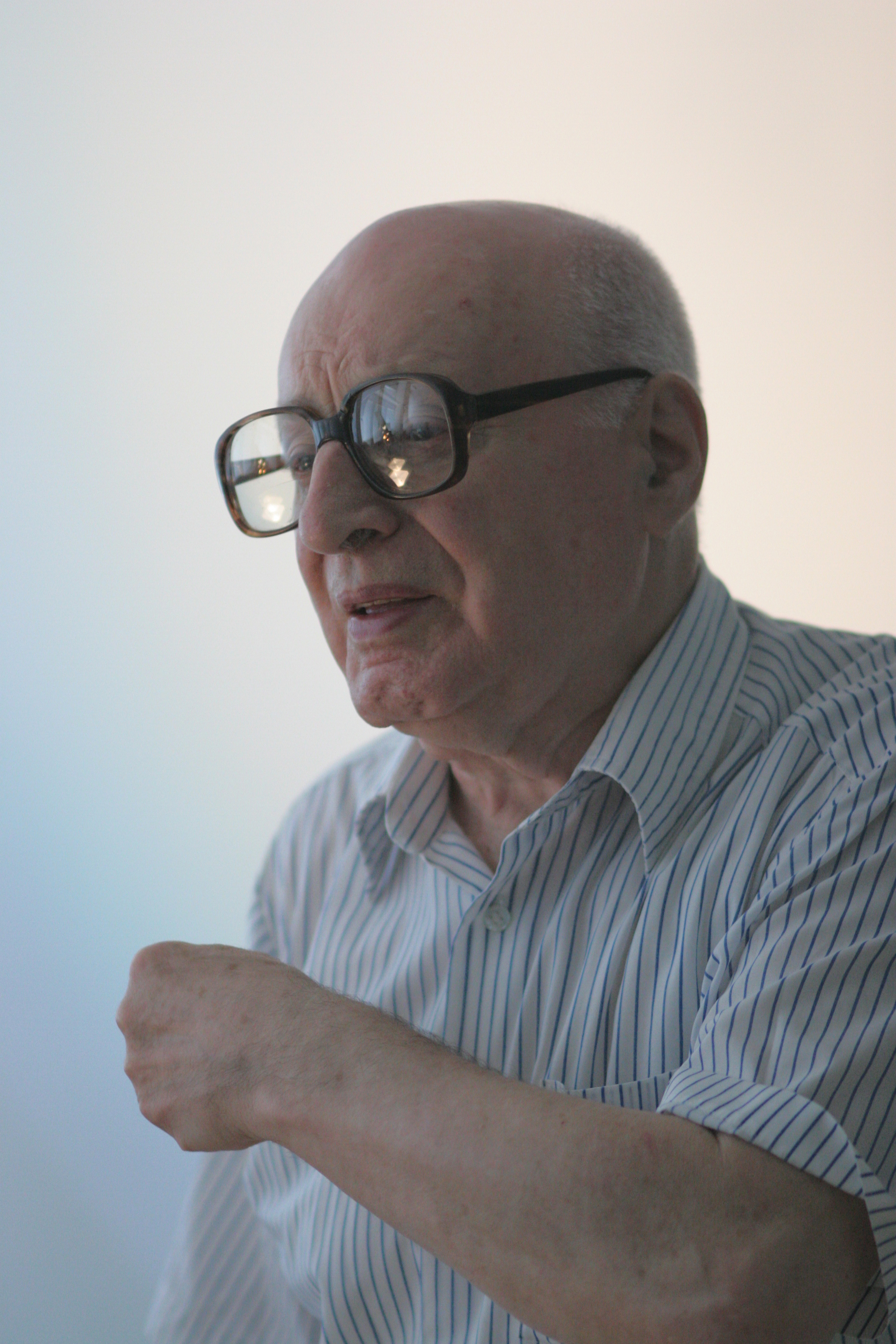
17 martie: Solomon Marcus, matematician român
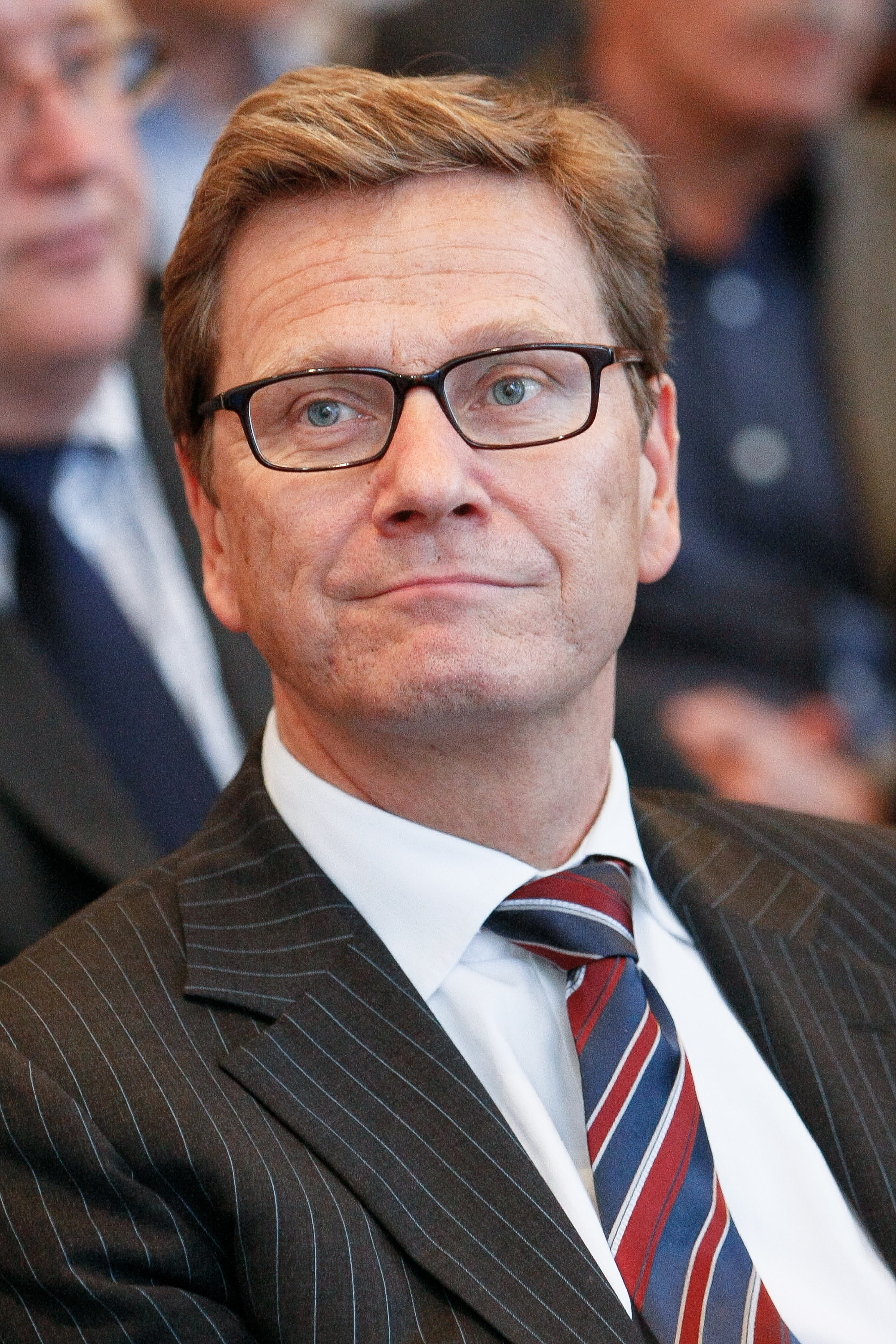
18 martie: Guido Westerwelle, politician german
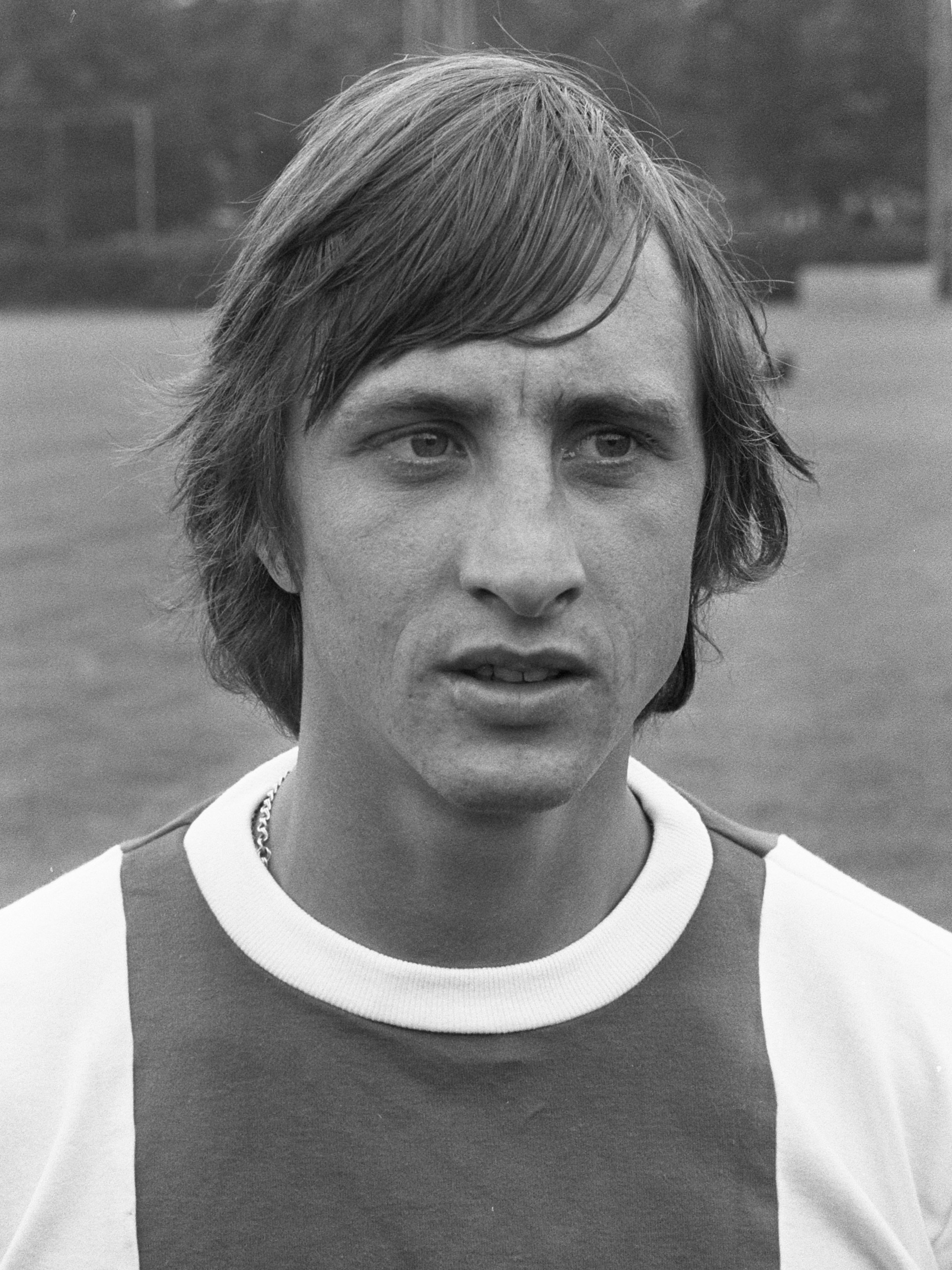
24 martie: Johan Cruyff, fotbalist și antrenor olandez
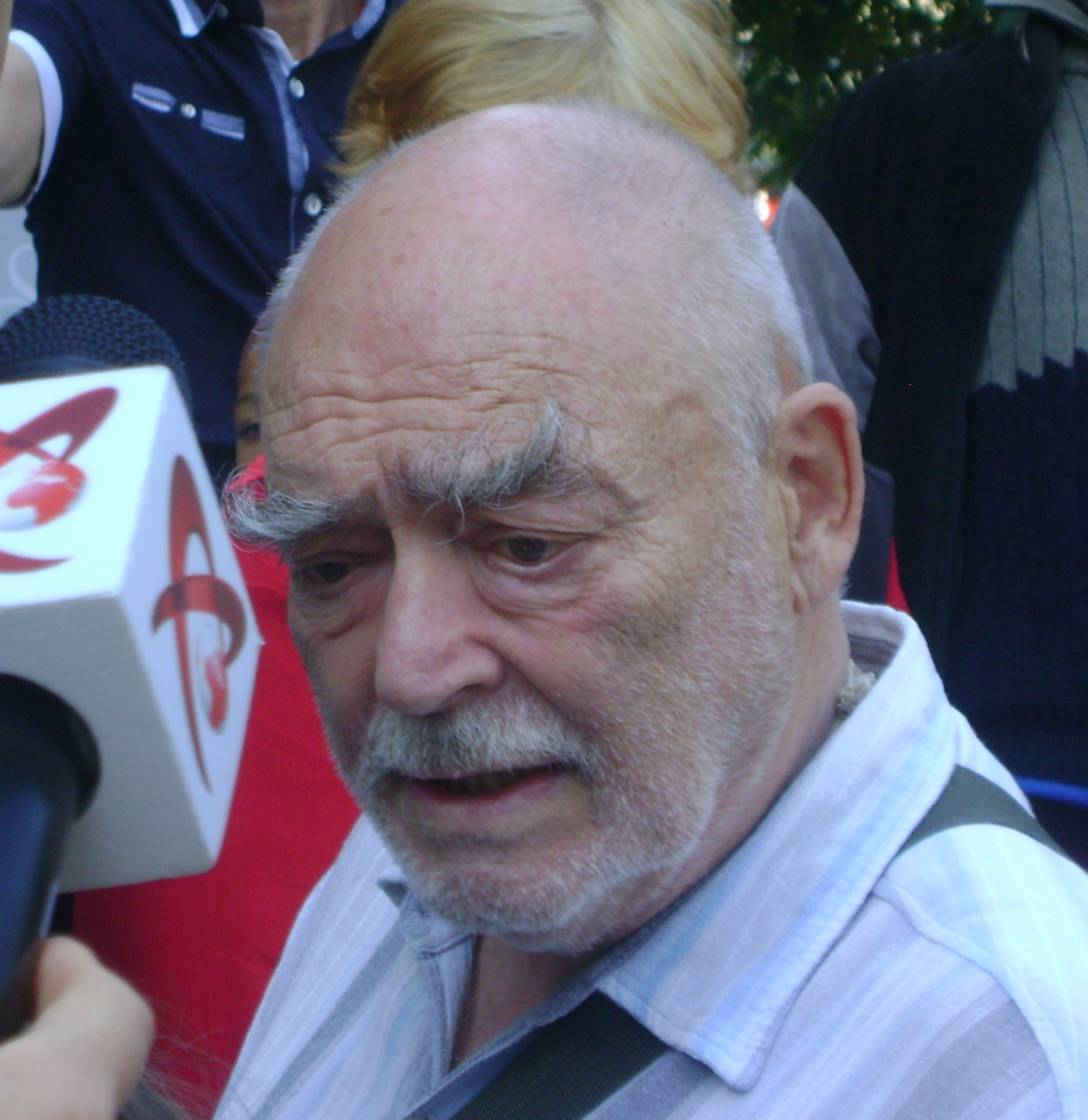
8 aprilie: Mircea Albulescu, actor român
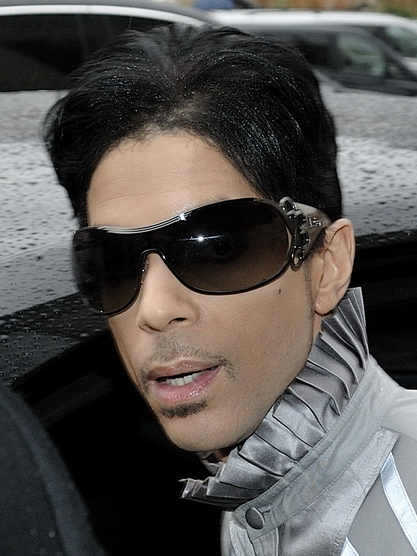
21 aprilie: Prince, muzician american
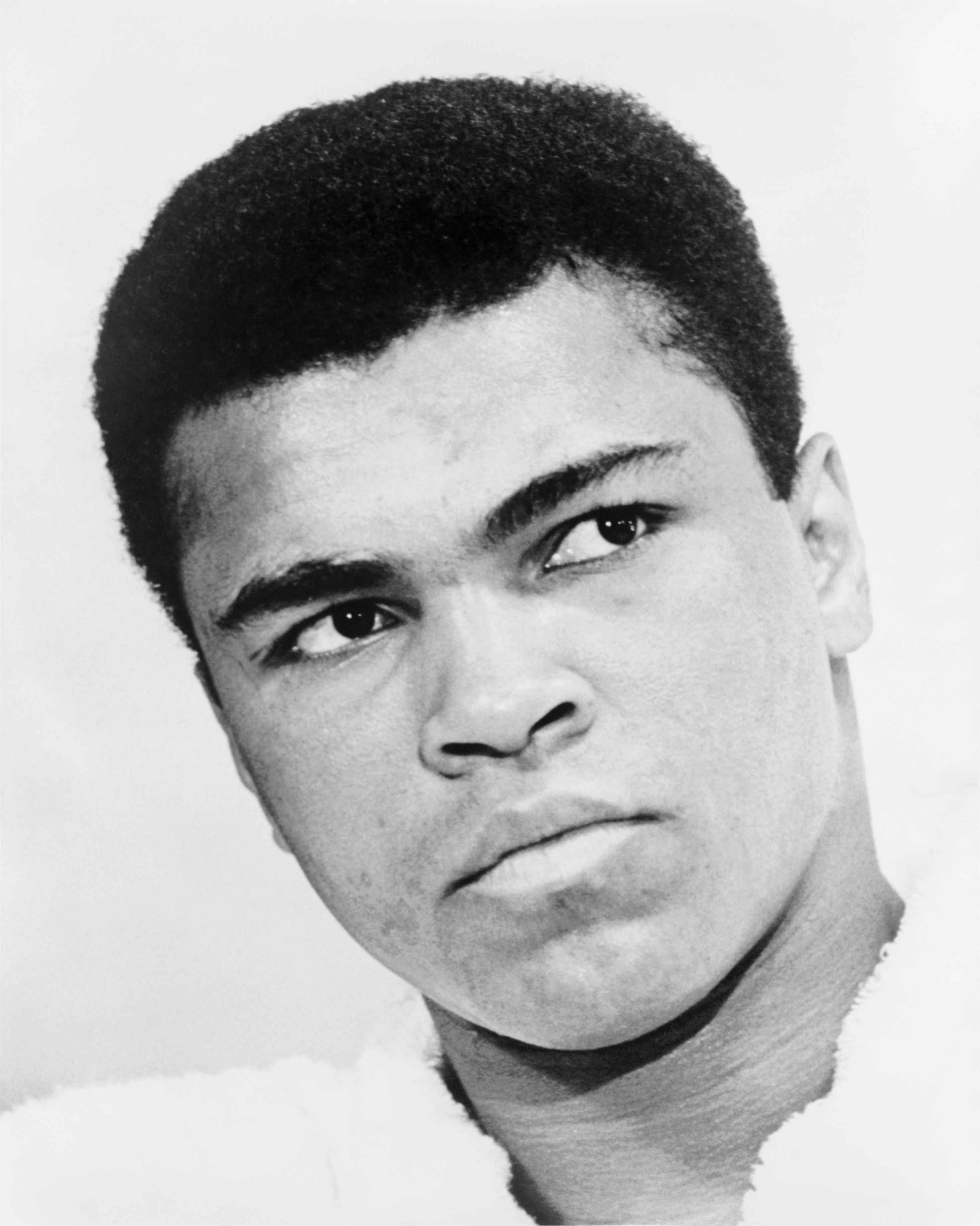
3 iunie: Muhammad Ali, boxer american
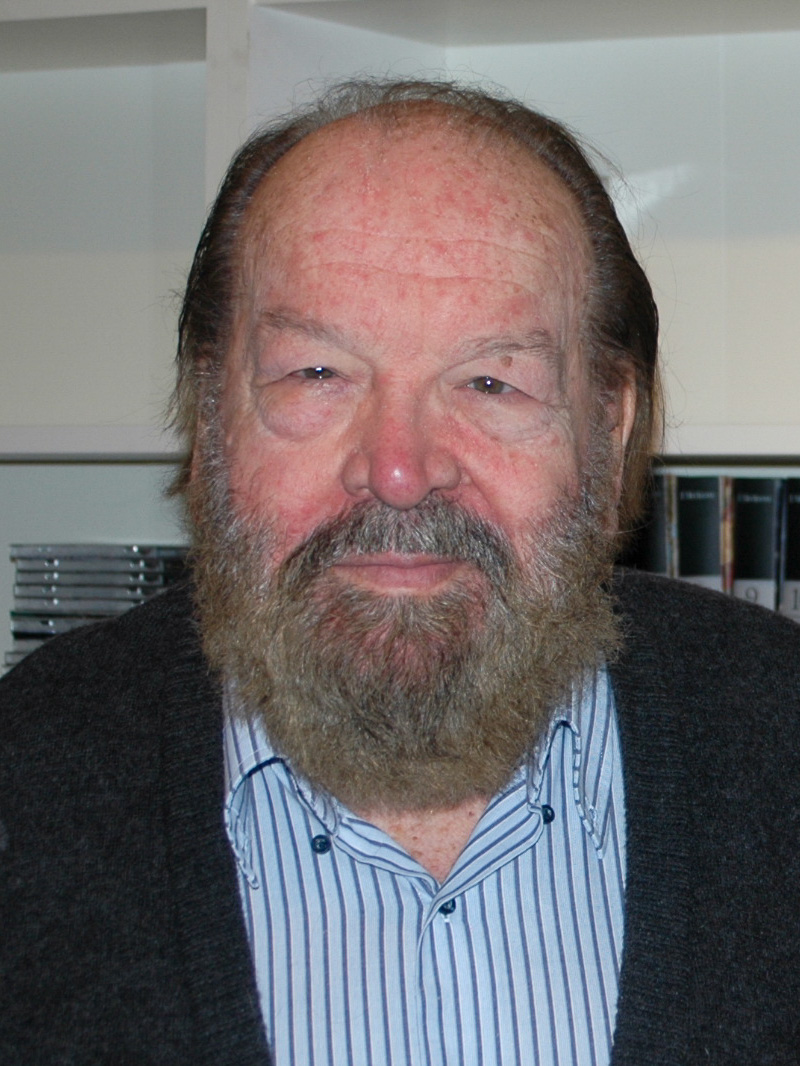
27 iunie: Bud Spencer, actor și fost înotător olimpic italian
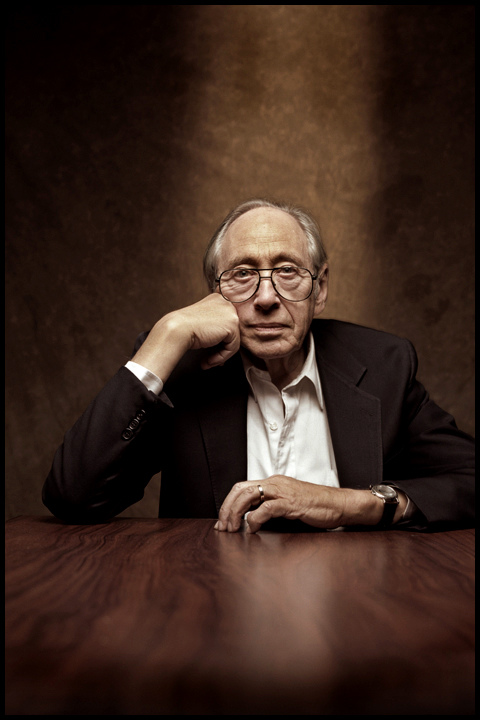
27 iunie: Alvin Toffler, scriitor și futurolog american.
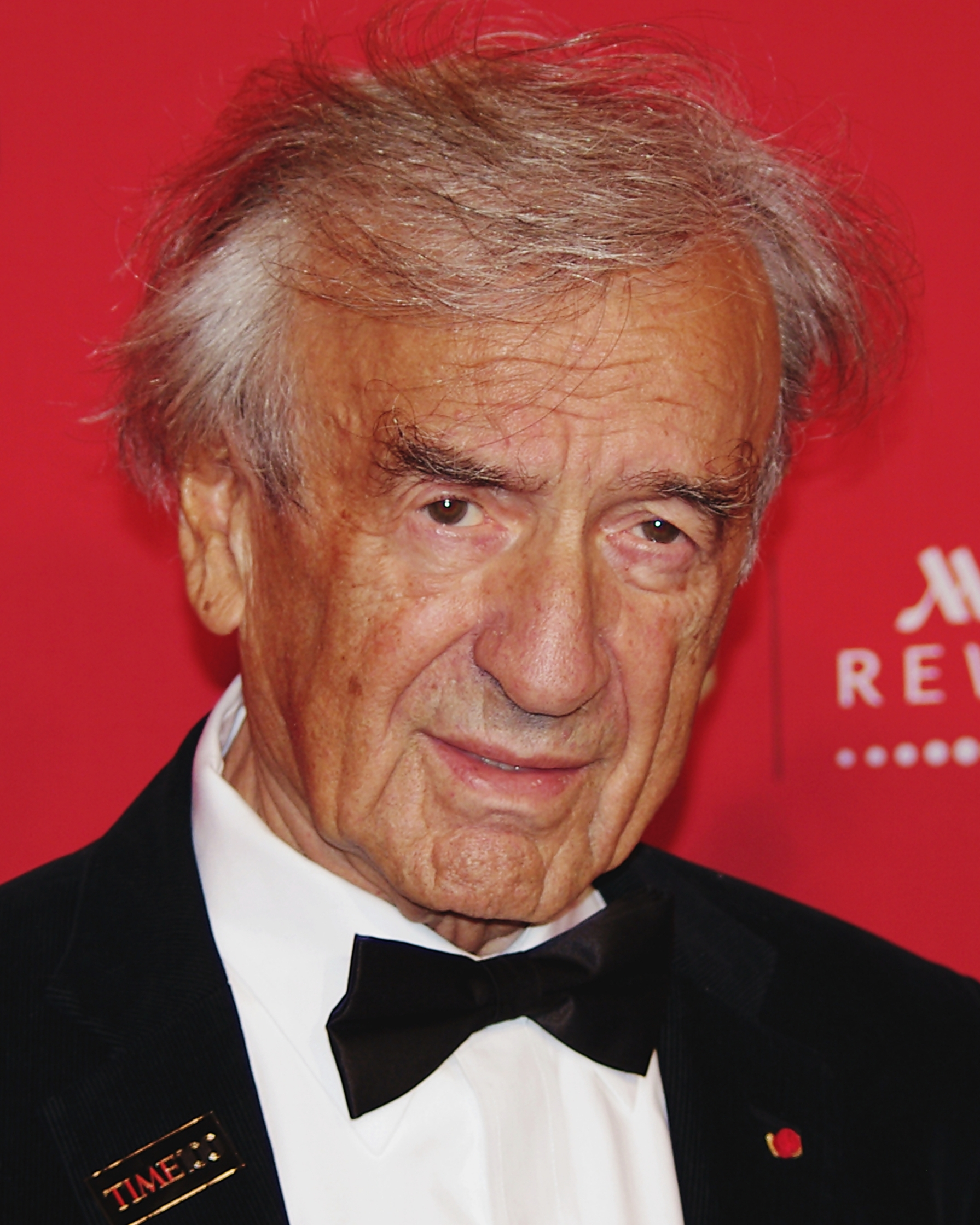
2 iulie: Elie Wiesel, scriitor american de etnie evreiască, laureat al Premiului Nobel
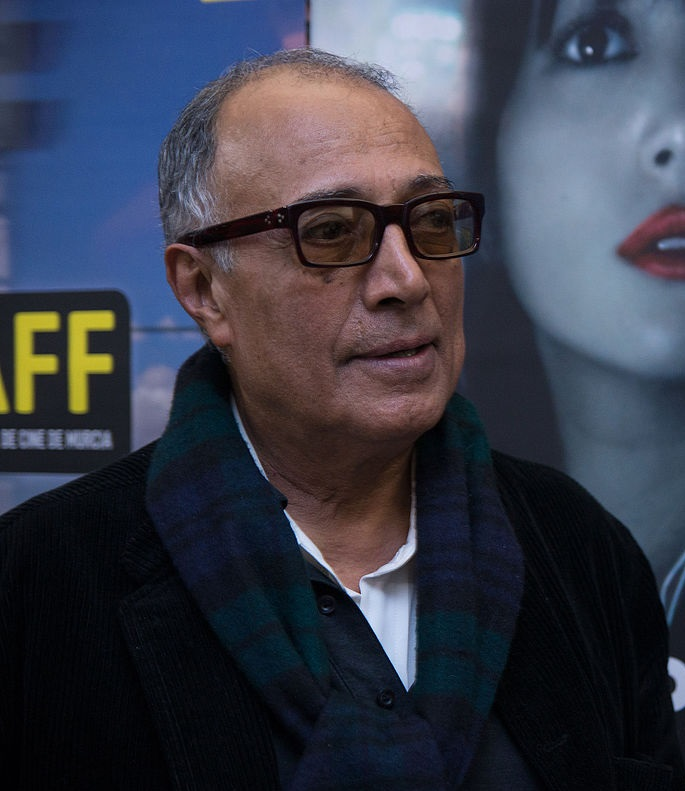
4 iulie: Abbas Kiarostami, regizor iranian
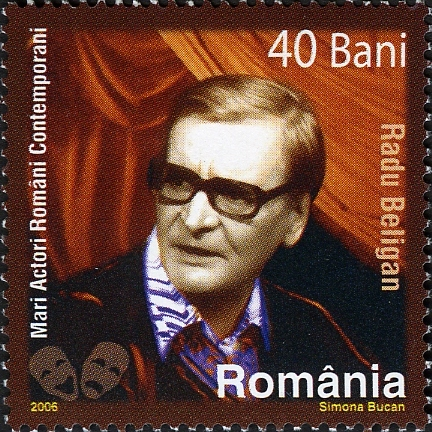
20 iulie: Radu Beligan, actor român
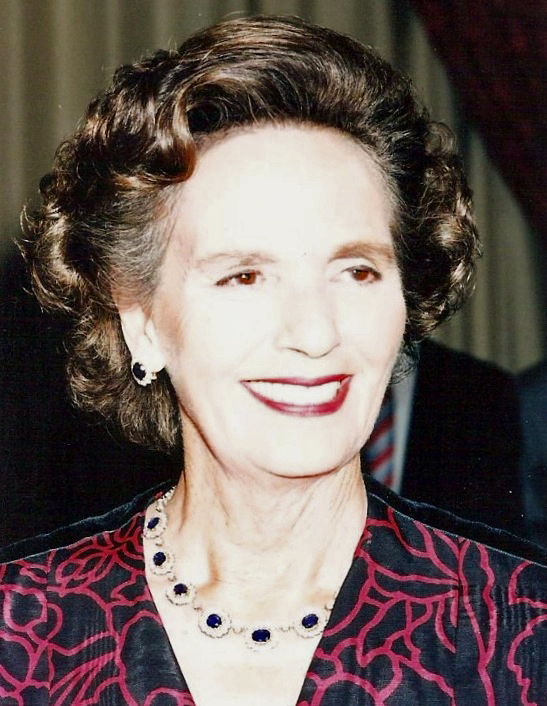
1 august: Ana, Principesă de Bourbon-Parma, soția Regelui Mihai I al României
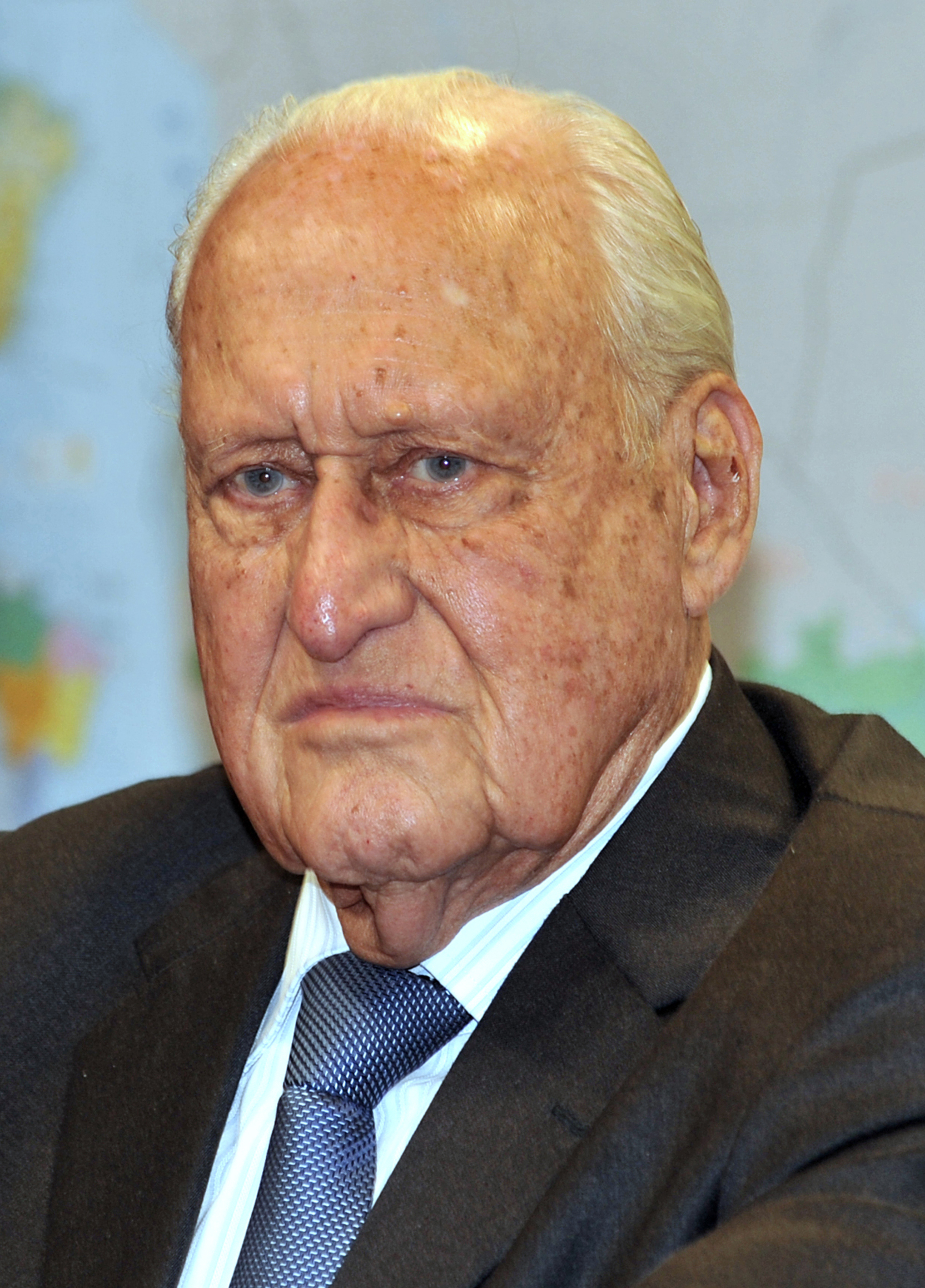
16 august: João Havelange, fost președinte al FIFA
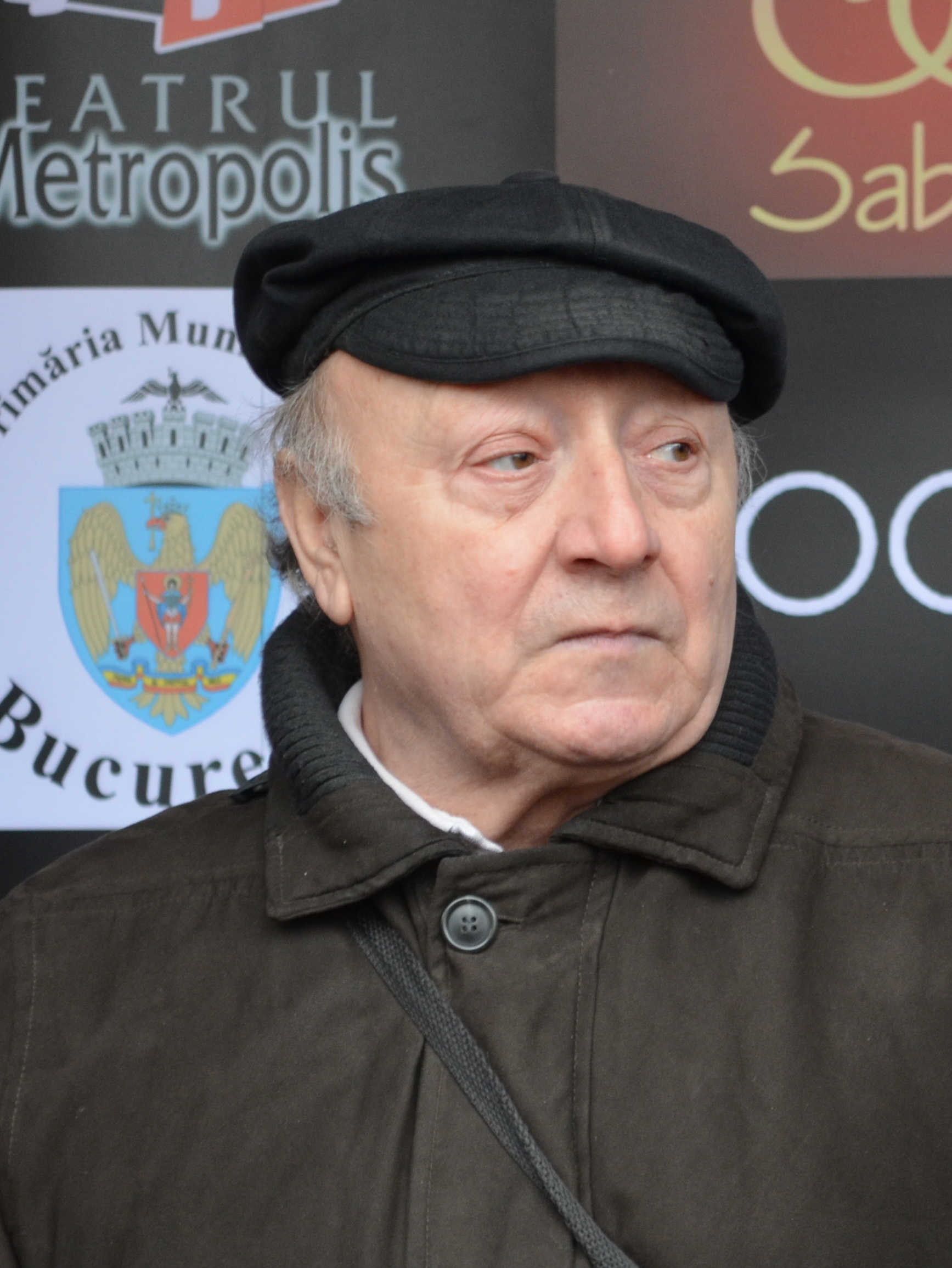
21 august: Marin Moraru, actor român de teatru și film
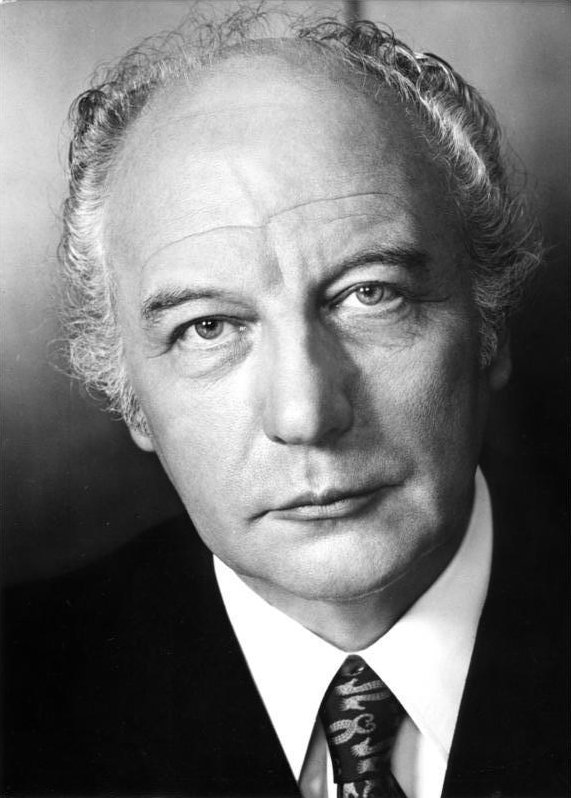
24 august: Walter Scheel, președinte al RFG
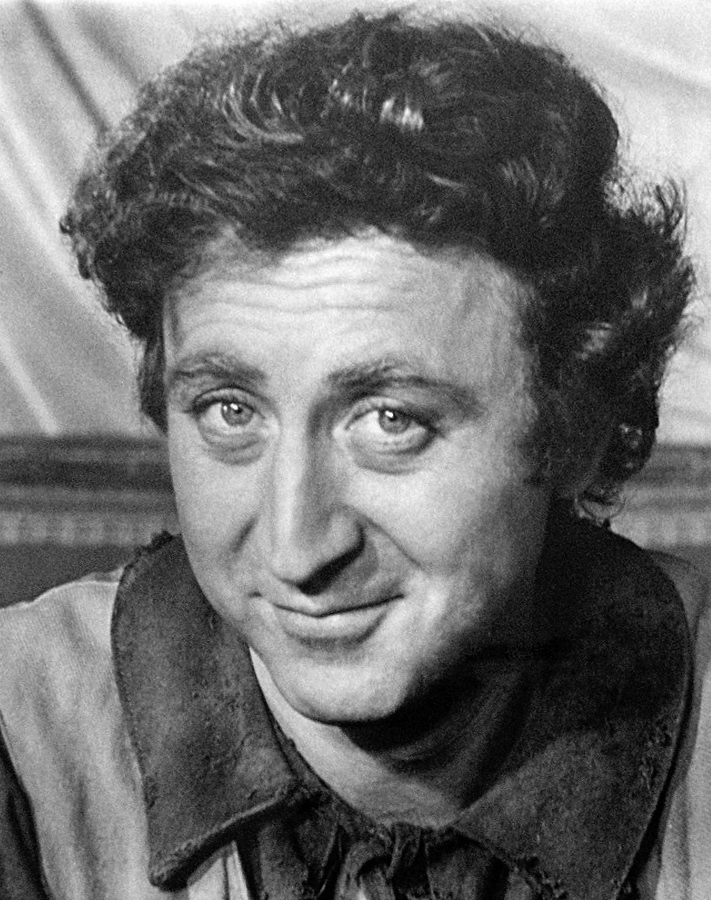
29 august: Gene Wilder, actor, scenarist și scriitor american
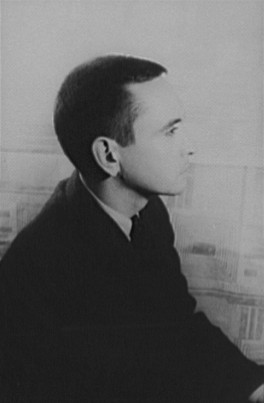
16 septembrie: Edward Albee, dramaturg american
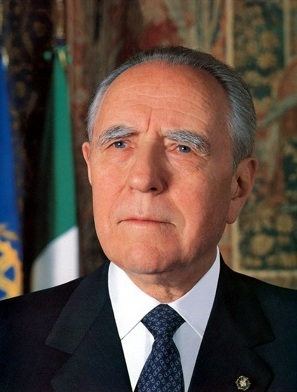
16 septembrie: Carlo Azeglio Ciampi, politician italian, președinte al Italiei
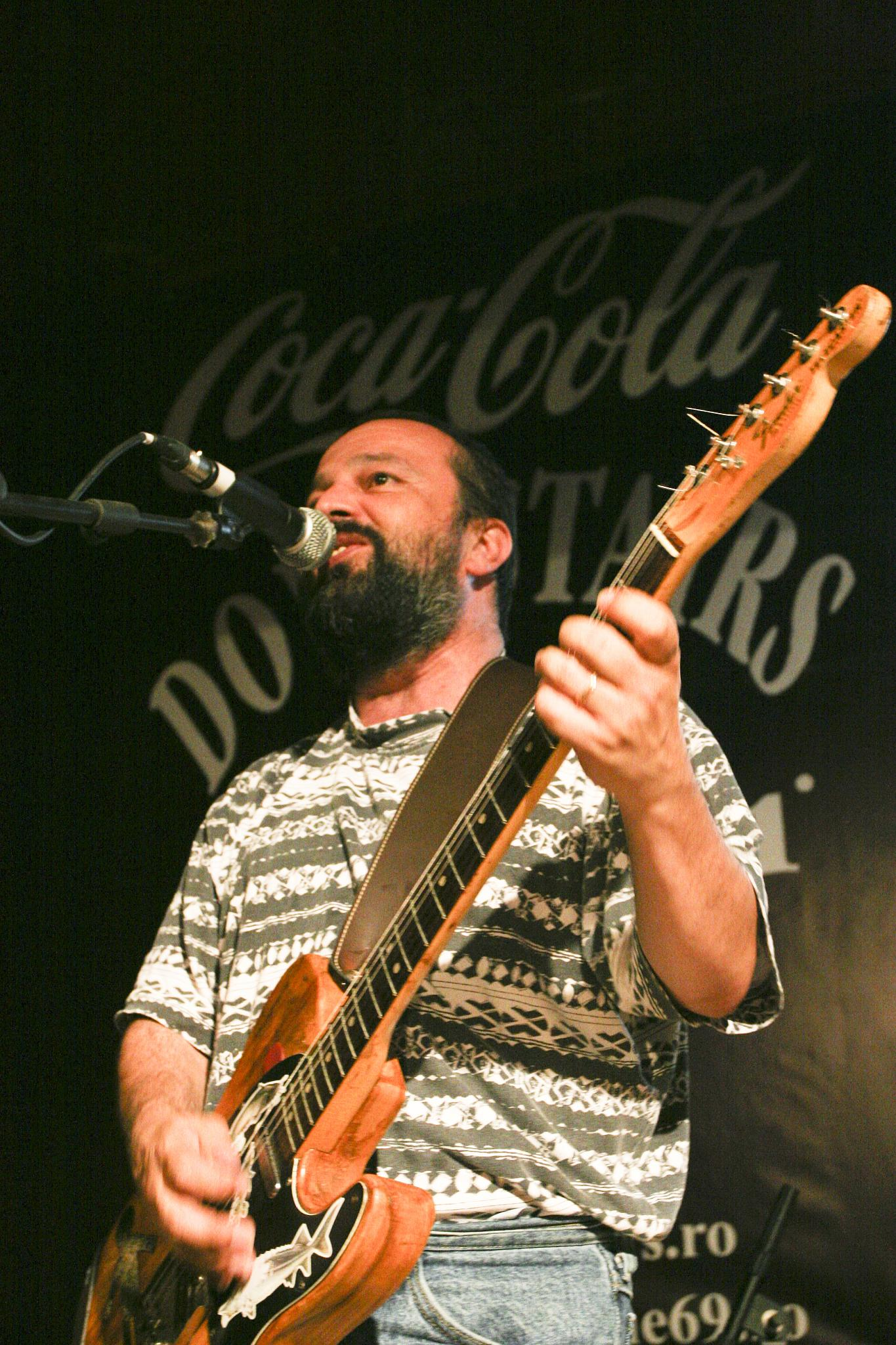
26 septembrie: Ioan Gyuri Pascu, muzician și actor român
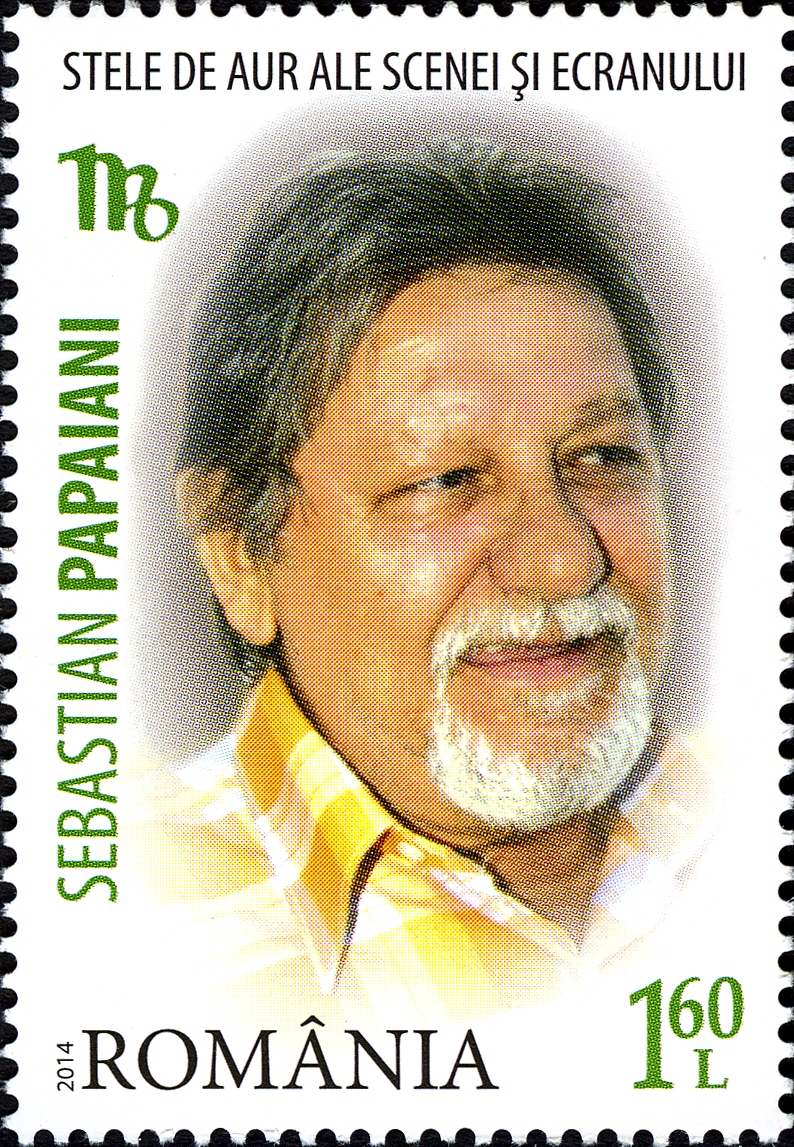
27 septembrie: Sebastian Papaiani, actor român
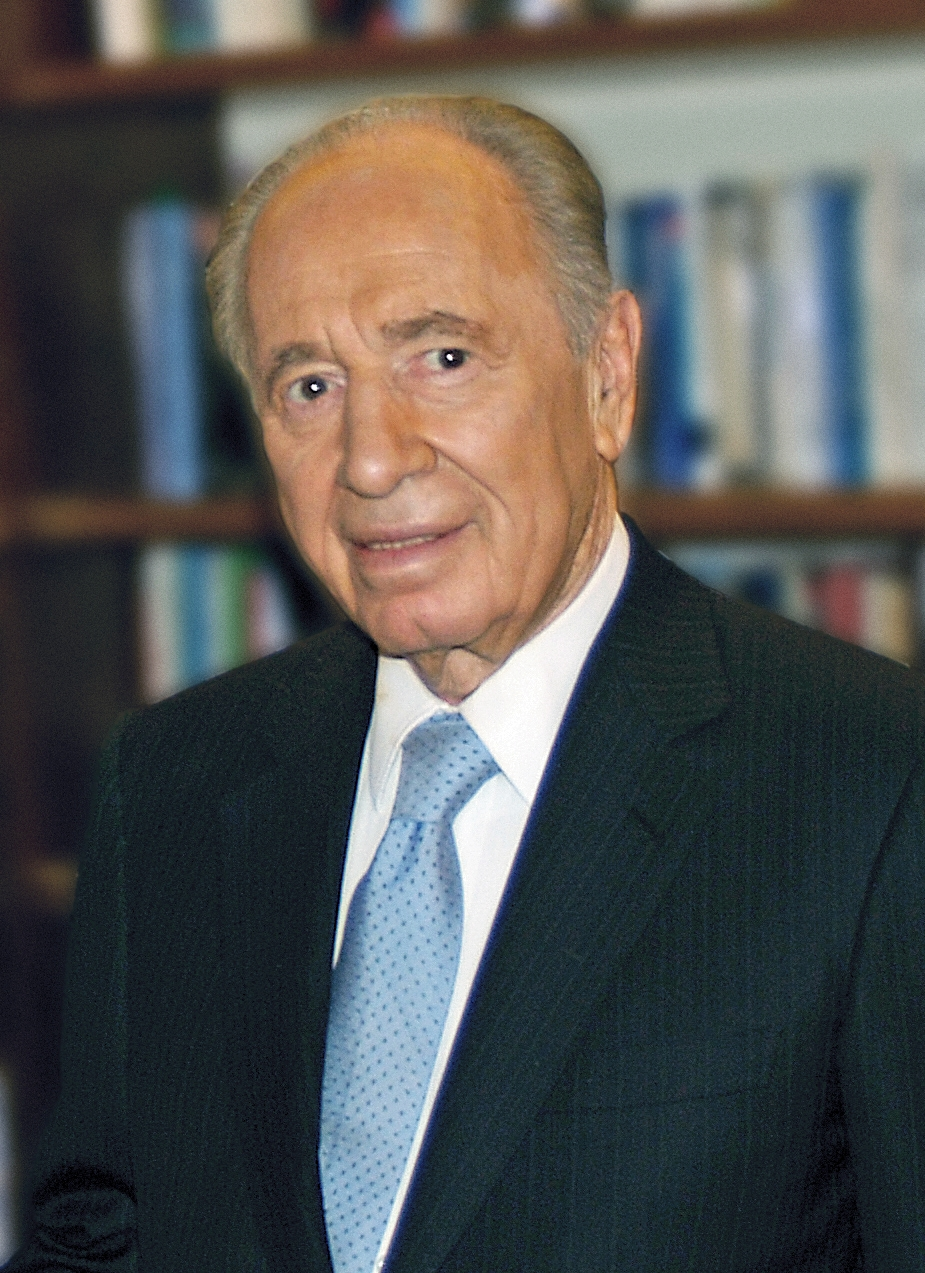
28 septembrie Șimon Peres, președinte al Israelului, laureat al Premiului Nobel
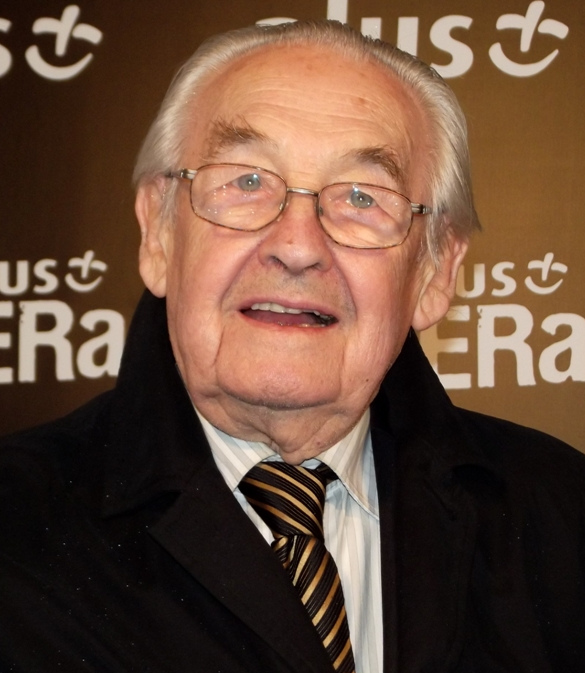
9 octombrie: Andrzej Wajda, regizor polonez
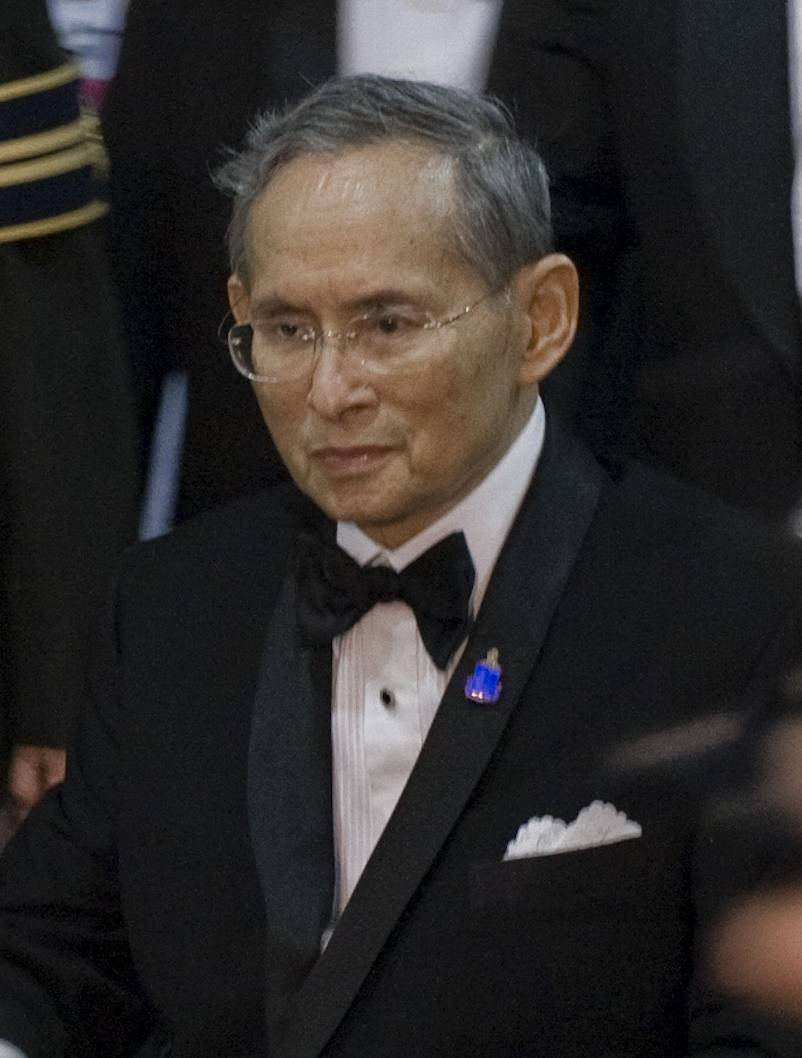
13 octombrie: Bhumibol Adulyadej, rege al Thailandei
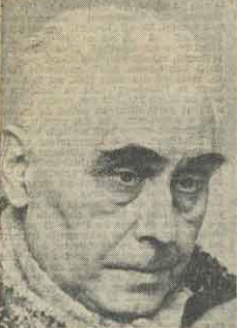
19 octombrie: Radu Câmpeanu, om politic român
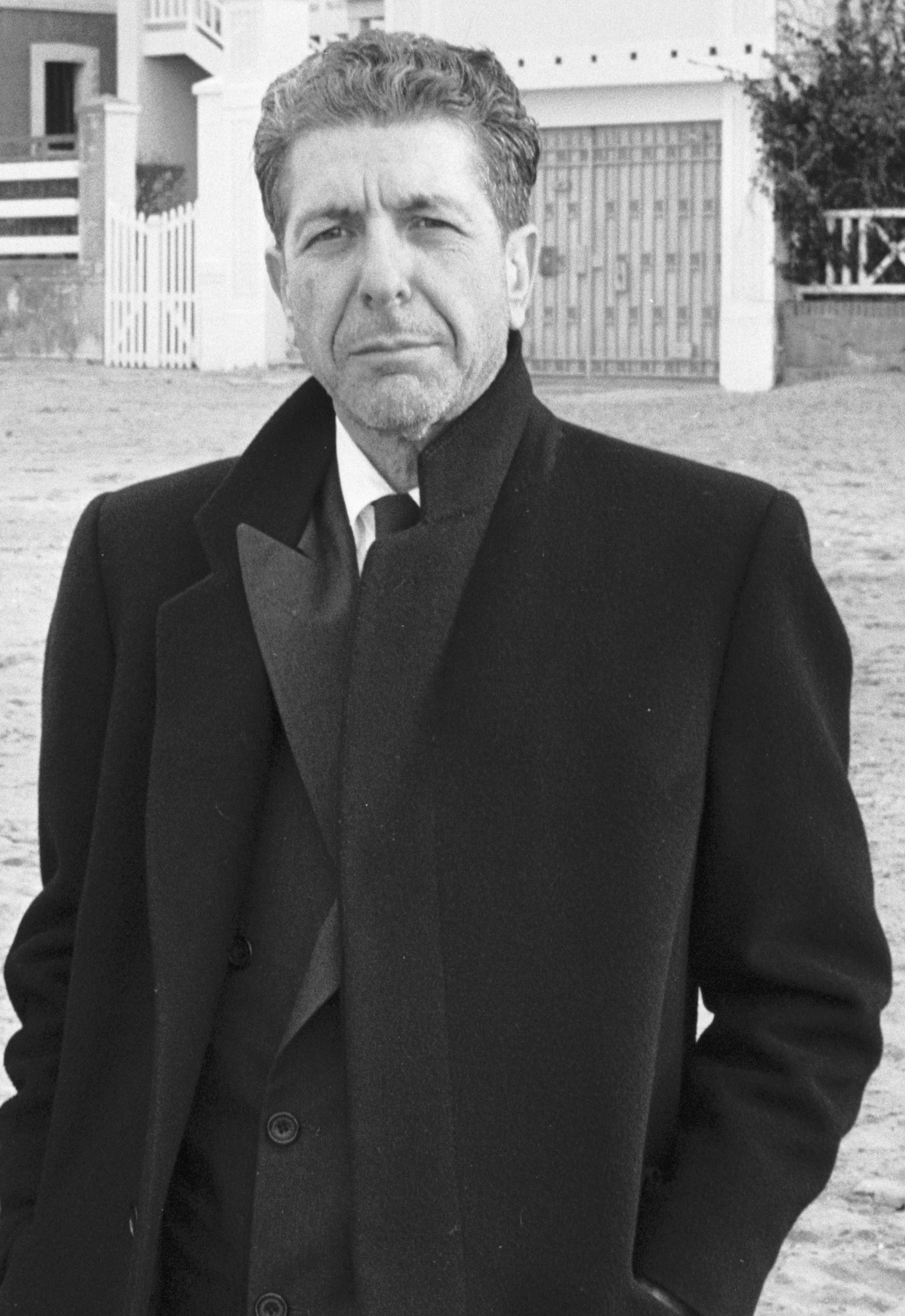
7 noiembrie: Leonard Cohen, cântăreț și poet canadian
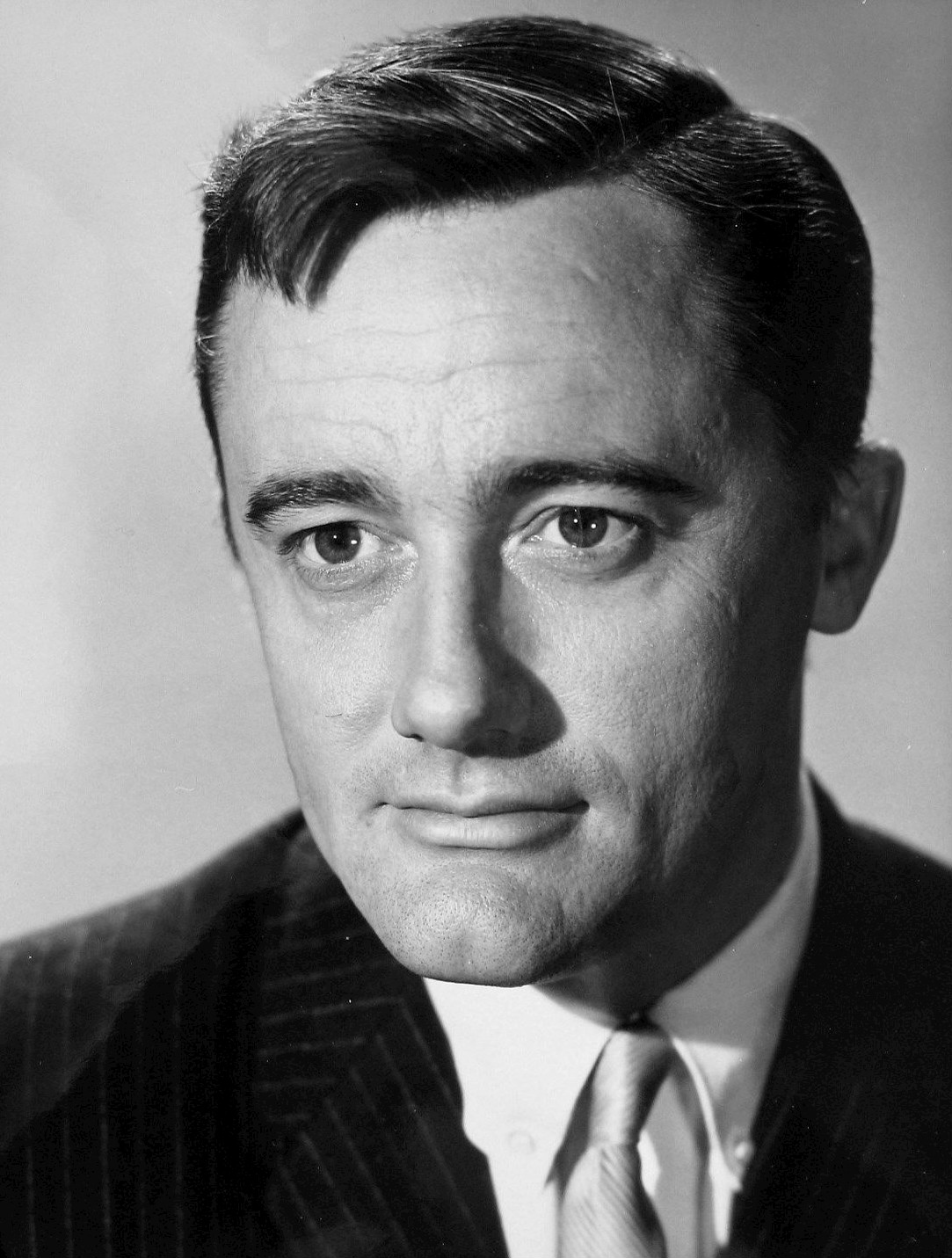
11 noiembrie: Robert Vaughn, actor american
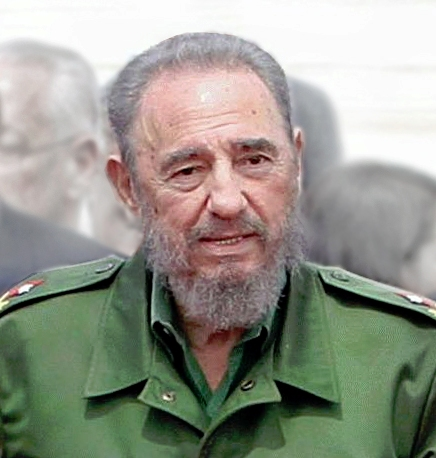
25 noiembrie: Fidel Castro, revoluționar și politician cubanez
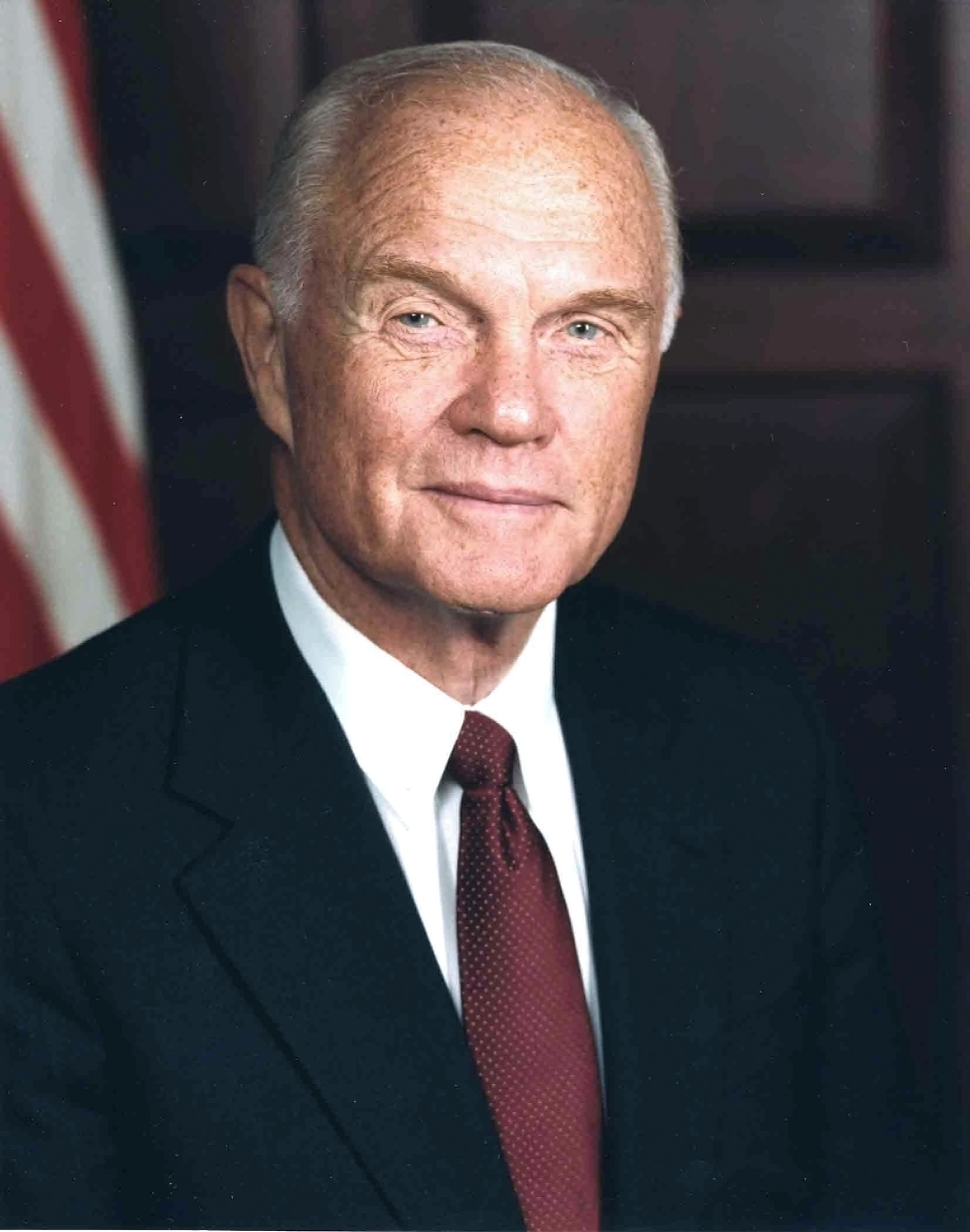
8 decembrie: John Glenn, astronaut american
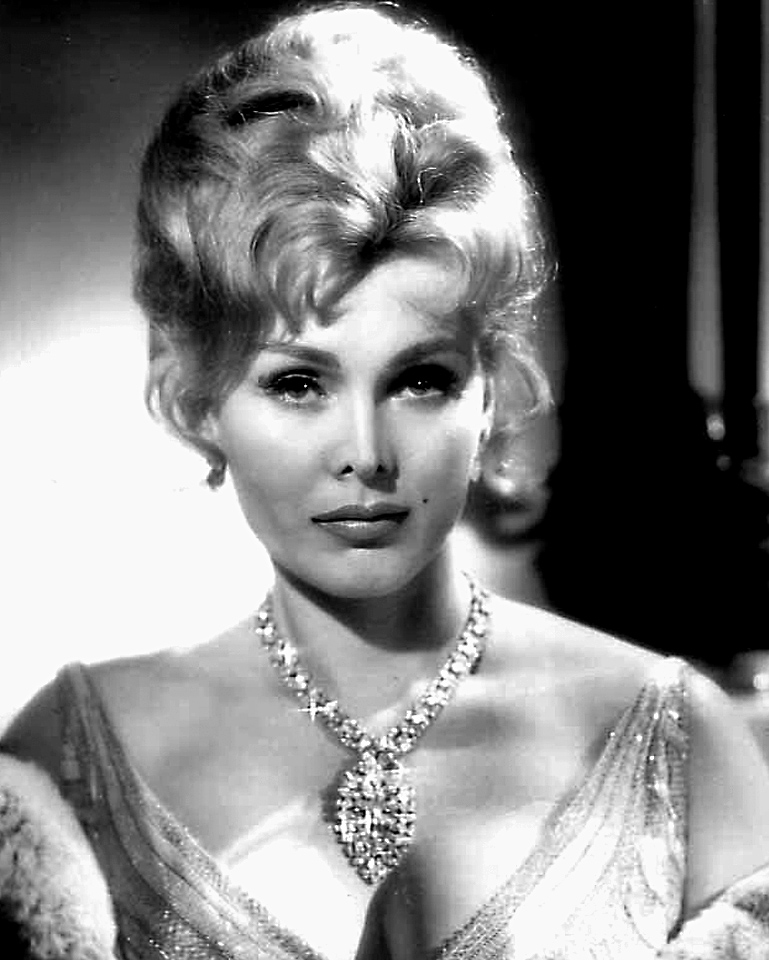
18 decembrie: Zsa Zsa Gábor, actriță americană de origine maghiară
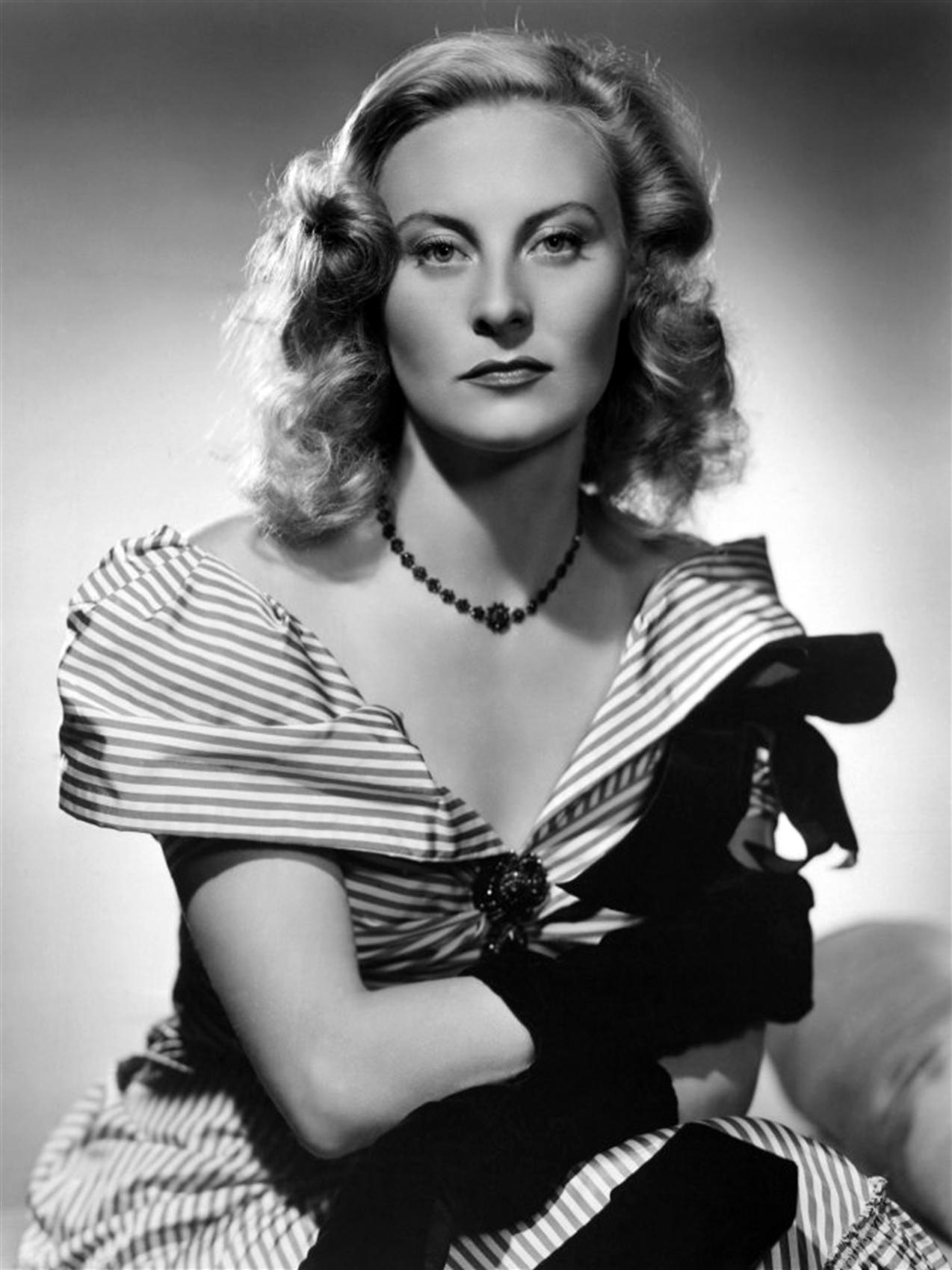
20 decembrie: Michèle Morgan, actriță franceză
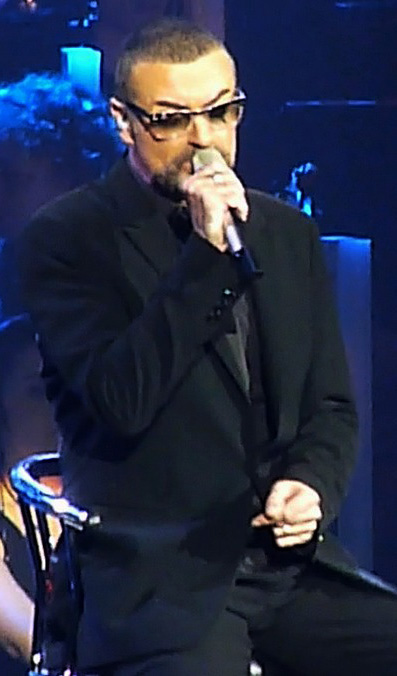
25 decembrie: George Michael, cântăreț și compozitor britanic

## Premii internaționale
- Premiul Rafto: Yanar Mohammed, pentru activitatea desfășurată în sprijinul femeilor și minorităților din Irak.
- Premiul Saharov: Nadia Murad Basee și Lamiya Aji Bashar (Irak), apărătoare ale comunității yazidi și scăpate din prizonieratul organizației Stat Islamic.

## Premii Nobel
- Medicină: Yoshinori Ohsumi (Japonia), pentru descoperiri privind mecanismele de autofagie, procesul de consumare a propriilor componente celulare de către un organism.
- Fizică: David J. Thouless (Regatul Unit), Duncan Haldane (Marea Britanie) și John M. Kosterlitz (Scoția), pentru descoperiri teoretice legate de stările topologice ale materiei.
- Chimie: Jean-Pierre Sauvage (Franța), Fraser Stoddart (Regatul Unit) și Ben Feringa (Olanda), pentru proiectarea și producția de mașini moleculare sau nanomașini.
- Economie: Oliver Hart (Anglia) și Bengt R. Holmström (Finlanda) pentru explicarea formelor diferite ale contractelor, de la cele comerciale la cele din domeniul sănătății sau social.
- Literatură: Bob Dylan (SUA), pentru crearea de noi expresii poetice în cadrul marii tradiții a cântecului american.
- Pace: Juan Manuel Santos, (Columbia), pentru acordul încheiat cu gherila marxistă Forțele Armate Revoluționare din Columbia (FARC).

## Legături externe
- Aniversări culturale 2016 Arhivat în 19 octombrie 2016, la Wayback Machine., bncreanga.md
- Calendarul aniversarilor culturale 2012-2016 Arhivat în 10 septembrie 2016, la Wayback Machine., bjbv.ro